# Montigny-Montfort
Pour les articles homonymes, voir Montigny et Montfort.
Montigny-Montfort est une commune française située dans le département de la Côte-d'Or, en région Bourgogne-Franche-Comté.
Ses habitants sont appelés les Montignois et Montignoises selon le gentilé et l'orthographe usuelle.
L'histoire plus que millénaire de cette commune rurale est liée à celle de son château du XIIIe siècle qui connut d'illustres propriétaires, mais également à l'histoire du Suaire de Turin qui y a été hébergé de nombreuses années.

## Géographie

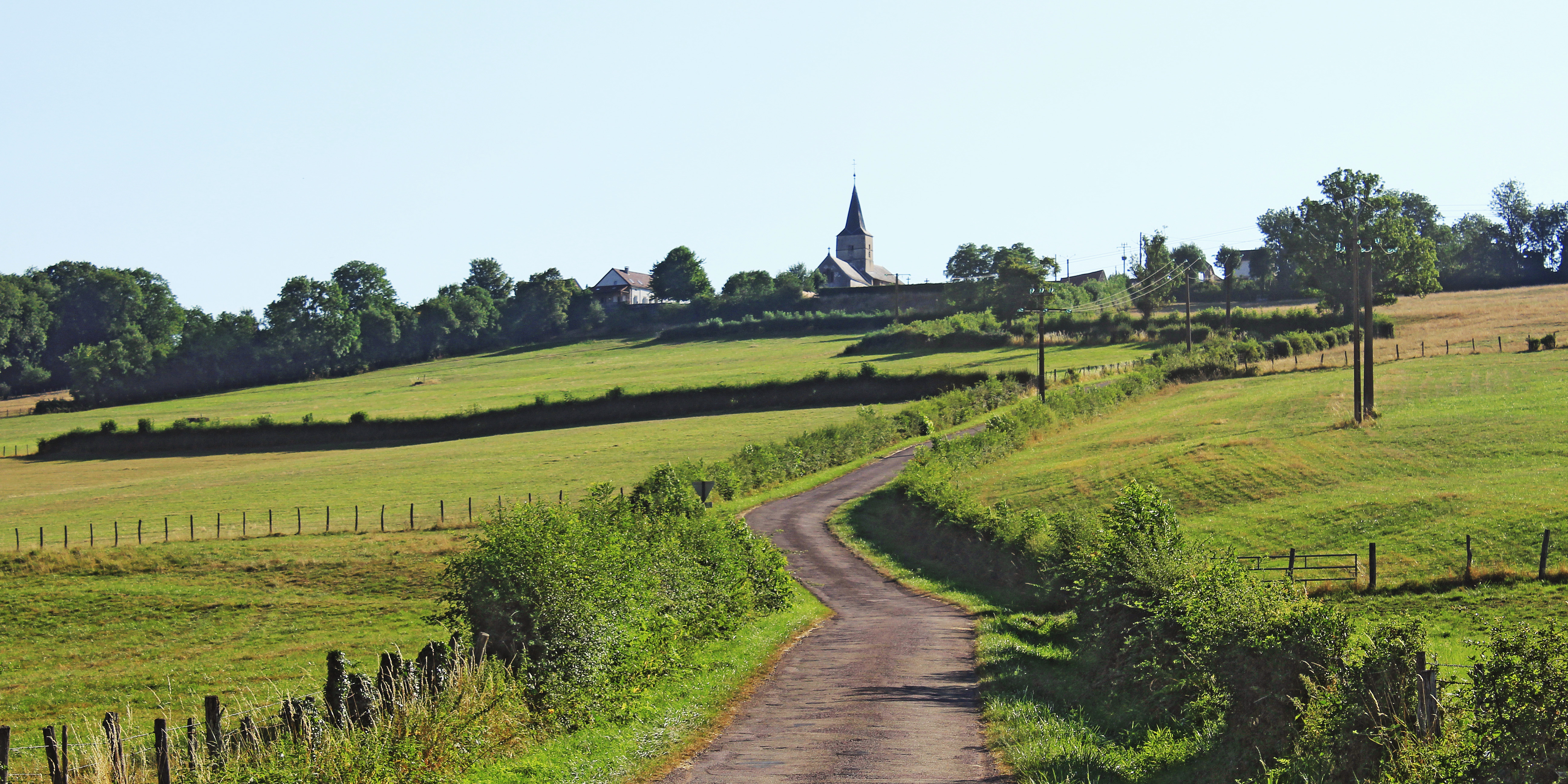
Le village de Montigny vu depuis la route départementale.
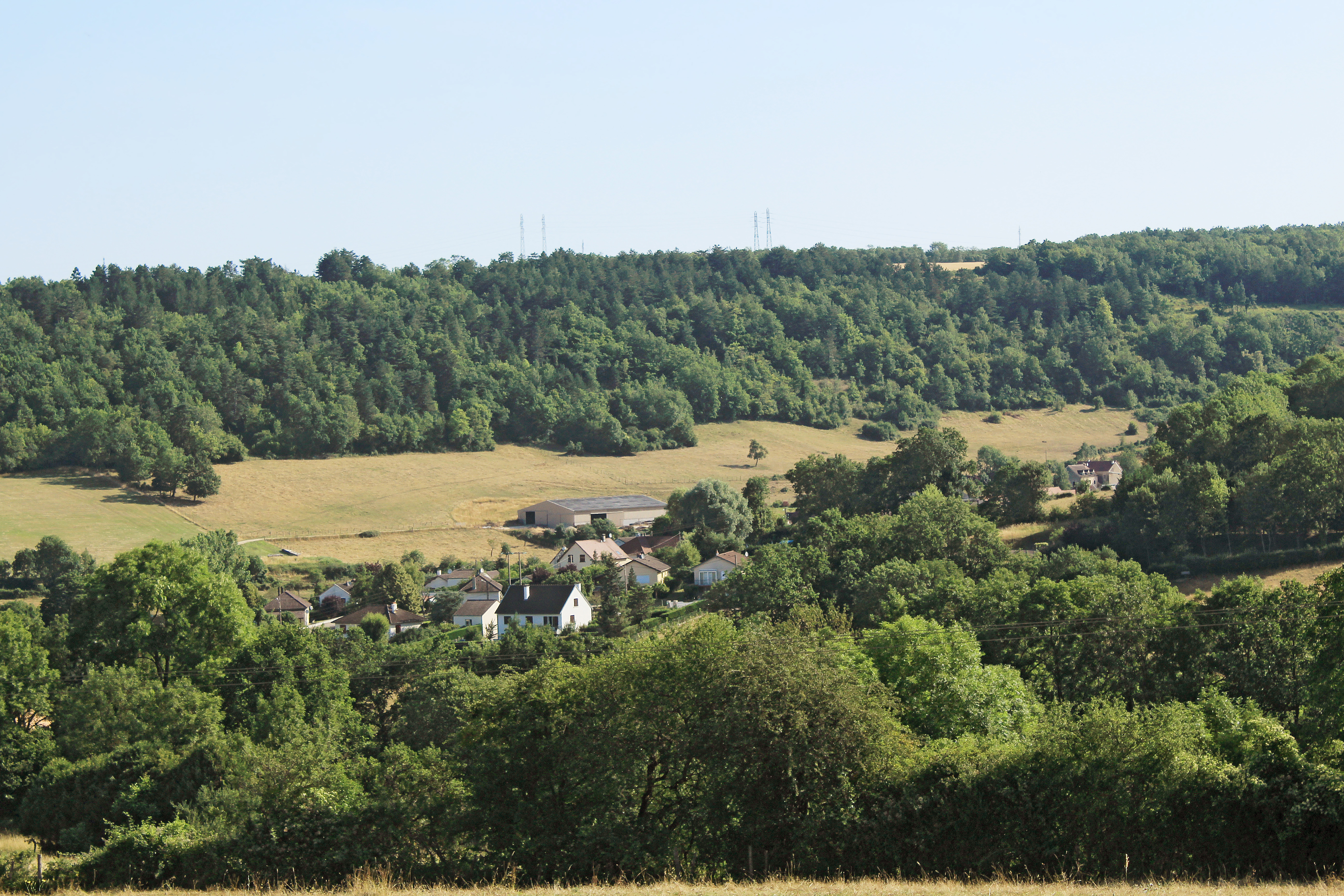
Hameau de Villiers vu depuis la colline de Montfort.

### Topographie

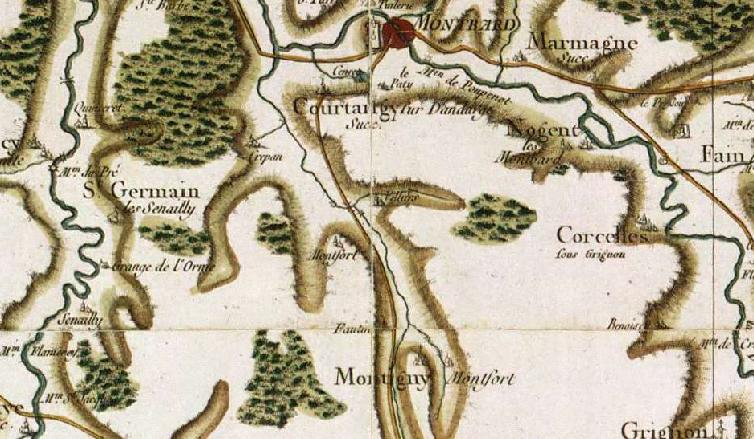
Carte de Cassini planche no 82 Tonnerre, 1759.

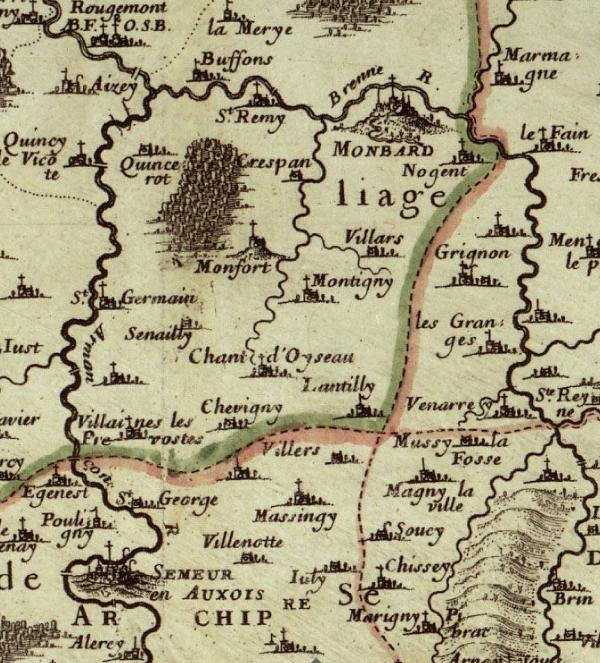
Partie septentrionale de l’evesché d’Autun, 1659.

La commune se développe autour de quatre vallées verdoyantes où coulent les ruisseaux du Dandarge, du Tantavion, de la Ronce et de la Louère. Son territoire se divise en trois : à l'est des terres cultivées, au centre des parcelles de pacages et à l’ouest la forêt de Montfort. Cette forêt très ancienne était déjà symbolisée sur la carte de Cassini et sur la carte de l’évêché d’Autun, respectivement des XVIIIe et XVIIe siècles ; la commune y culmine, à 397 mètres d’altitude.
La commune se compose de quatre hameaux : Villiers, Montigny, Montfort et Fatin, ainsi que d'un petit écart, le Pavillon des Roches. Elle compte les lieux-dits : 
- la Mine,
- la Côte,
- le Clous,
- les Pruniers,
- la Queuille,
- Combe-de-Nogent,
- les Larceaux,
- la Courte,
- les Fâches,
- la Seigne,
- le Puisard,
- Sous Vie,
- Champ-Genis,
- Combe-au-Vau,
- la Couleuvrrée,
- Combe Thierrée,
- En Crâ,
- la Fouchère,
- En Veurillereau,
- la Plaine,
- Montanot,
- Surgey,
- Grepain,
- Prémat,
- Combe-Sardin,
- la Taurasse,
- la Lentillère,
- le Boudon,
- Combe-Plate,
- Charmoi,
- la Borde,
- la Roche-Edmée,
- la Comotte,
- la Queue-à-la-Vache,
- Lavey,
- les Deserts,
- Combe-Igaroux,
- Beauvais,
- le Bouchot,
- sur le Four,
- le Champ-de-Bonnet,
- le Neura,
- Pré-de-Chêne,
- Grand-Champ,
- la Montagnotte,
- Champs-Grenond,
- Montagnotte-de-Montfort.

### Accès routier
Sur la route départementale D 980 entre Semur-en-Auxois (à 11 km) et Montbard (à 4 km) ;  23 de l'A6 « Bierre-lès-Semur » direction Montbard.

### Climat
Pour des articles plus généraux, voir Climat de la Bourgogne-Franche-Comté et Climat de la Côte-d'Or.
En 2010, le climat de la commune est de type climat des marges montargnardes, selon une étude du Centre national de la recherche scientifique s'appuyant sur une série de données couvrant la période 1971-2000. En 2020, Météo-France publie une typologie des climats de la France métropolitaine dans laquelle la commune est exposée à un climat océanique altéré et est dans la région climatique  Lorraine, plateau de Langres, Morvan, caractérisée par un hiver rude (1,5 °C), des vents modérés et des brouillards fréquents en automne et hiver. 
Pour la période 1971-2000, la température annuelle moyenne est de 10 °C, avec une amplitude thermique annuelle de 15,9 °C. Le cumul annuel moyen de précipitations est de 900 mm, avec 12,7 jours de précipitations en janvier et 8,2 jours en juillet. Pour la période 1991-2020, la température moyenne annuelle observée sur la station météorologique de Météo-France la plus proche, « Montbard_sapc », sur la commune de Montbard à 5 km à vol d'oiseau, est de 11,4 °C et le cumul annuel moyen de précipitations est de 853,5 mm,. Pour l'avenir, les paramètres climatiques de la commune estimés pour 2050 selon différents scénarios d'émission de gaz à effet de serre sont consultables sur un site dédié publié par Météo-France en novembre 2022.

## Urbanisme

### Typologie
Au 1er janvier 2024, Montigny-Montfort est catégorisée commune rurale à habitat dispersé, selon la nouvelle grille communale de densité à 7 niveaux définie par l'Insee en 2022.
Elle est située hors unité urbaine. Par ailleurs la commune fait partie de l'aire d'attraction de Montbard, dont elle est une commune de la couronne,. Cette aire, qui regroupe 34 communes, est catégorisée dans les aires de moins de 50 000 habitants,.

### Occupation des sols
L'occupation des sols de la commune, telle qu'elle ressort de la base de données européenne d’occupation biophysique des sols Corine Land Cover (CLC), est marquée par l'importance des territoires agricoles (69,9 % en 2018), une proportion sensiblement équivalente à celle de 1990 (69,4 %). La répartition détaillée en 2018 est la suivante : 
terres arables (36,2 %), prairies (33,7 %), forêts (28,3 %), zones urbanisées (1,8 %). L'évolution de l’occupation des sols de la commune et de ses infrastructures peut être observée sur les différentes représentations cartographiques du territoire : la carte de Cassini (XVIIIe siècle), la carte d'état-major (1820-1866) et les cartes ou photos aériennes de l'IGN pour la période actuelle (1950 à aujourd'hui).

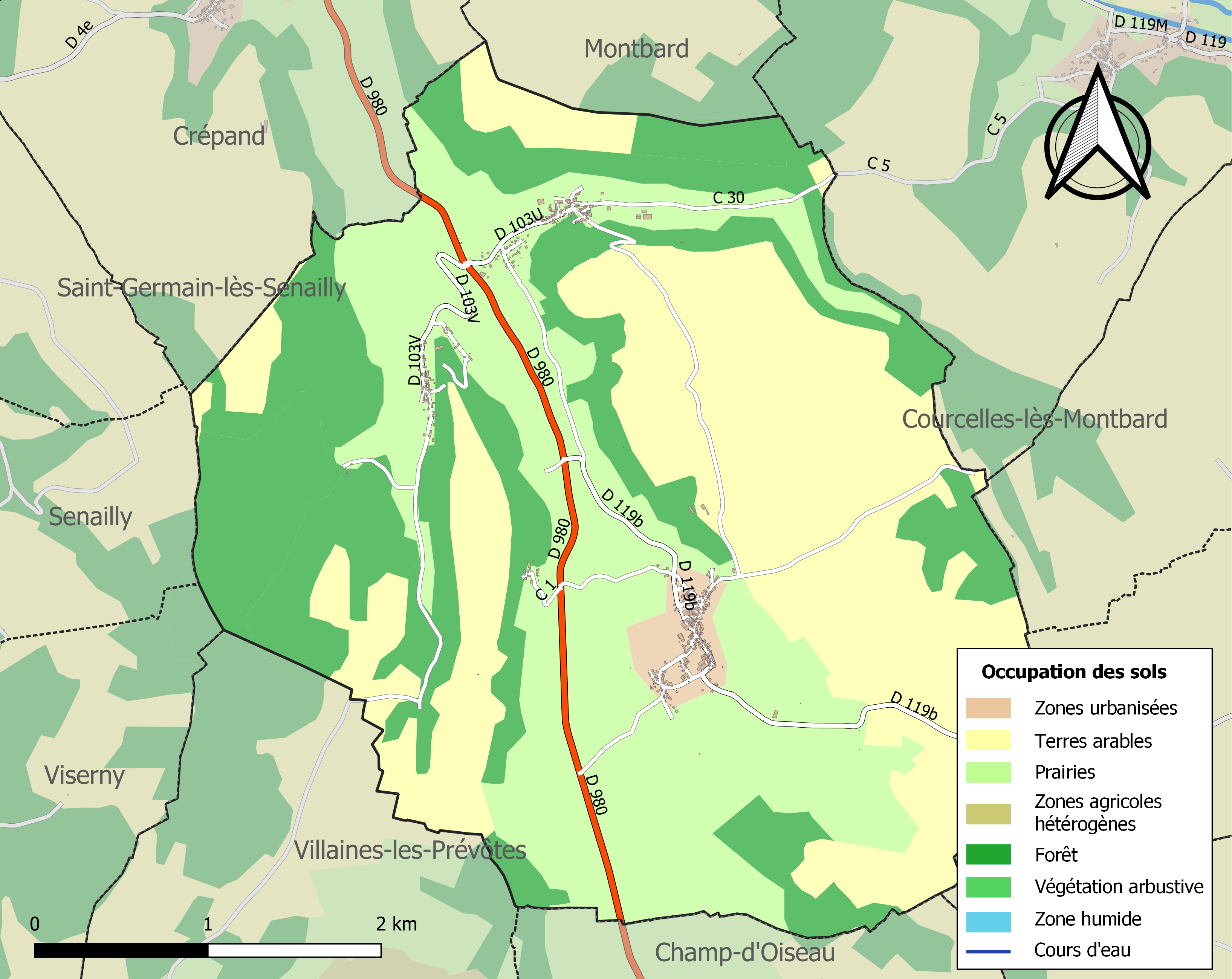
Carte des infrastructures et de l'occupation des sols de la commune en 2018 (CLC).

## Toponymie
Voir Montaniacum
Montfort : ce nom dérive du latin : monte, montis, ou mons = mont ou sommet et de forti = fort ou fortifié.
Villiers : ce nom dérive du latin villa, qui désignait en principe une partie d’un domaine ou une maison éloignée. Ce terme a très vite pris le sens de hameau.
Fatin : ce nom pourrait dérivé du latin faustus ou fastus = heureux, prospère, favorable.

## Histoire

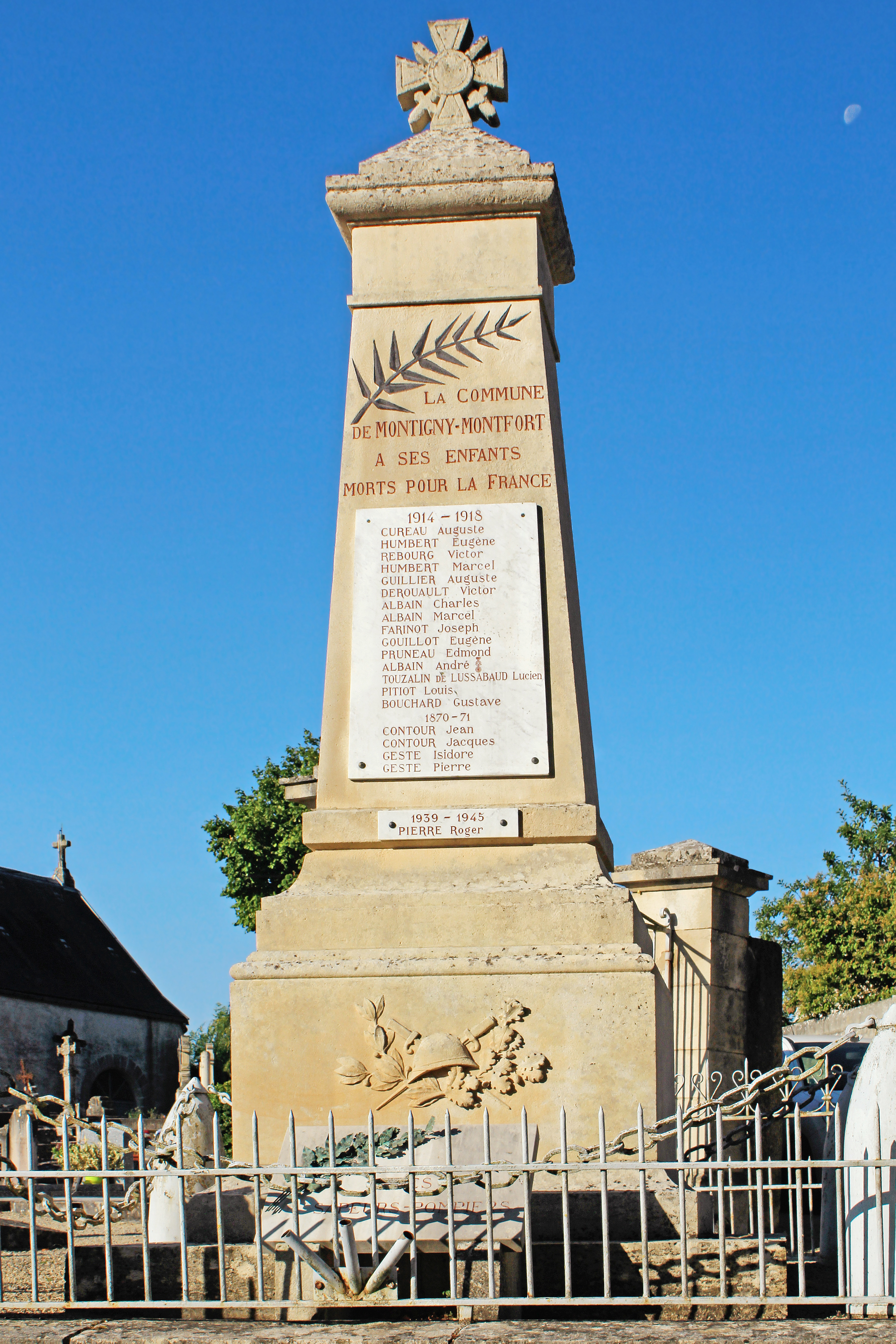
Monument aux morts de Montigny-Montfort.

L'histoire de la commune est intimement liée à l'histoire de son château ; les terres et les hameaux de la commune faisaient partie de la seigneurie puis de la baronnie de Montfort. À l'exception du territoire et village de la seigneurie de Montigny qui jusqu'à la Révolution a appartenu à la famille de La Guiche.

### L'enquête de 1816
Extrait du journal d'enquête du préfet de Côte d’Or Herver de Tocqueville, sur les villes et villages du département de 1816.
Voici ce qui est dit sur la commune de Montigny-Montfort :
Guillier maire, Lefevre adjoint, Sauron curé, il a dit qu’il a des enfants à lui dans sa maison, mauvaise réputation à tous égards.
450 habitants environ.
Mêmes productions.
_ de perte sur la prochaine récolte.
4 journaux de pâture communale.
Rien que les centimes additionnels.
Réparations pressantes à faire au presbytère, à l’église, et aux murs du cimetière.
Le curé n’a que 33 boisseaux de froment pour traitement.
L’instituteur reçoit 32 doubles décalitres de blé et 40 francs en argent. On en est content.
Le finage de la commune étant très grand il y a 3 gardes champêtres qui reçoivent chacun 50 francs.
La commune a perdu _ de sa récolte de l’an passé par la grêle. Elle a réclamé et elle n’a obtenu, encore, aucune indemnité.
Les habitants sont forts paisibles.
Il existe un vieux bâtiment appelé la Grange des dixmes, qui tombe en ruine, le maire demande l’autorisation de vendre ce bâtiment pour pouvoir réparer l'église etc.

## Lechâteau
47° 35′ 33″ N, 4° 19′ 30″ E

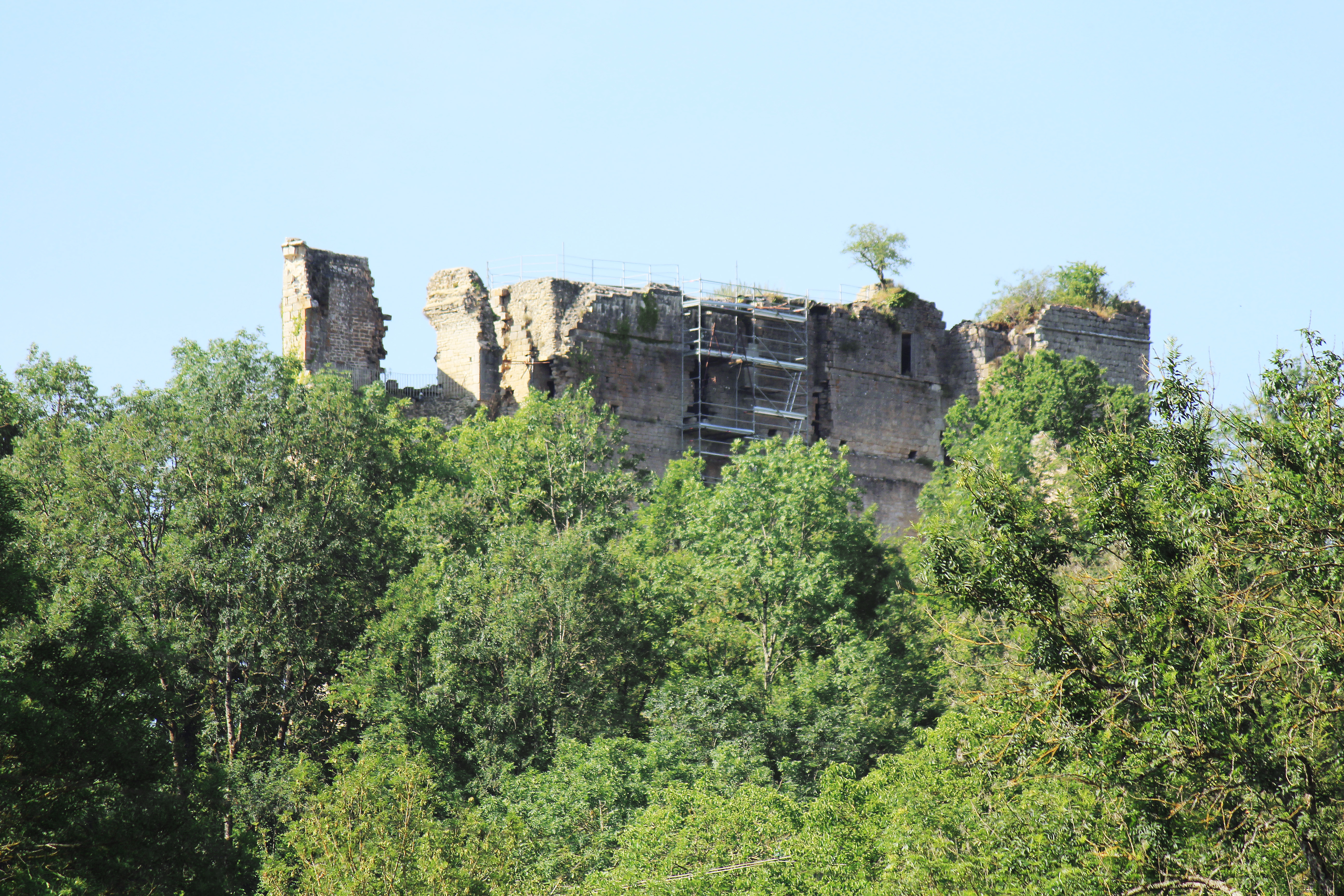
Le château de Montfort vu depuis la vallée.
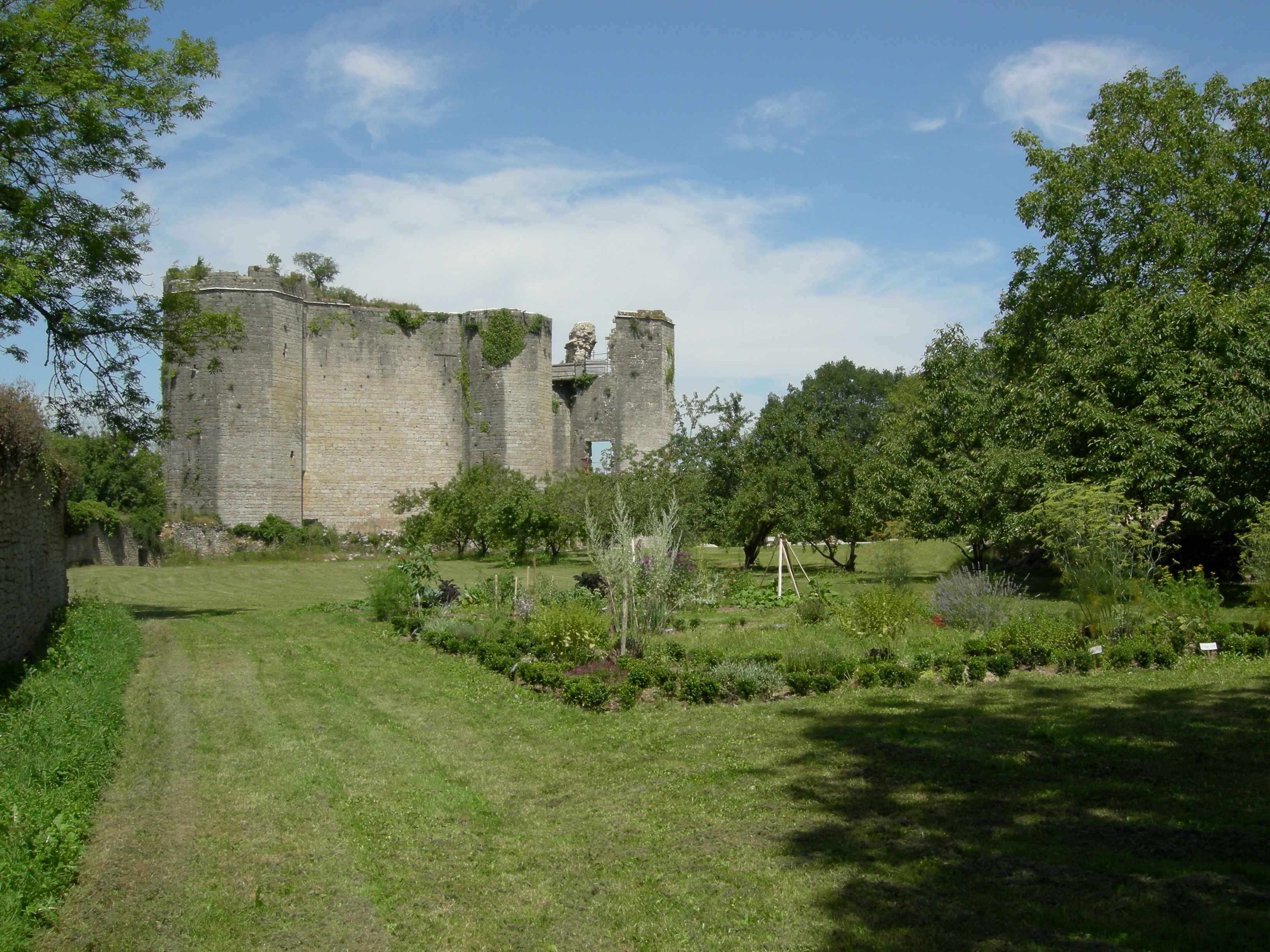
Le château et son jardin médiéval.
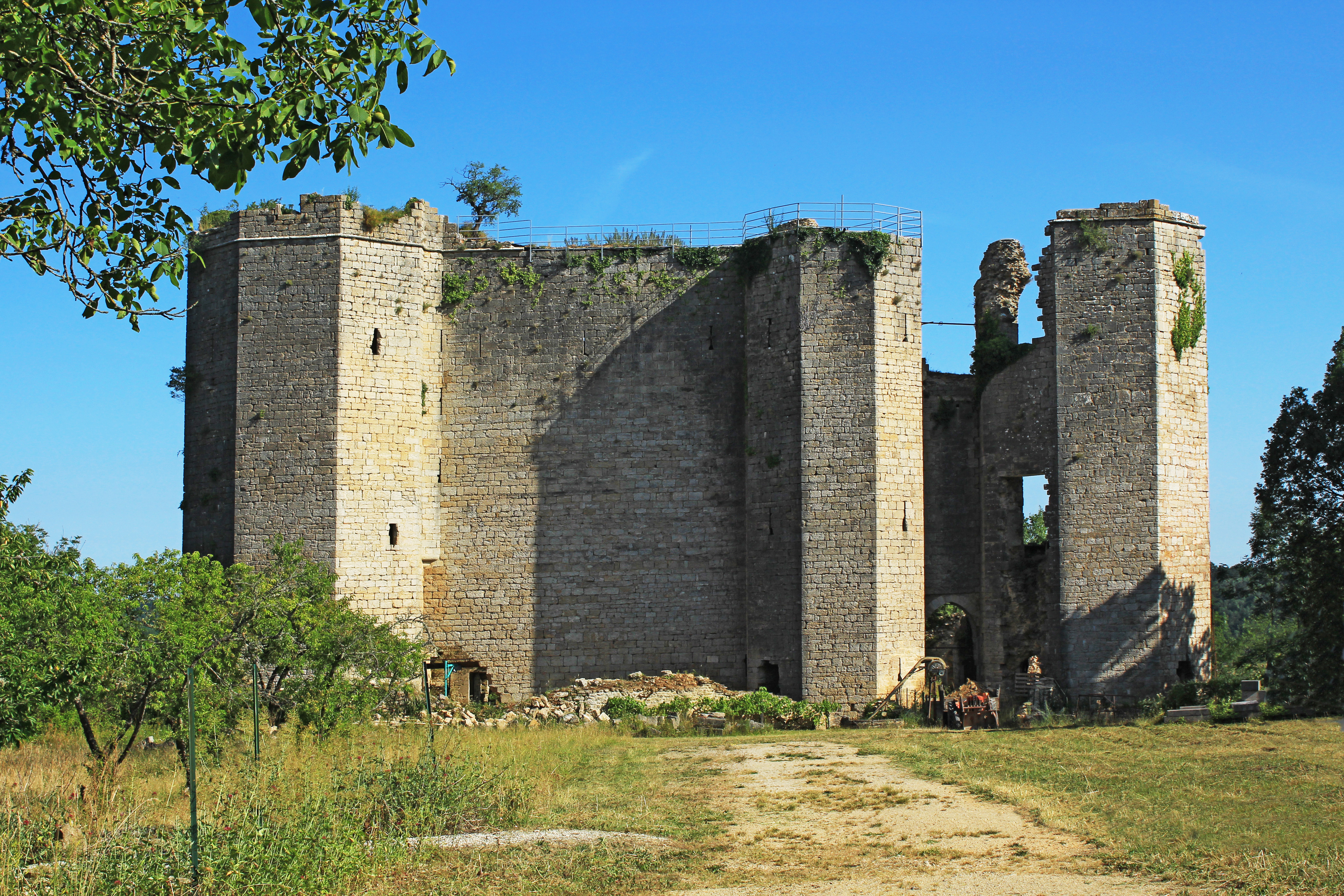
Château de Montfort.
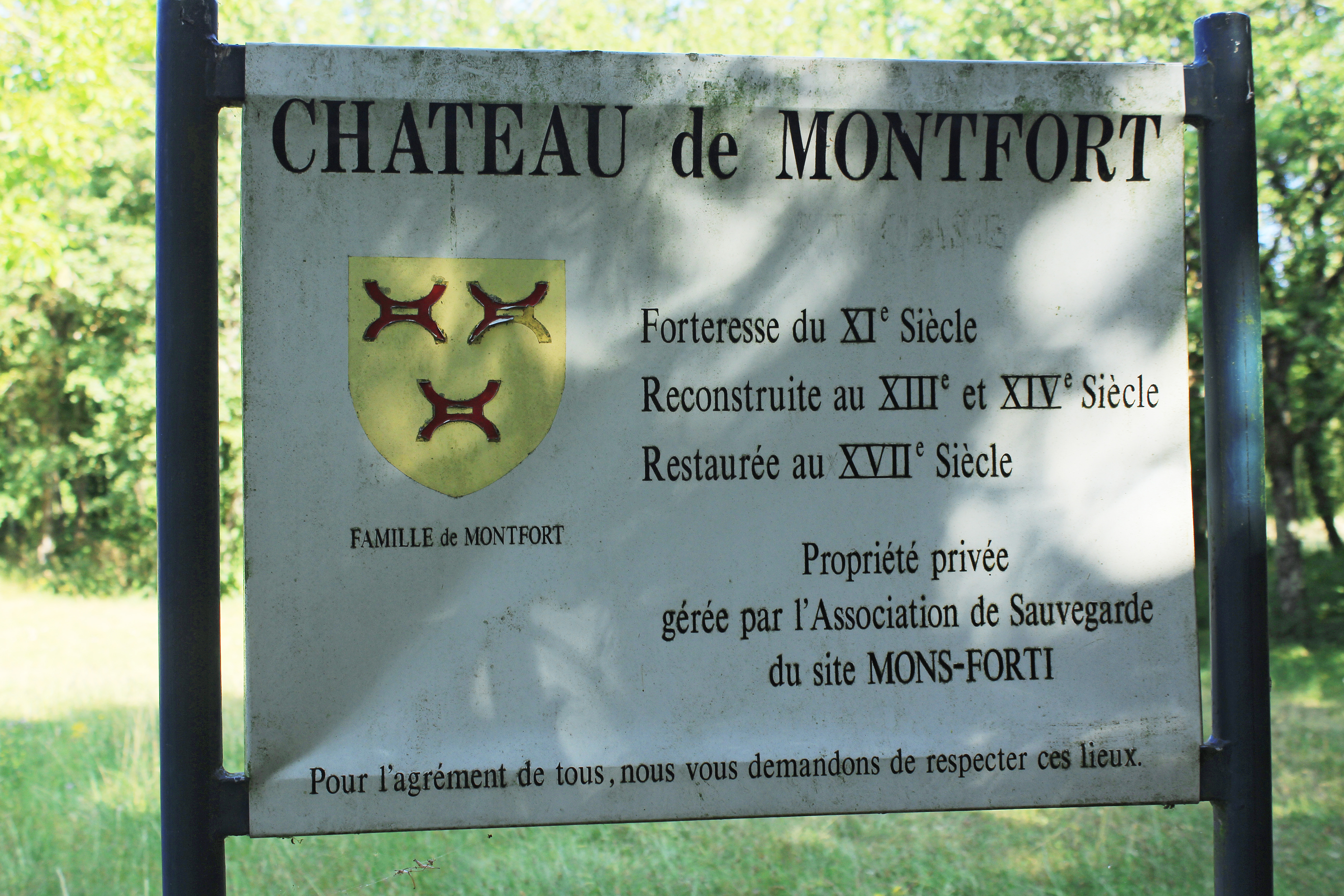
Panneau d'accueil.

### Les propriétaires

#### Le Moyen Âge
C'est au XIe siècle (vers 1075) qu'un premier château aurait été édifié par Bernard de Montfort, un proche des ducs de Bourgogne. Vers 1289, le château est reconstruit par Géraud de Maulmont, chanoine et archidiacre de Limoges, conseiller du roi de France Philippe IV le Bel.
Par mariages et successions, le château revient en dot à Jeanne de Vergy qui épouse en 1340 Geoffroy Ier de Charny. Leur petite fille Maguerite épouse en 1400 Jean de Bauffremont qui décède à la bataille d’Azincourt en 1415. C’est son neveu Pierre de Bauffremont qui hérite du château de Montfort.

#### La Renaissance
La petite fille de Pierre de Bauffremont, Philiberte se marie avec Jean de Chalon prince d'Orange. Mais, après la mort de Jean de Chalon, Philibert son fils refuse de rendre hommage au roi de France pour sa principauté d'Orange et se met au service de Charles Quint. Le château est alors mis sous séquestre par François Ier à partir de 1521.
En 1530, René de Chalon hérite des biens de son oncle Philibert de Chalon, biens qu'il lègue à son cousin Guillaume d'Orange-Nassau.
Le 19 mai 1547, Guillaume Ier d'Orange-Nassau obtient la levée des séquestres sur le château. Sa fille, Emélia d'Orange-Nassau (Amélie) après une succession difficile avec ses sœurs, obtient le château où elle entreprend d’importants travaux de réhabilitations.

#### XVIIeetXVIIIesiècles
Le 14 février 1688, les petites filles d'Amélie d'Orange-Nassau vendent le château de Montfort pour 62 000 livres à François Michel Le Tellier marquis de Louvois, secrétaire d'état de la guerre de Louis XIV. En 1691, à la mort de François Michel Le Tellier son fils Louis François Marie Le Tellier marquis de Barbezieux lui succède. Puis en 1701 sa fille Marie Margdelaine épouse du duc d'Harcourt hérite du château et des terres de Montfort.
Le 31 mai 1731, le duc et la duchesse d'Harcourt revendent la baronnie de Monfort à Frédéric de La Forest pour 100 000 livres. Seuls seigneurs qui feront du château leur résidence principale.

#### DuXIXesiècleà nos jours
Le 18 août 1817, une descendante de la famille de La Forest cède le château, pour seulement 1 200 francs à Jean Baptise Lefaivre, ancien domestique au château. Dès lors, seules les terres du domaine sont exploitées ; le château, lui tombe en ruines dans l’indifférence totale.
En 1985, les ruines du château sont rachetées par Jean Marie Fériès et son épouse, qui entreprennent leur réhabilitation. En 1996, l’association MONS FORTI prend la relève de M. et Mme Fériès.

Blasons des anciens seigneurs et barons de Montfort
Blason de Bernard de Montfort.
Blason de la maison des Maulmont.
Blason de la maison des Vergy.
Blason de la maison des Charny.
Blason de la maison des Baufremont.
Blason de la maison des Chalon d'Orange.
Blason de la maison des Nassau.
Blason de la maison des Le Tellier.
Blason de la maison d'Harcourt.
Blason de la maison des La Forest.

### L'architecture
Le château fort de Montigny-Montfort, inscrit à l'Inventaire supplémentaire des monuments historiques, par arrêté du 30 décembre 1925, est une vaste construction défensive du XIIIe siècle.
Construit sur un plateau rocheux à 317 mètres d'altitude il domine les trois vallées du Dandarge, de la Ronce et de la Louère.
- Il était constitué à l'origine de sept tours dont trois semi-octogonales donnant sur une vaste basse-cour, ceinte de remparts et de tours semi-circulaires ouvertes à la gorge.
- Passé un profond fossé et le pont-levis, le château développait une cour intérieure pavée, entourée de vastes bâtiments nobles : salle des gardes voûtée 12 × 18,5 mètres, salle seigneuriale, 10 × 24 mètres, chapelle, appartements, caves…

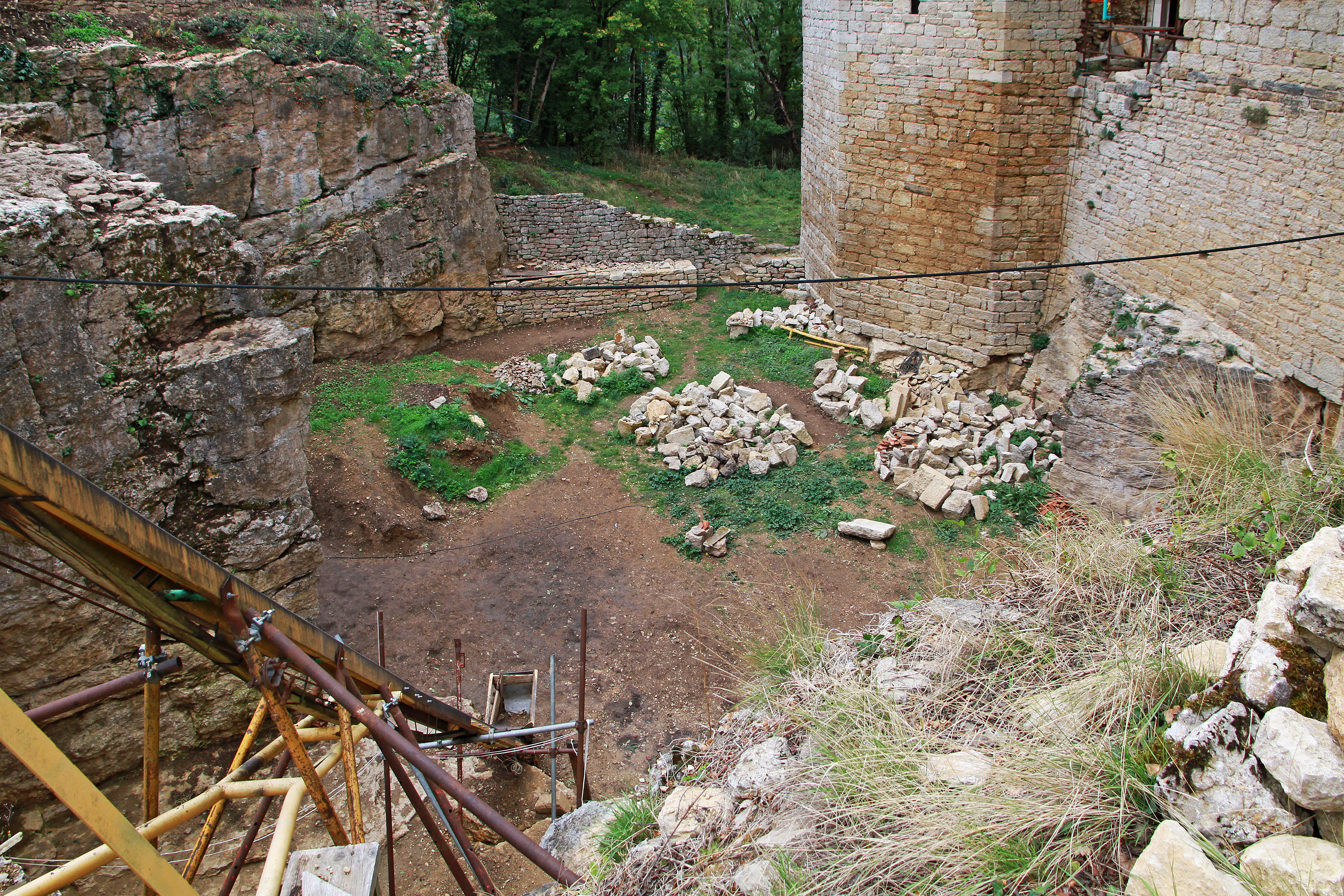
Fouilles du fossé devant le château...
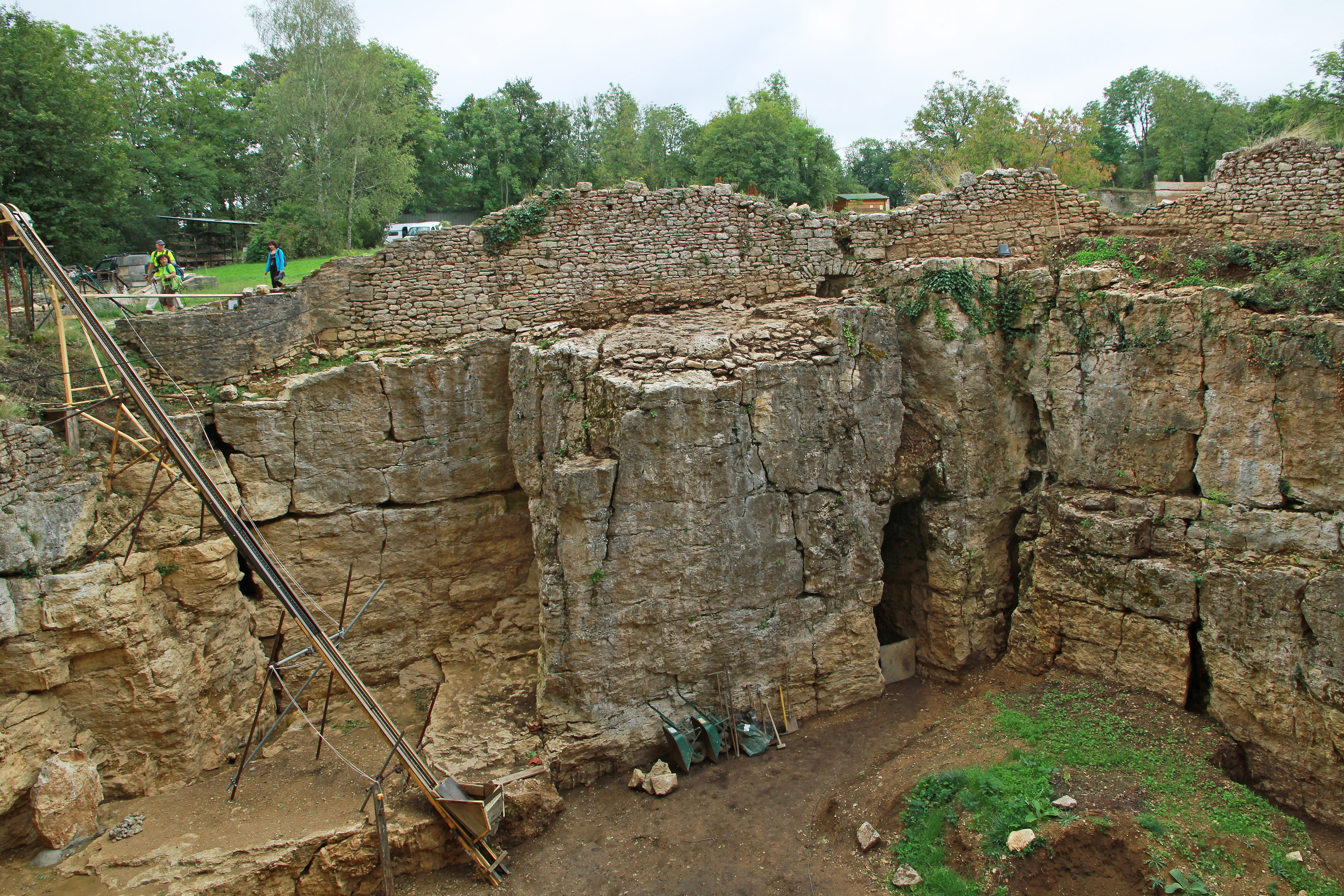
...qui ne contenait pas d'eau.
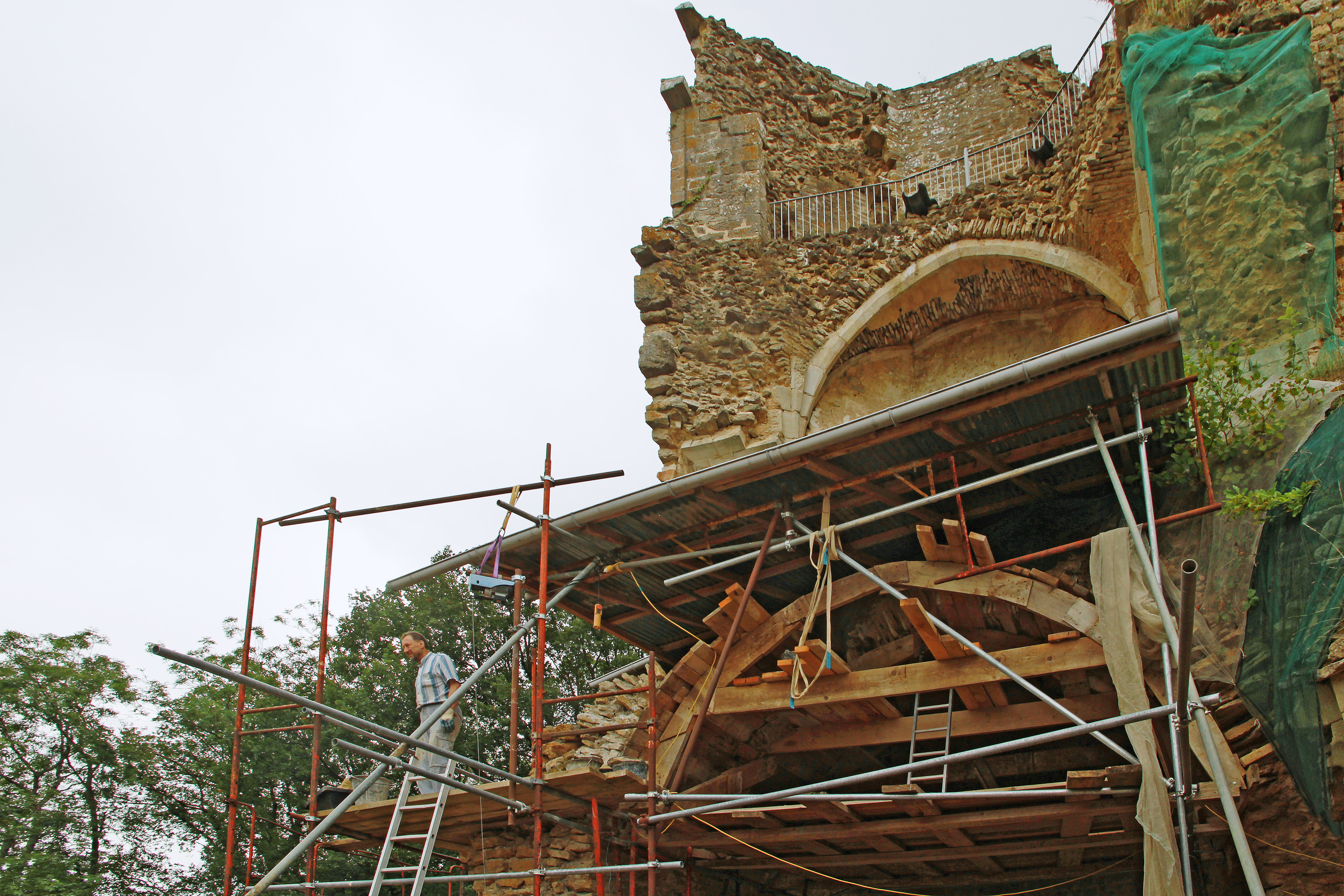
Travaux sur la tour est.
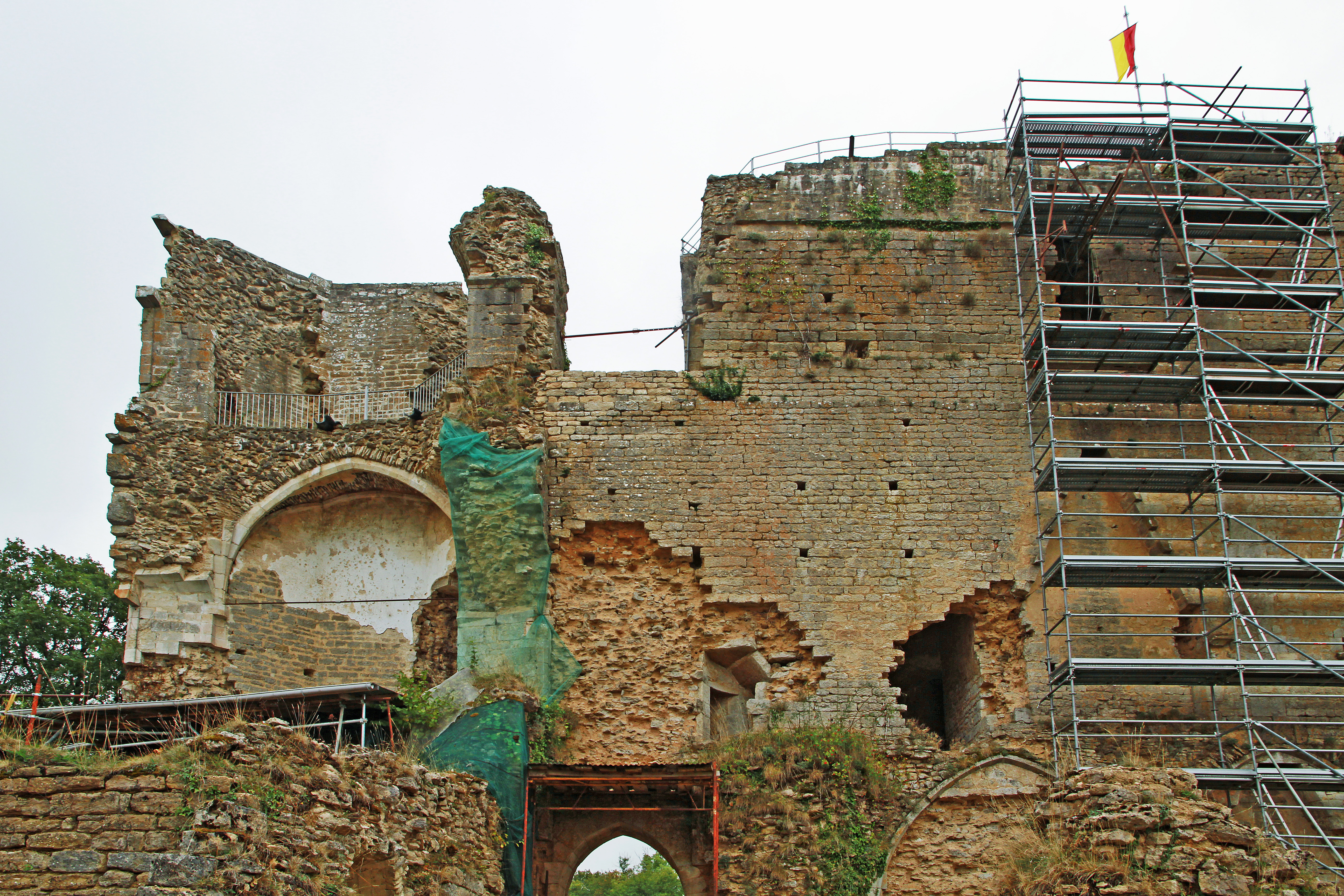
Muraille côté cour.

Aujourd'hui, du château, seuls subsistent : 
- l'imposante muraille sud de 30 mètres de haut et ses 3 tours semi-octogonales dont celle appelée « tour Amélie » qui possède deux belles salles voûtées très bien restaurées, en croisée d’ogives avec clé de voûte.

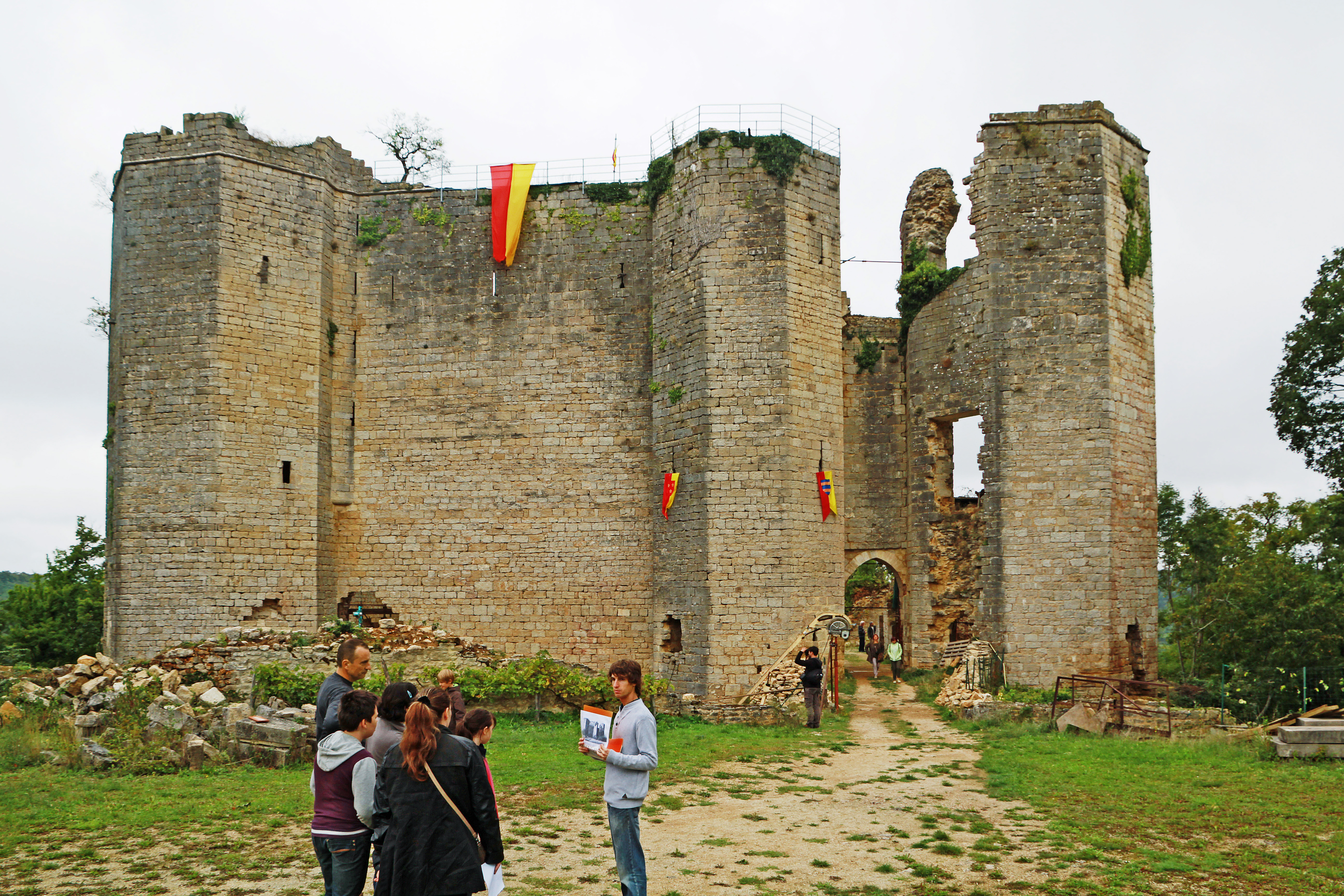
Ouverture au public lors des Journées du Patrimoine.
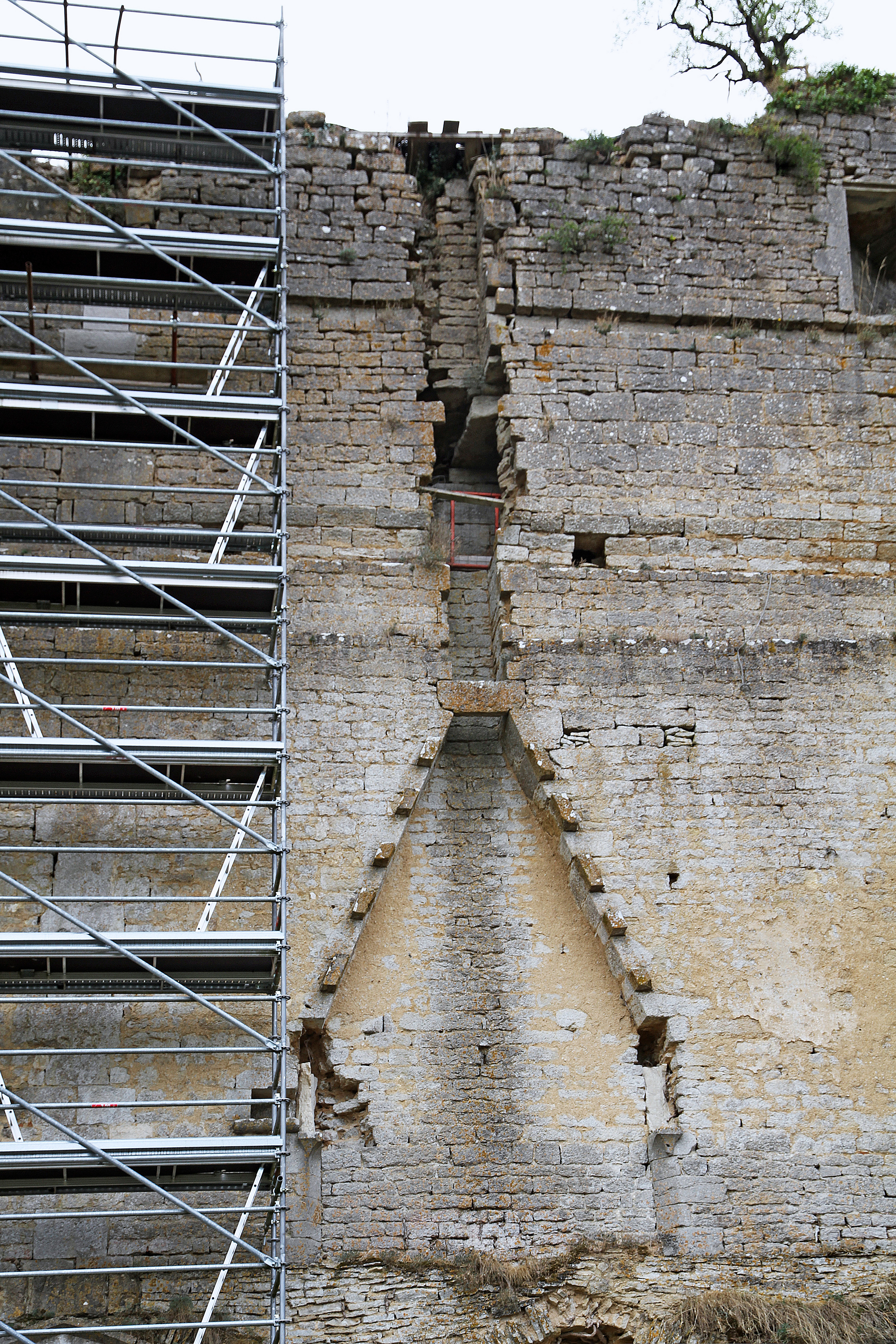
Emplacement d'une cheminée dans la muraille.
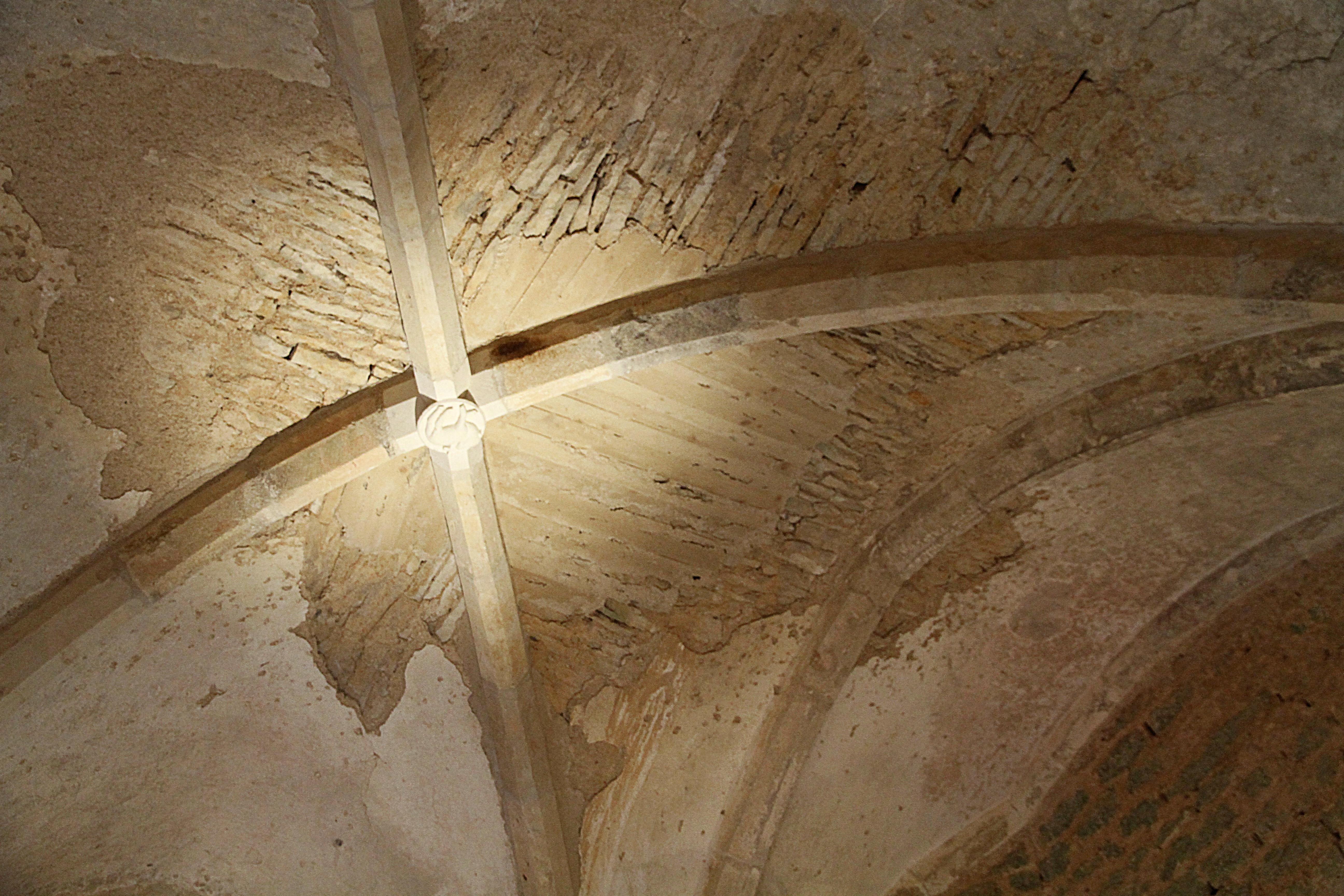
Croisée d'ogives et clé de voûte.
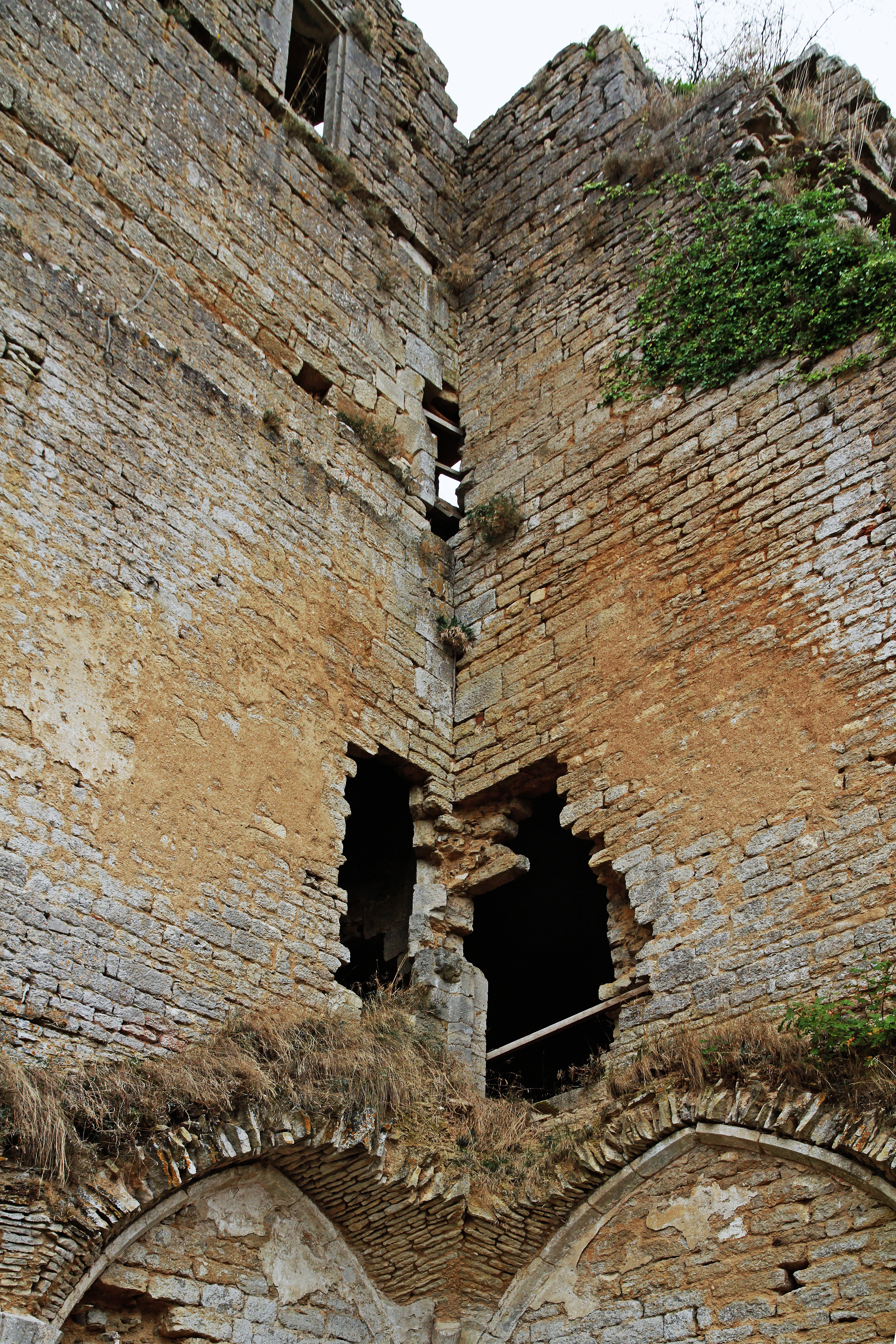
Murs du château près de la tour Amélie.
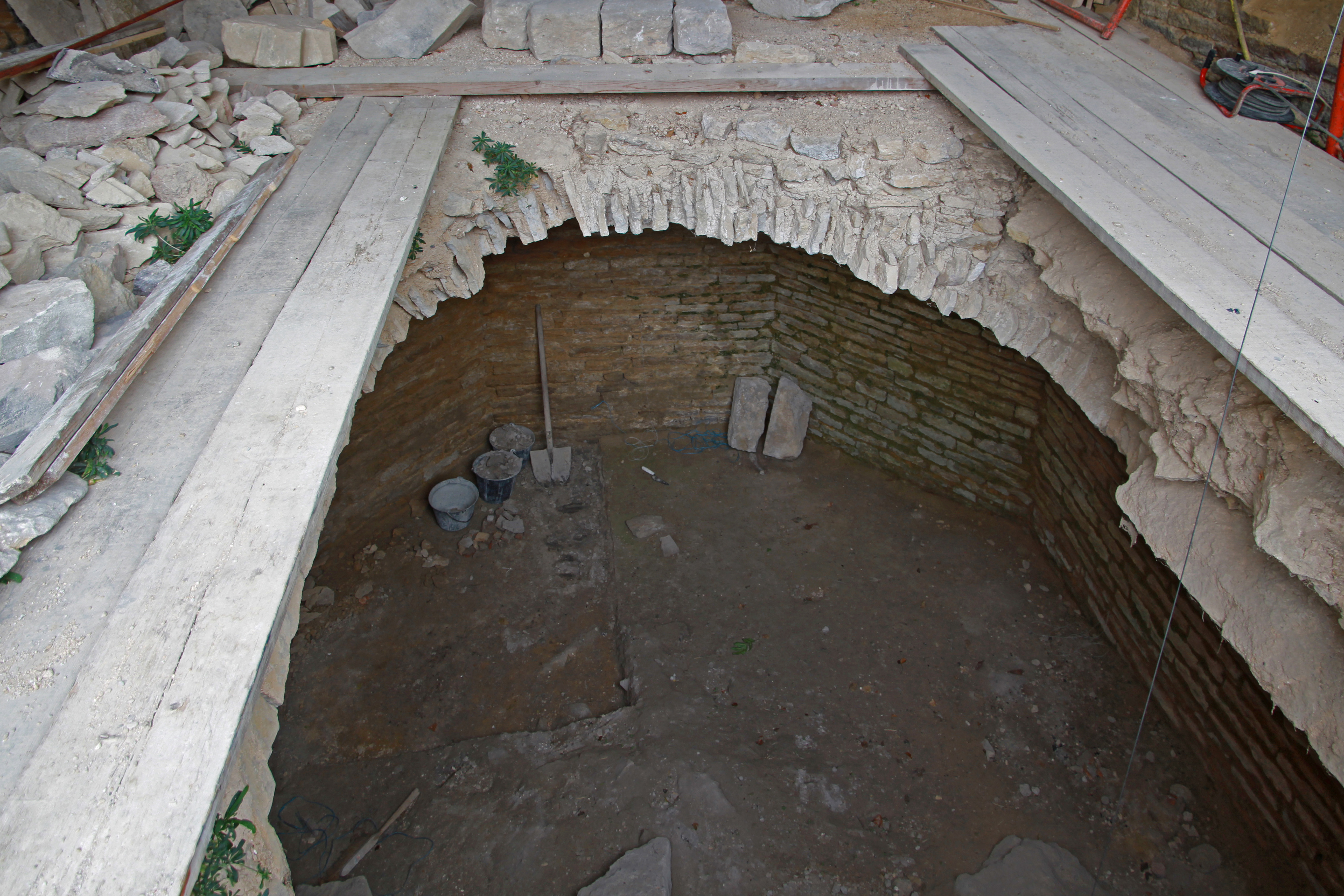
Salle en basse-fosse sous la tour est.

- le puits de 28 mètres de profondeur, la salle des gardes et ses trois imposants départs de colonne, la cour intérieure pavée…

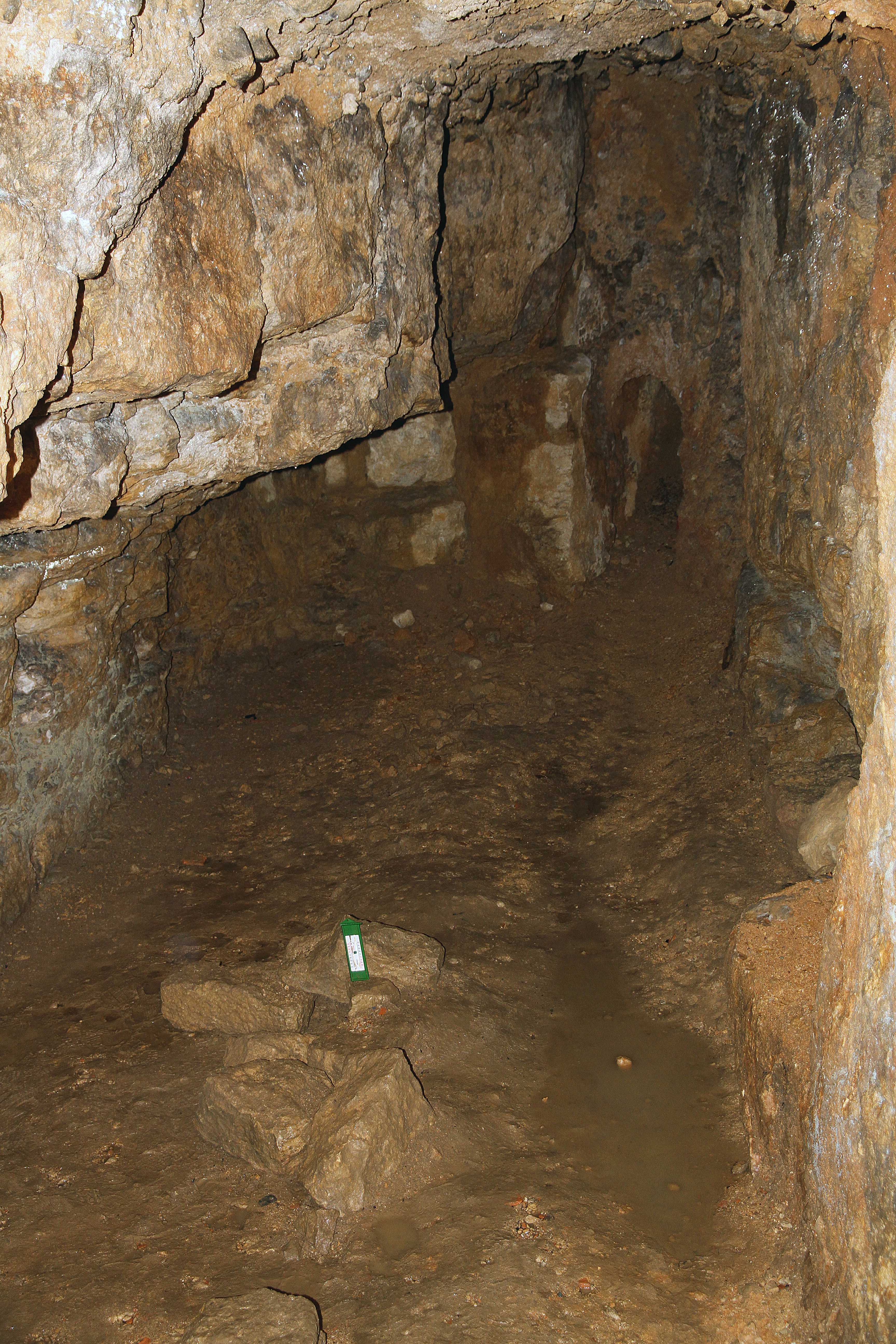
Glacière dans une faille naturelle.
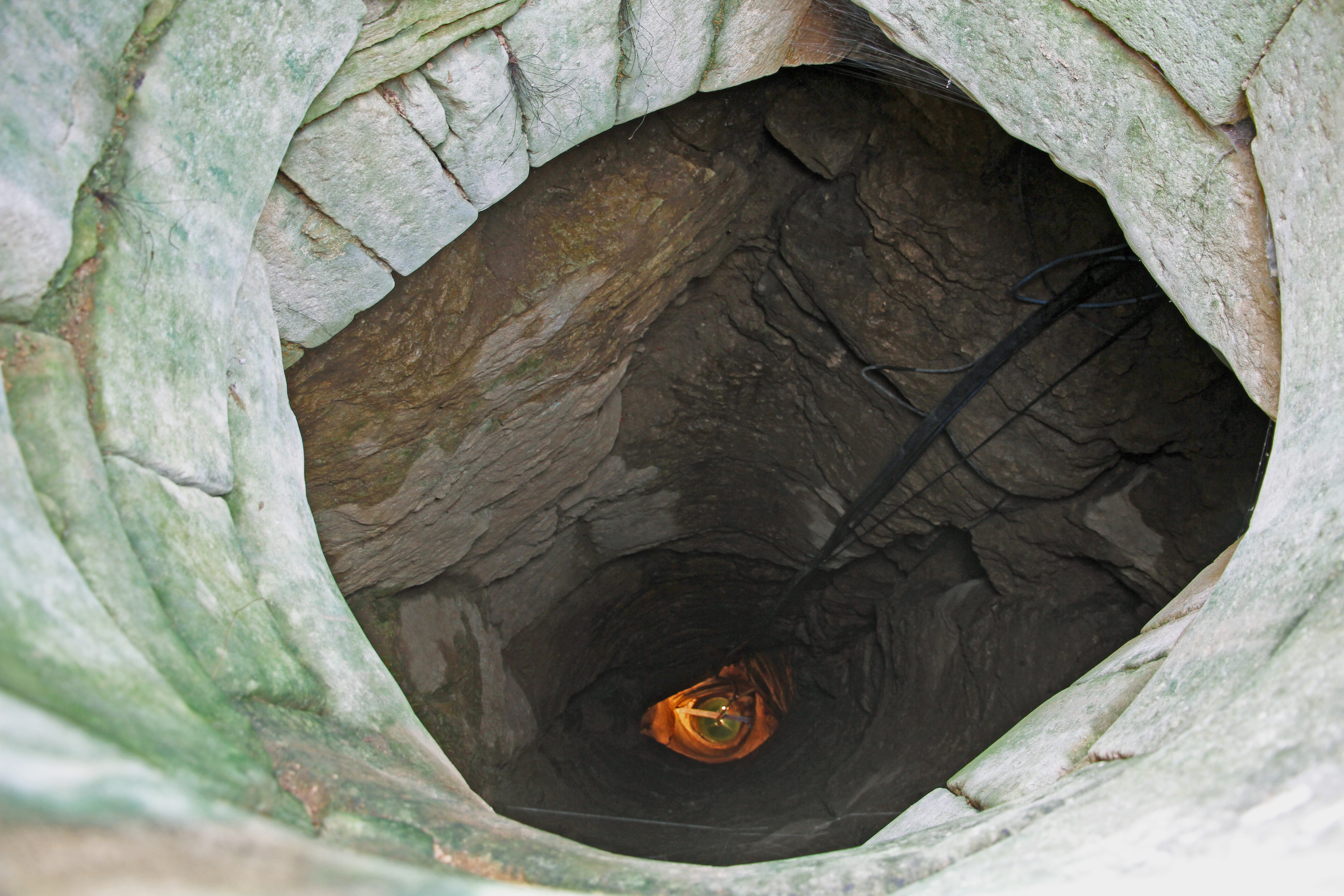
Puits du château également repris dans une faille naturelle.
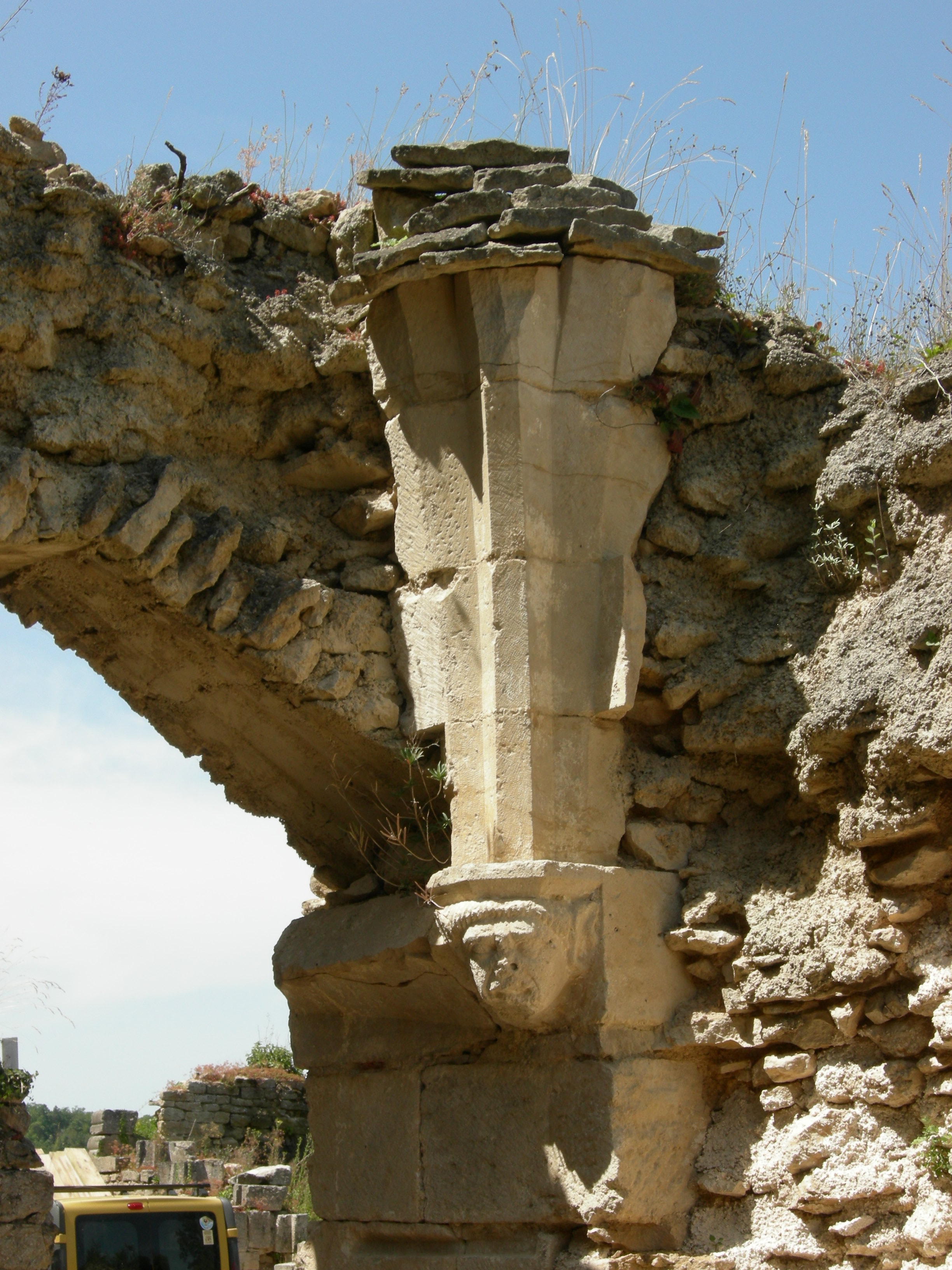
Culs-de-lampe…
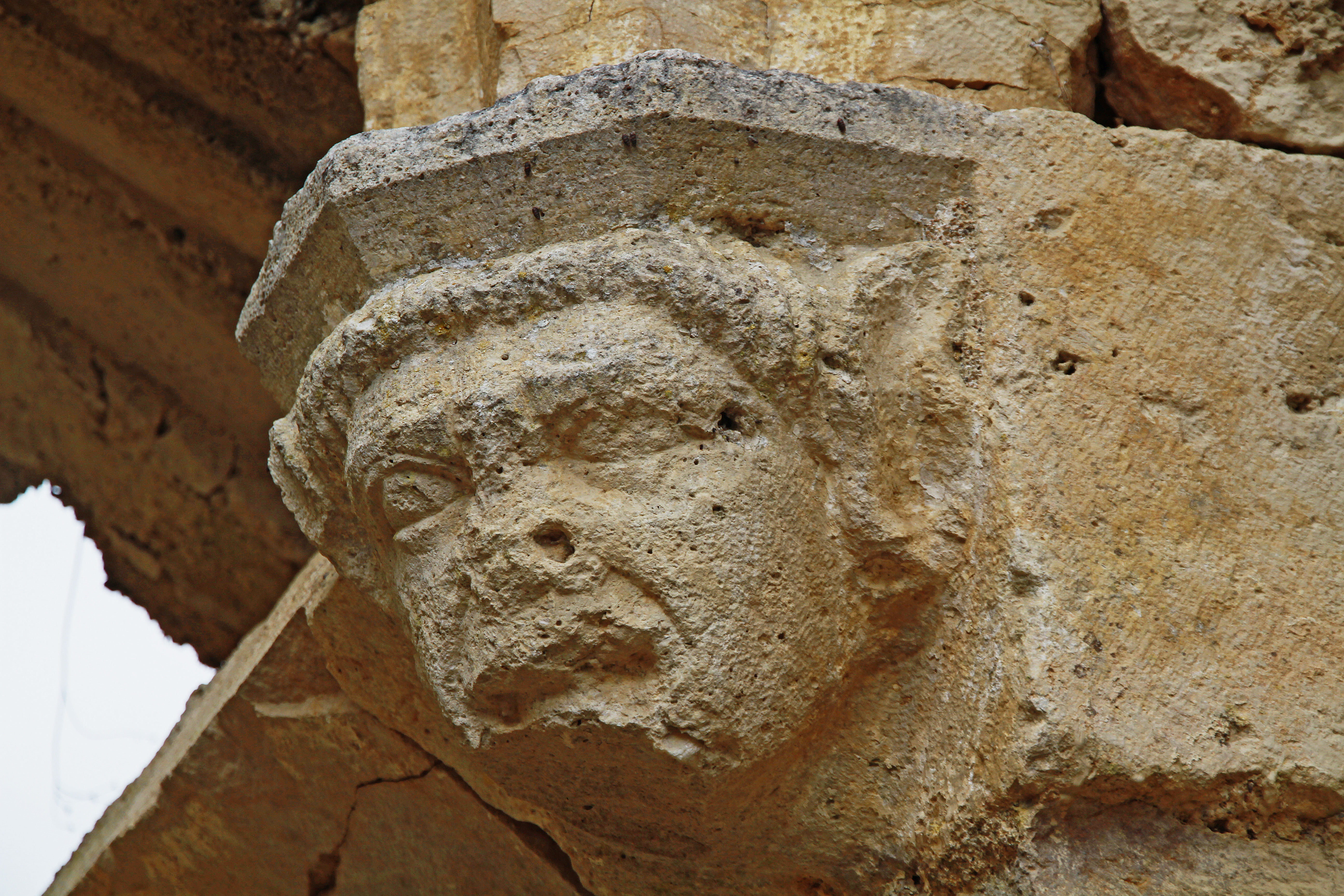
…certains sculptés...
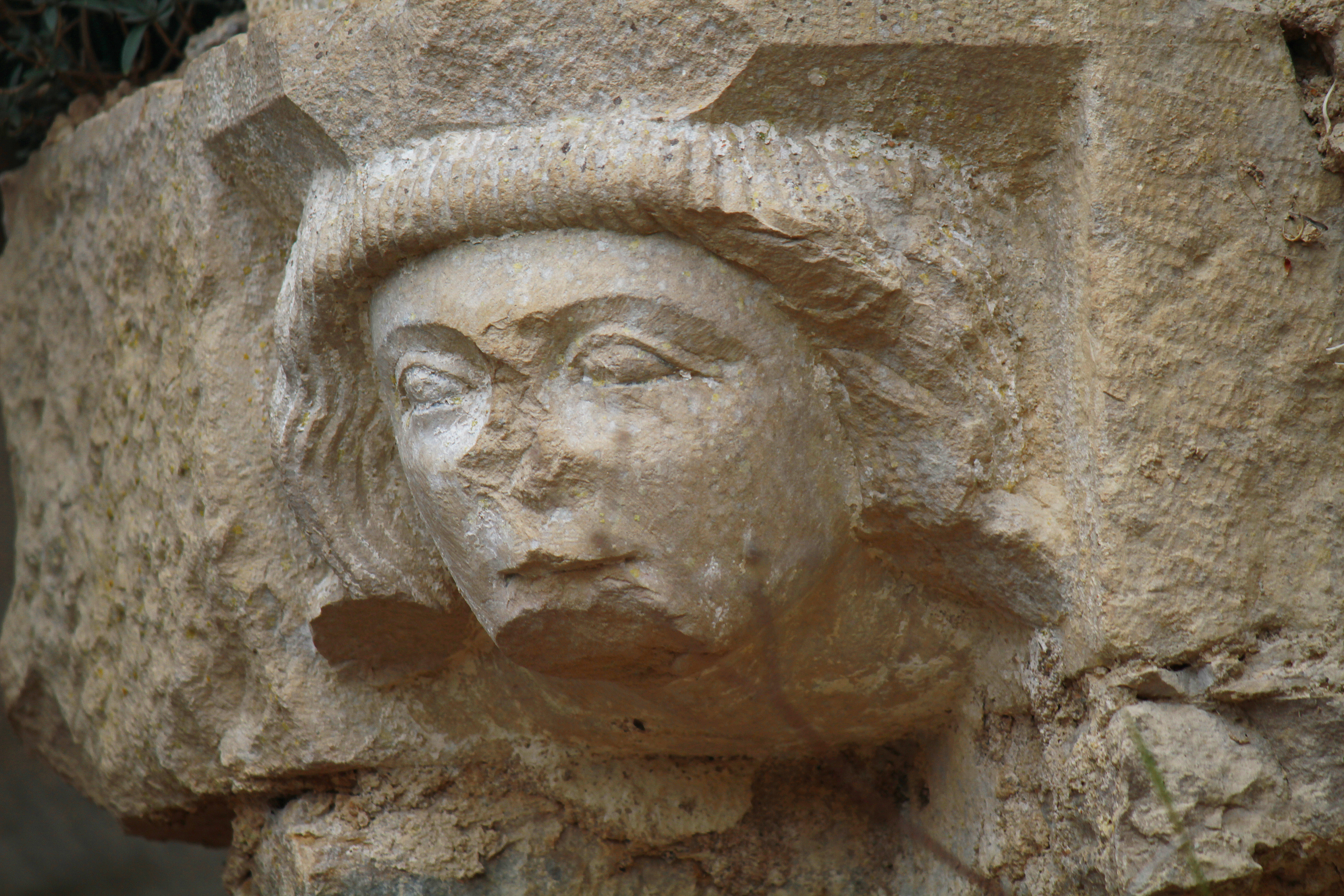

- mais également les remparts de la basse-cour et le pigeonnier.

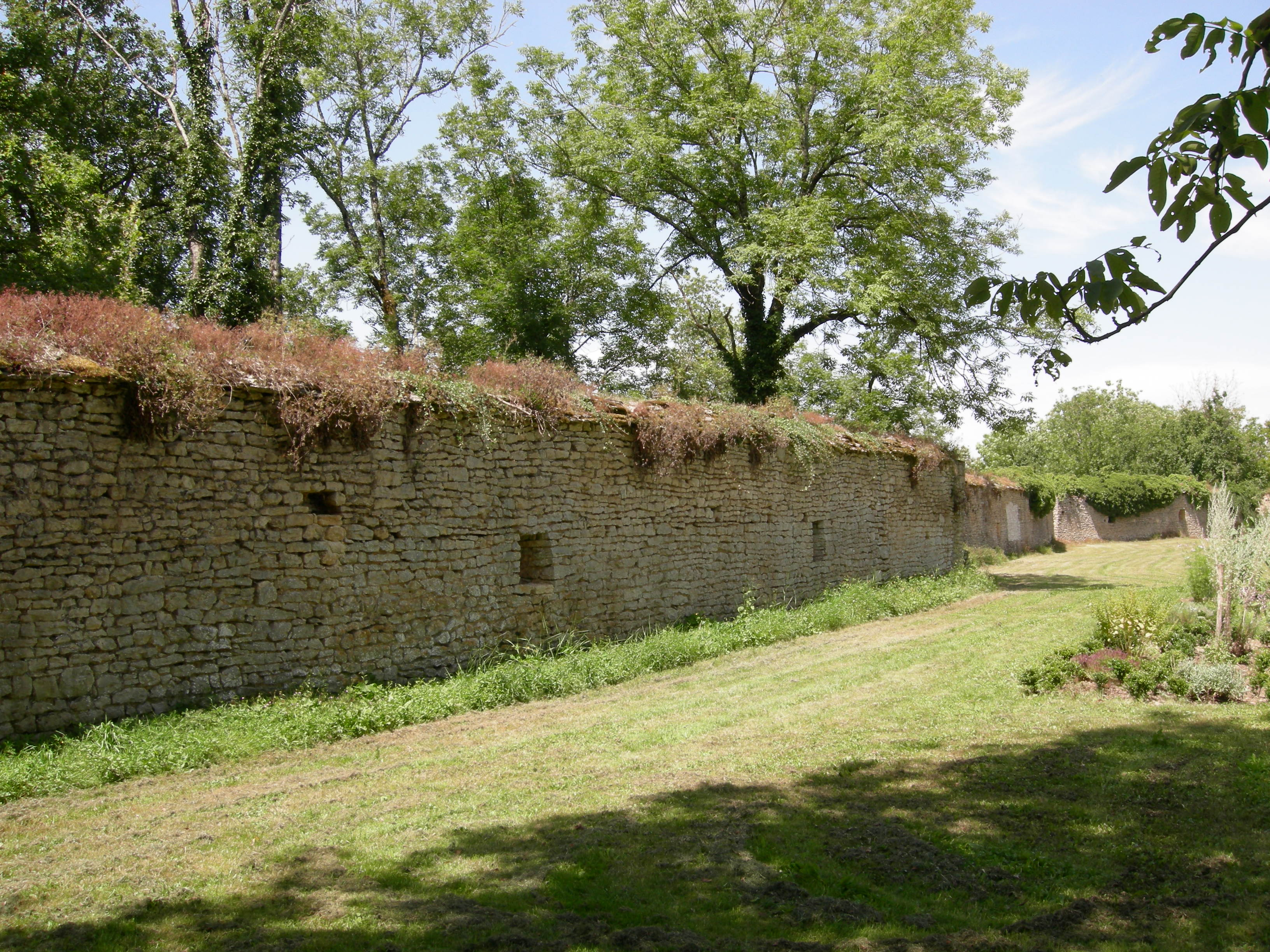
Les remparts.
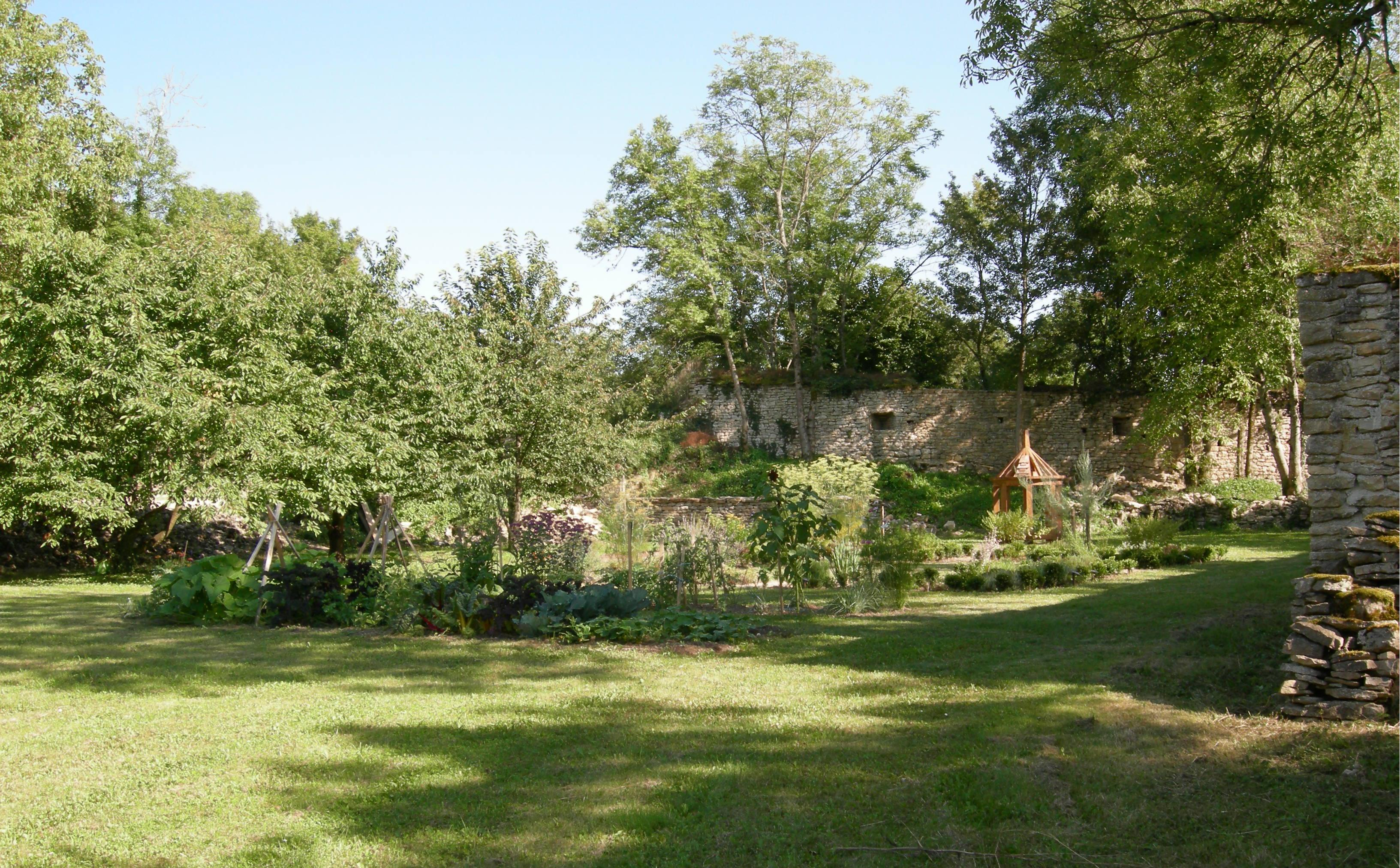
Les jardins, lanterneau de pigeonnier et détail du rempart.

### L'association
Aujourd'hui, le site est entièrement géré par l’association MONS FORTI (loi de 1901). Depuis 1996, forte de ses 220 adhérents celle-ci s'efforce de restaurer, d’embellir et d’animer le site.

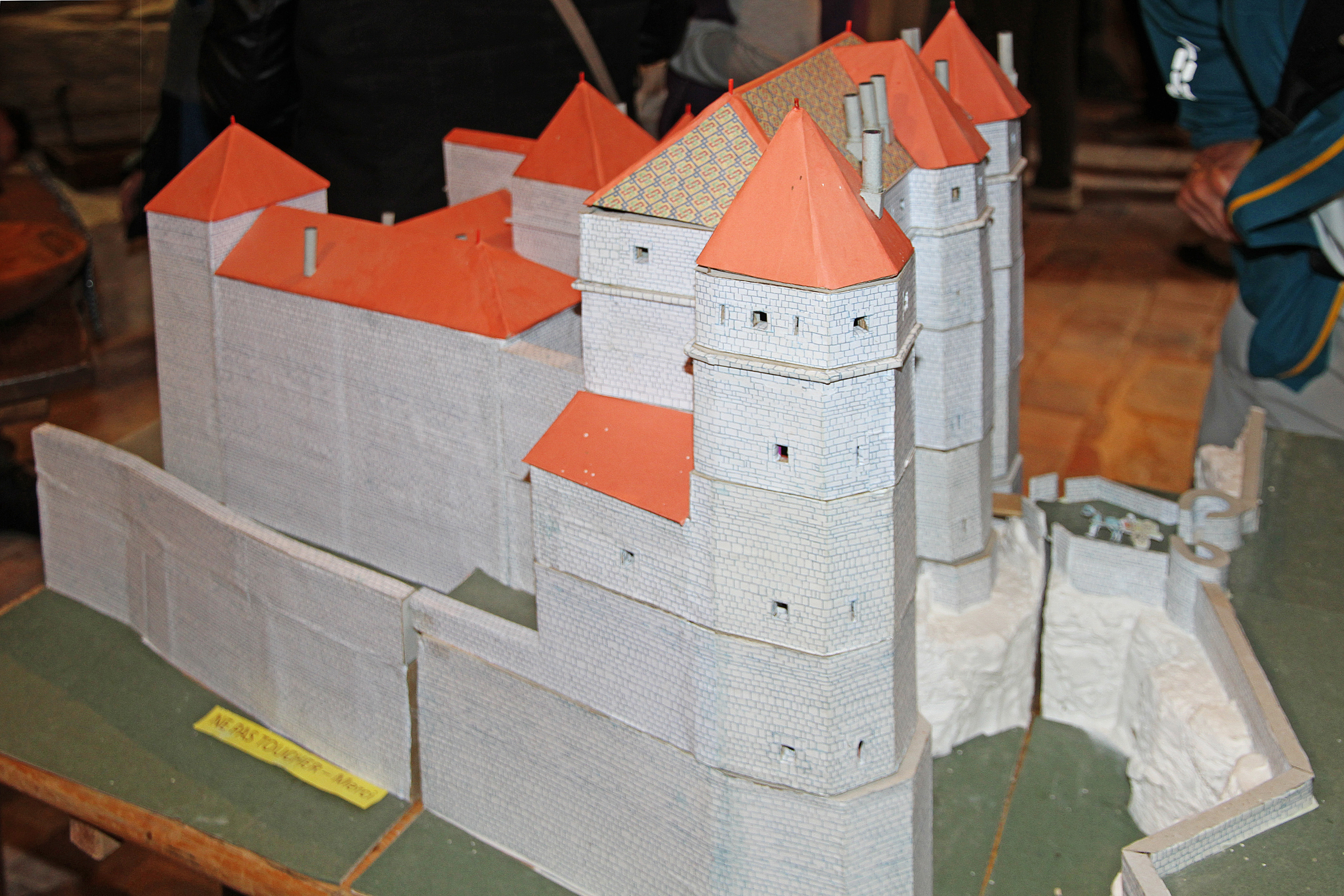
Maquette du château original.
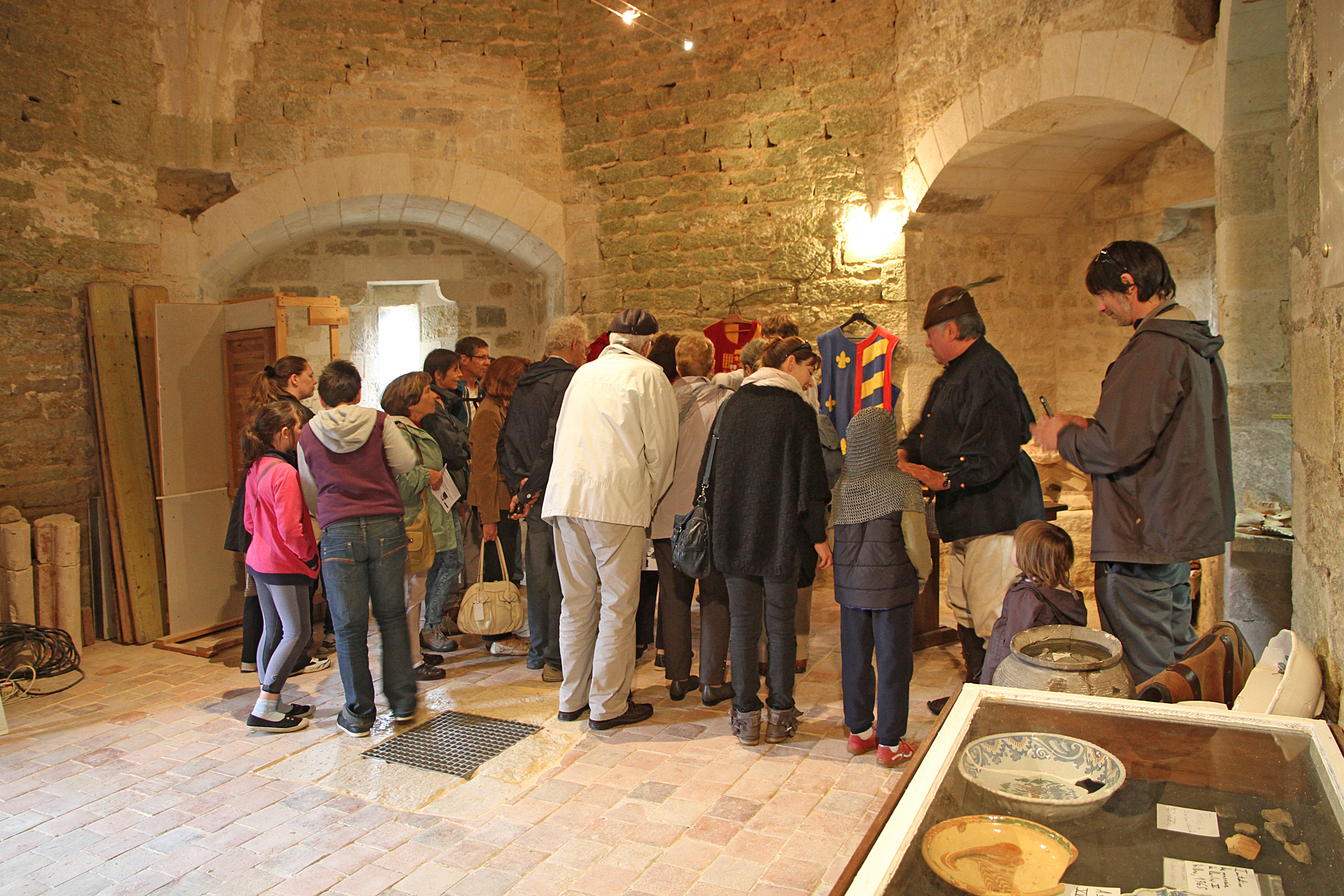
Salle d'exposition.
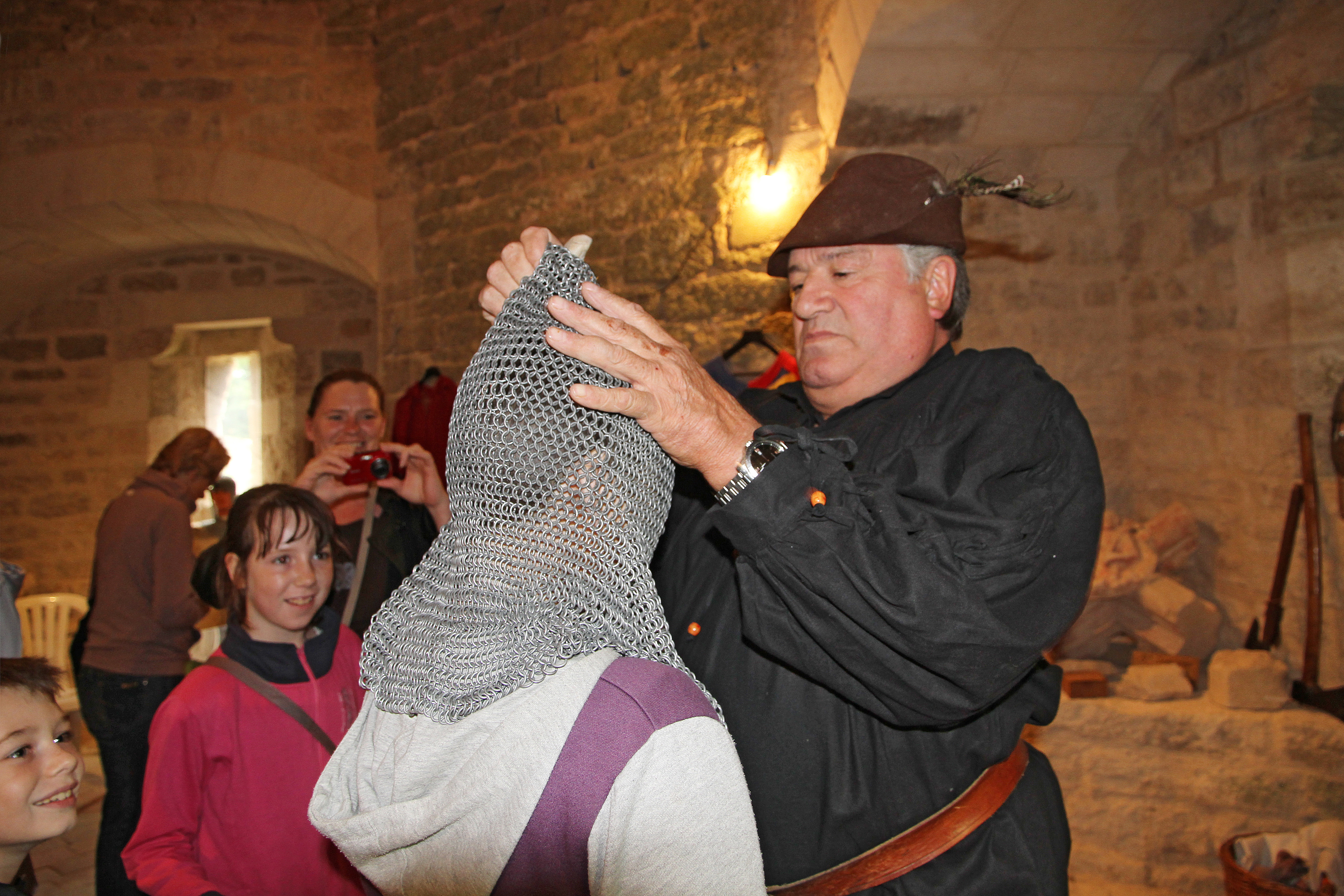
Animation autour de la cotte de mailles.
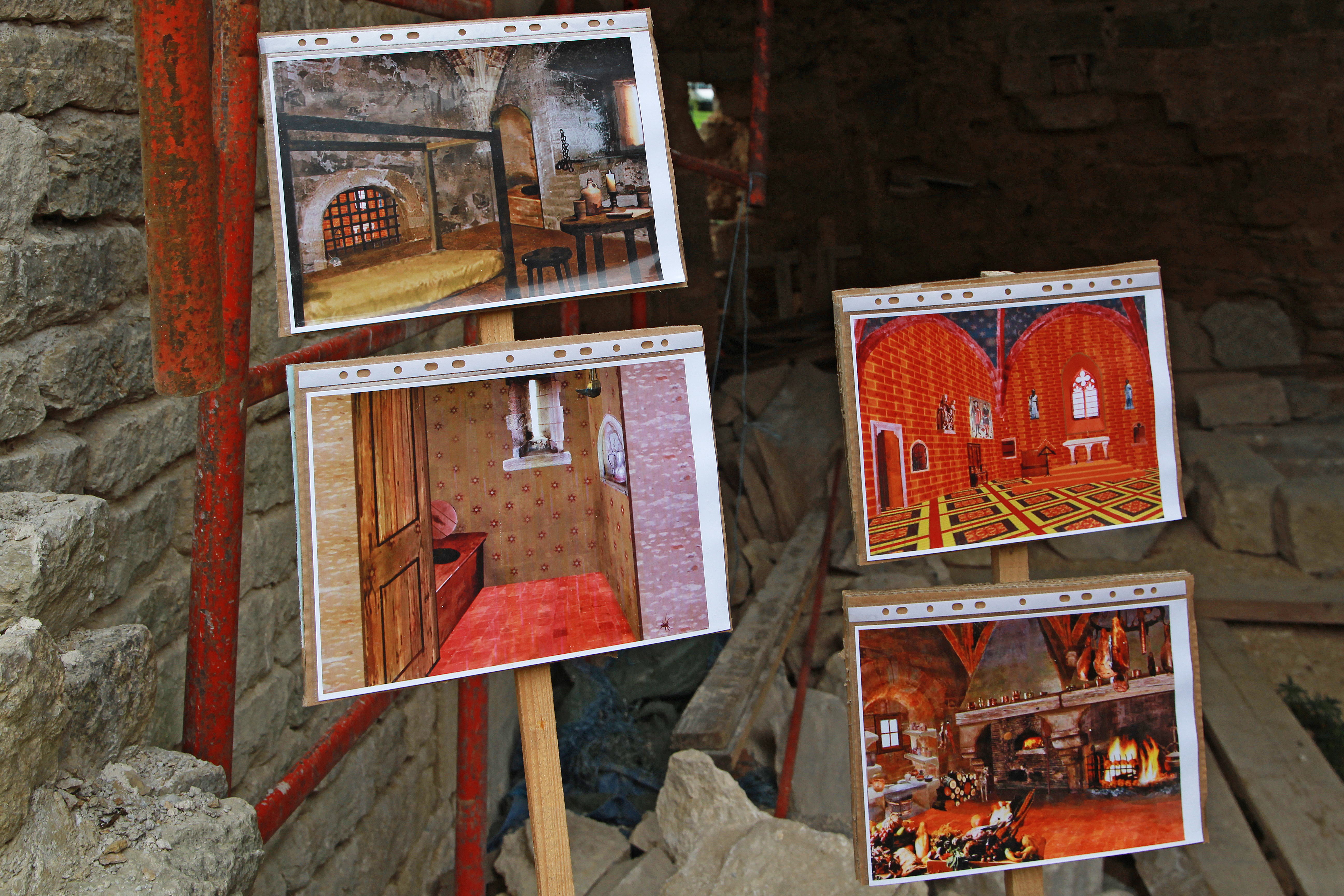
Dessins restituant le décor original des salles.

## LeSaint Suaireà Montfort

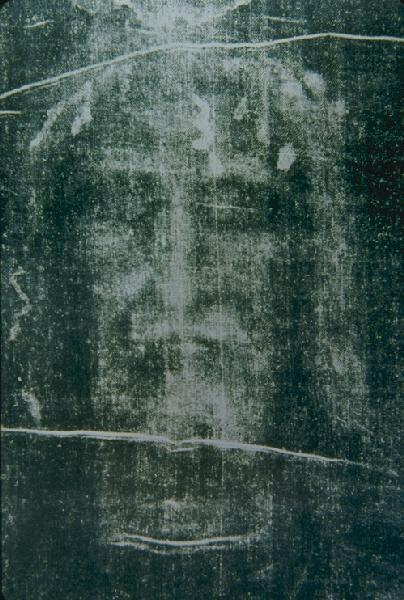
Saint Suaire de Turin, 1898.

Le linceul arrive à Montfort par la famille de Vergy propriétaire du château de Montfort au XVe siècle.
Cette famille serait entrée en possession de cette relique grâce à Othon de la Roche, croisé bourguignon de la quatrième croisade, qui l'aurait pris pendant le sac de Constantinople en 1204. L’existence de cette relique reste secrète dans cette famille jusqu’au milieu du XIVe siècle. L'arrière-petite-fille d'Othon de la Roche, Jeanne de Vergy, épouse Geoffroi de Charny en 1340.
Geoffroy de Charny fait le vœu d'édifier une collégiale et d'y déposer le suaire en remerciement à la Sainte-Trinité, à laquelle il attribuait la réussite de son évasion des prisons anglaises. La collégiale est achevée en 1353, Geoffroy de Charny meurt à la bataille de Poitiers (16 septembre 1356), le linceul est déposé à Lirey (Aube) en 1357 par son fils.
Le linceul demeure à Lirey jusqu'en 1360. À cette date, l'évêque de Troyes Henri de Poitiers interdit les ostentations, considérant que le linceul doit être faux. Jeanne de Vergy prend peur et met alors le linceul en sécurité dans son château fortifié de Montfort, il y restera 28 ans jusqu'à son décès en 1388. Son fils redonne aux chanoines de Lirey la relique en 1389.
Craignant pour la conservation du linceul, pendant la guerre de Cent Ans les chanoines de Lirey, le confient en 1418 à Marguerite de Charny, petite-fille de Geoffroy de Charny qui le plaça à nouveau dans son château de Montfort. Puis il sera déplacé à Saint-Hippolyte (Doubs), un fief de son mari, Humbert de Villersexel.
À la mort d'Humbert de Villersexel en 1438, les chanoines de Lirey se pourvurent en justice pour forcer son épouse à restituer la relique, mais celle-ci refusa et exposa le linceul à chacun de ses voyages notamment à Liège, Genève, Annecy, Paris, Bourg-en-Bresse, Nice.
Le 13 septembre 1452, elle vend la relique à Anne de Lusignan, épouse du duc Louis Ier de Savoie, contre le château de Varambon. Le Linceul est dès lors conservé dans une nouvelle église, la Sainte-Chapelle de Chambéry, élevée à la dignité de collégiale par le pape Paul II. En 1464, le duc accepte de verser une rente aux chanoines de Lirey contre l'abandon des poursuites. Quant à Jeanne de Charny, elle décède le 7 octobre 1460 et est « excommuniée au-delà de la mort ».
Depuis 1578, il se trouve à Turin, où les ducs de Savoie ont transféré leur capitale en 1562.

## Patrimoine
En 2016, la commune compte 1 monument inscrit à l'inventaire des monuments historiques et 5 éléments répertoriés à l'inventaire des objets historiques.

### Patrimoine religieux de la commune

#### Chapelle Saint-Denis
La chapelle Saint-Denis est située dans le hameau de Montfort sous le château. Elle est le seul vestige d'un ancien prieuré fondé en 1228 et qui dépendait de l'abbaye bénédictine du Puits d'Orbe (sur la commune de Verdonnet). Vendue comme bien national en 1791, elle est acquise par le premier maire de la commune Jacques BARTAT. Elle est ensuite donnée par la famille GROSELIER à l'association diocésaine de Dijon et revient à la commune de Montigny-Montfort le 16 janvier 1997, qui procéda cette année à une restauration de l'extérieur et de l'intérieur en 1999.
Le clocher est pourvu d'une cloche en bronze datée de 1535  Classé MH (1913). On peut y voir la dalle funéraire de Nicolas SUCHON de 1621  Classé MH (1976), une statue de Saint Denis du XVIe siècle  Classé MH (1976).
Particularité : dans l'assise de l'un des murs de la chapelle, on peut voir la dalle funéraire de Hubert Change, compagnon couvreur au surnom de Joly Cœur « tombé promptement malade au château » inhumé le 9 mars 1690. On peut voir encore sur cette dalle l'équerre et le compas, symboles des compagnons du devoir.

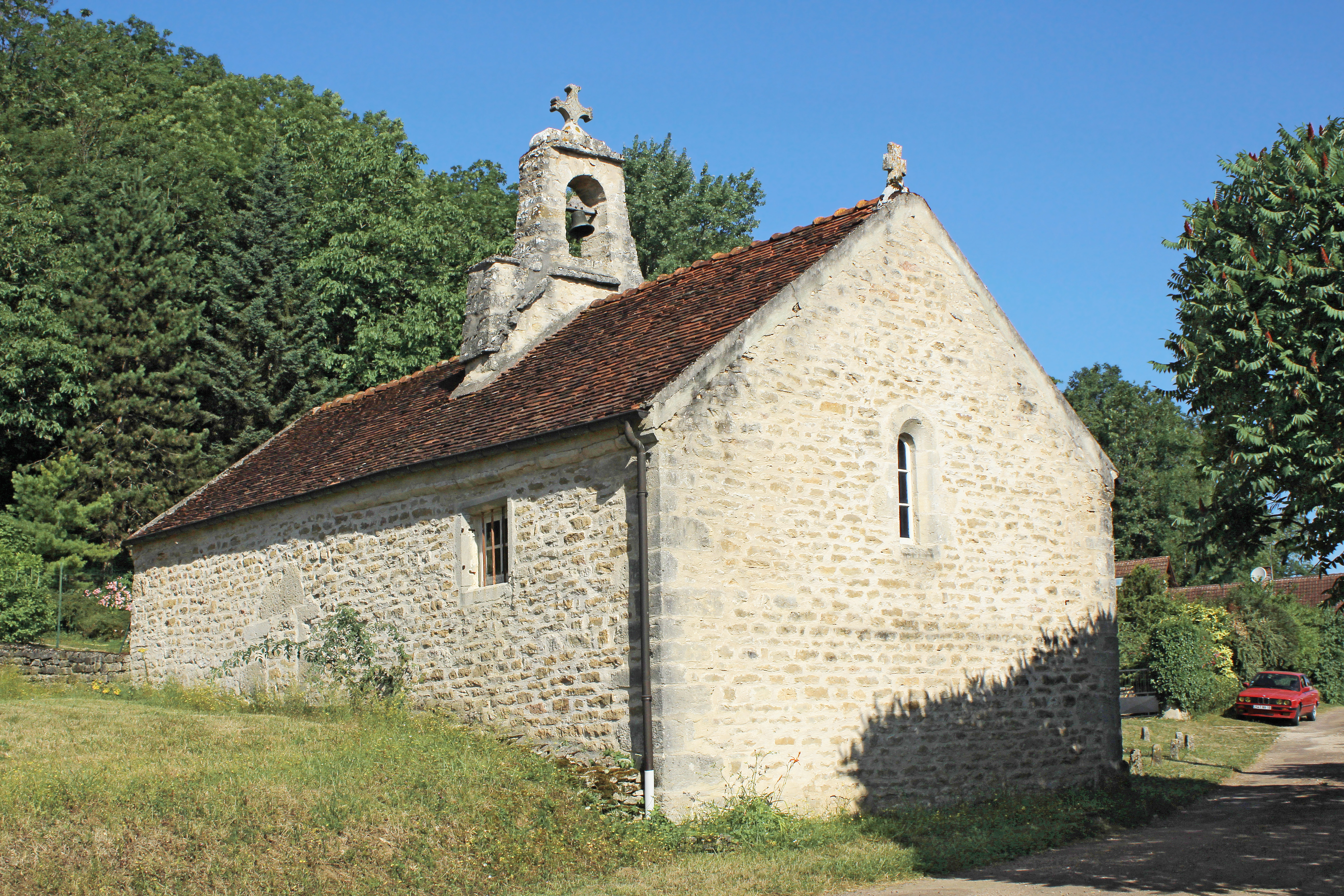
Chapelle Saint-Denis.
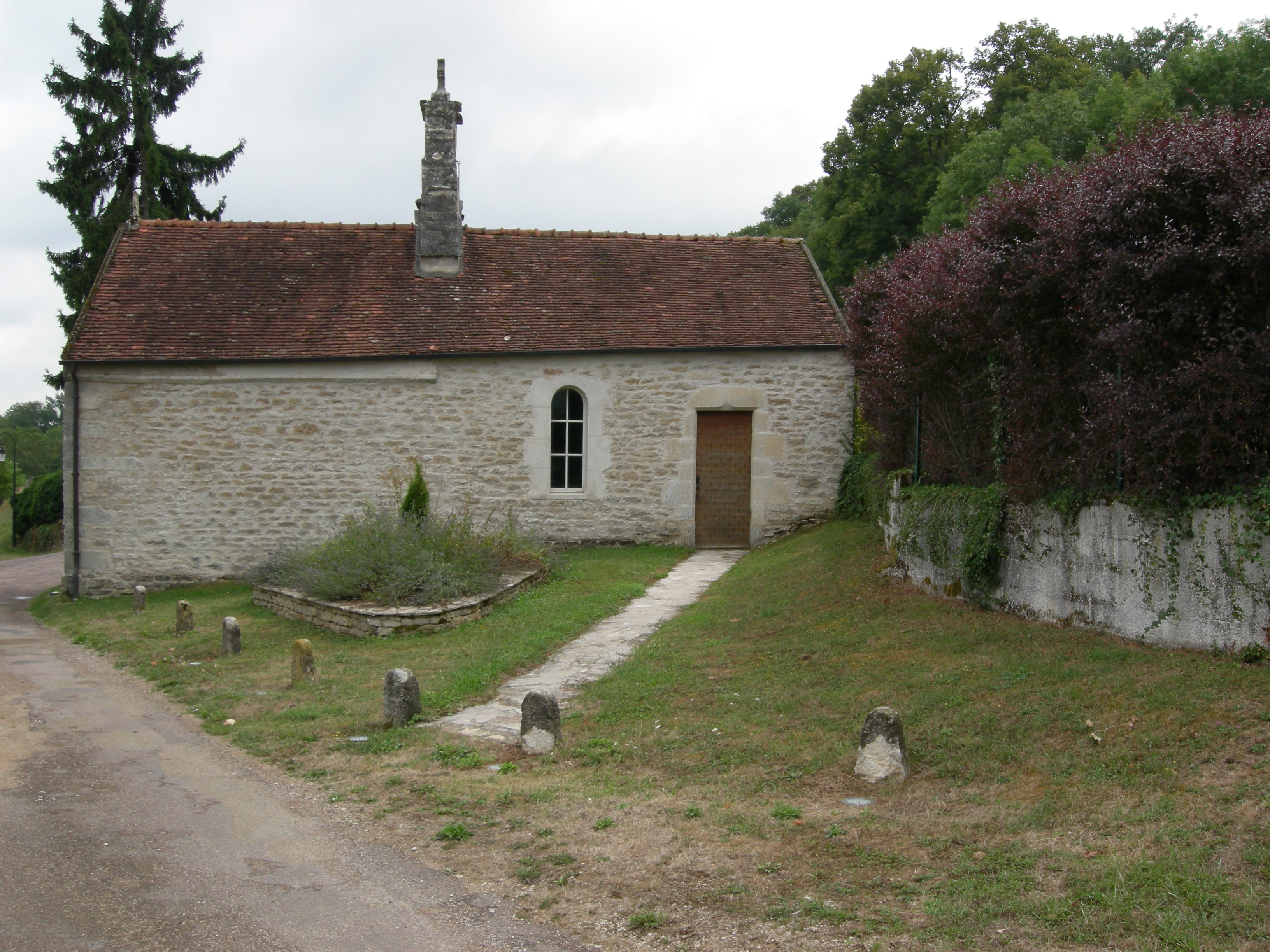
Façade nord.
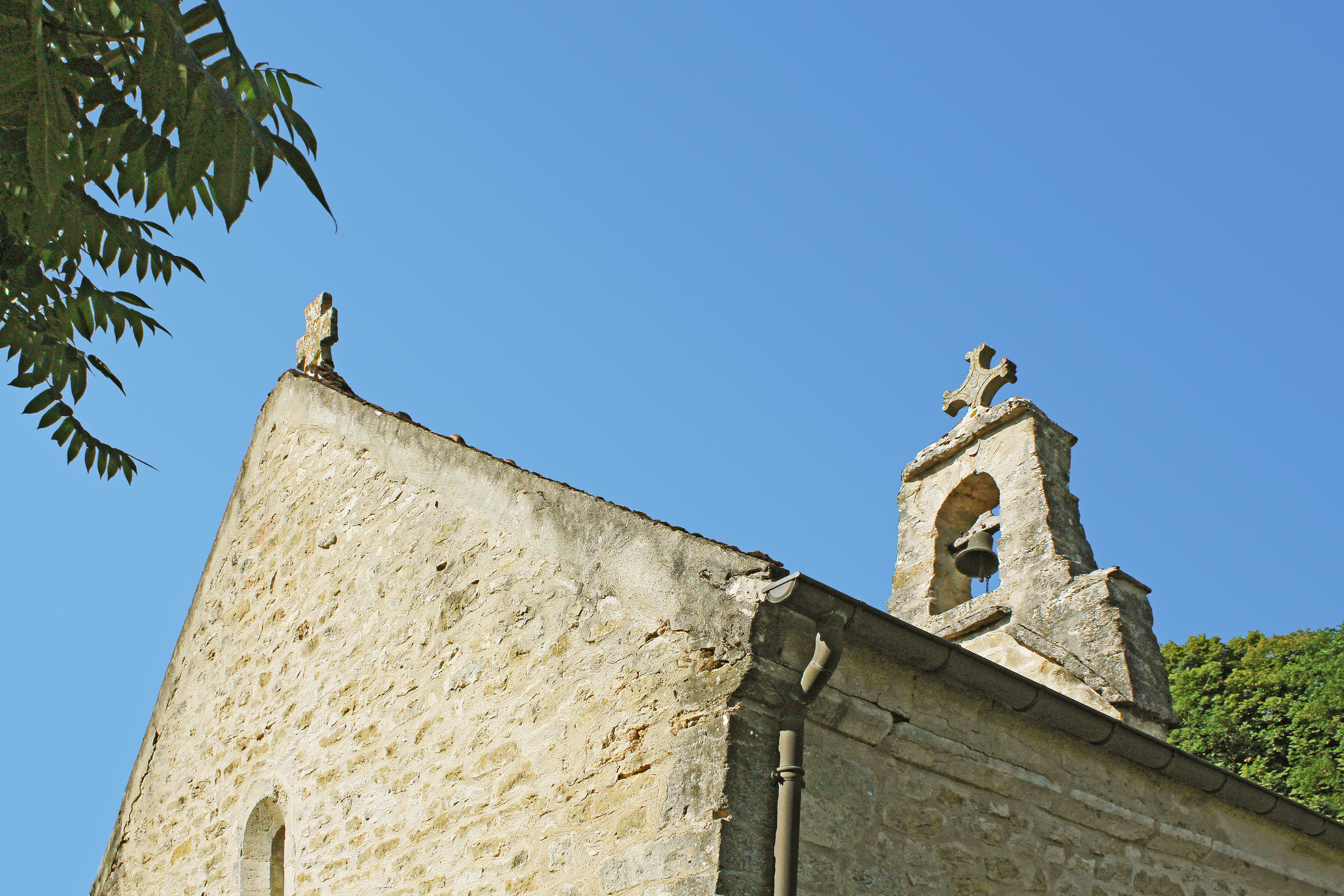
Pignon est.
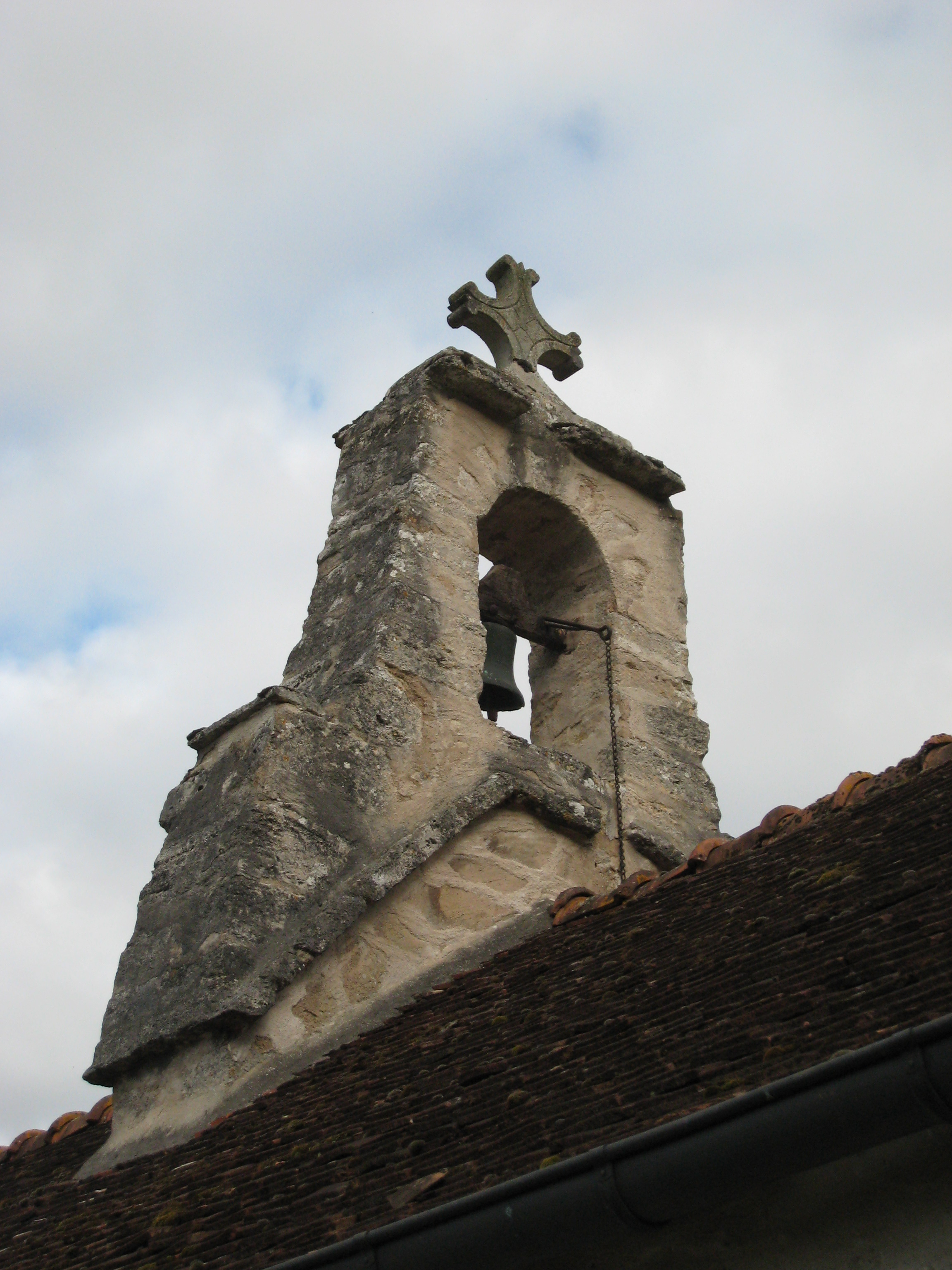
Clocher.
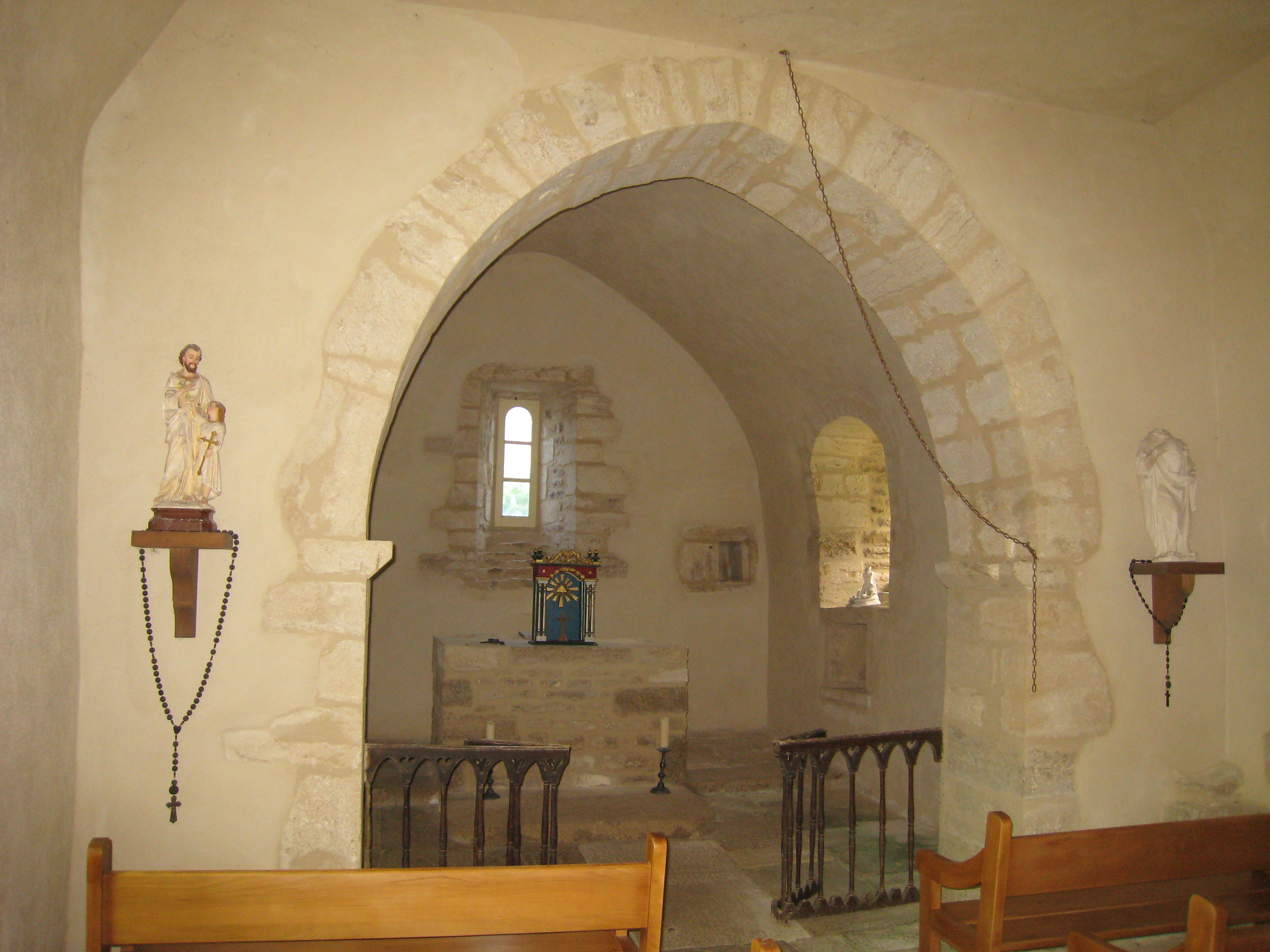
Chœur.

#### Église Saint-Martin
Surmonté d'un clocher carré à flèche octogonale, son chœur est de la fin du XIIe siècle début du XIIIe siècle. La nef a été reconstruite à la fin du XIXe siècle début du XXe siècle par l'abbé Lacaille, sur ses propres deniers. Cette nef a la particularité de ne pas être dans l'axe du chœur comme la Cathédrale Saint-Corentin de Quimper. L'église agrandie est inaugurée le 12 mai 1907. Elle est pourvue d'un ensemble de bas-reliefs en stuc du XVIIIe siècle : la descente de croix, la Cène, le Christ au jardin des Oliviers  Classé MH (1976), mais aussi d'une chaire à prêcher en bois du XVIIe siècle.
Le presbytère à proximité a été depuis vendu comme résidence.

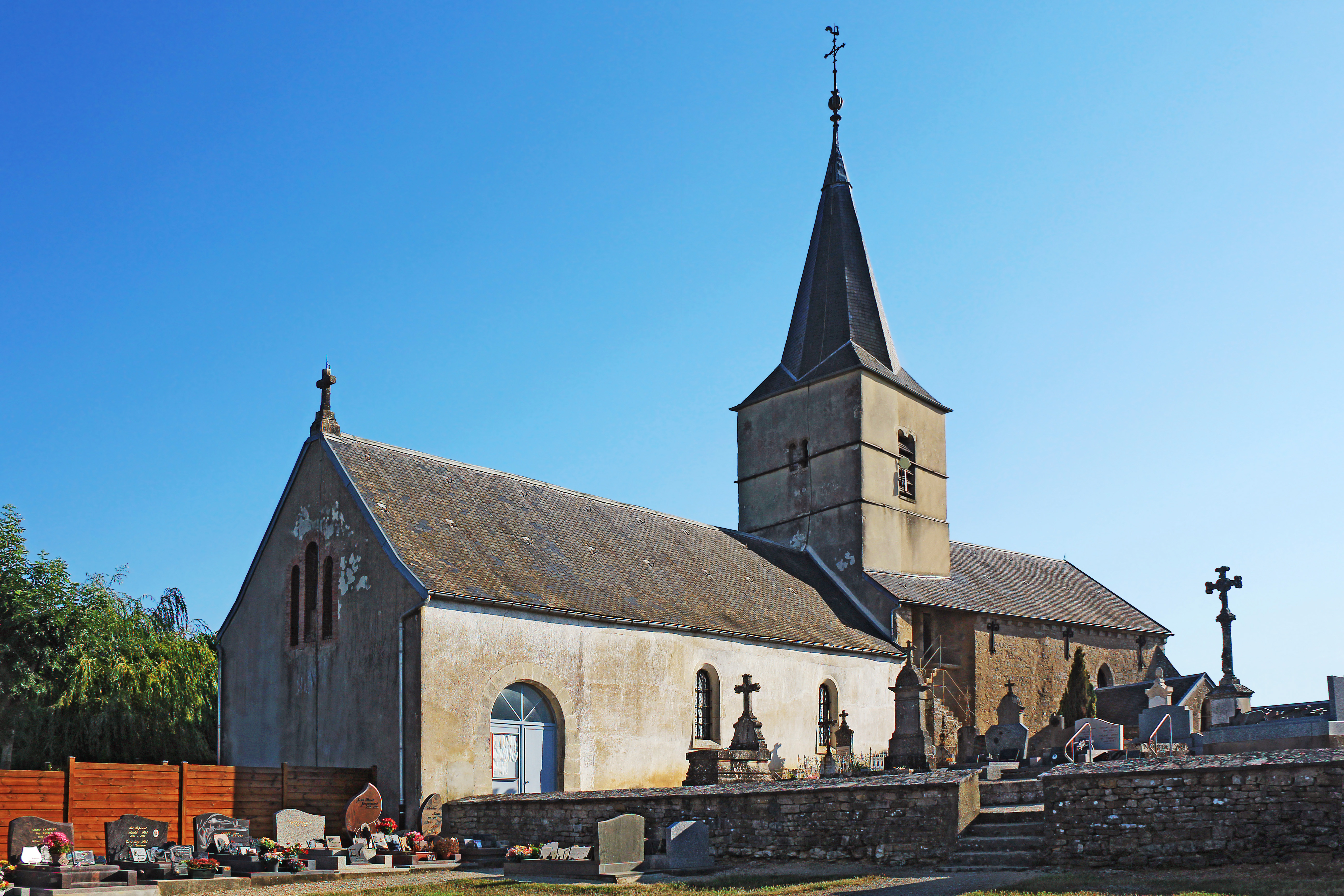
Église Saint-Martin dans l'enclos paroissial.
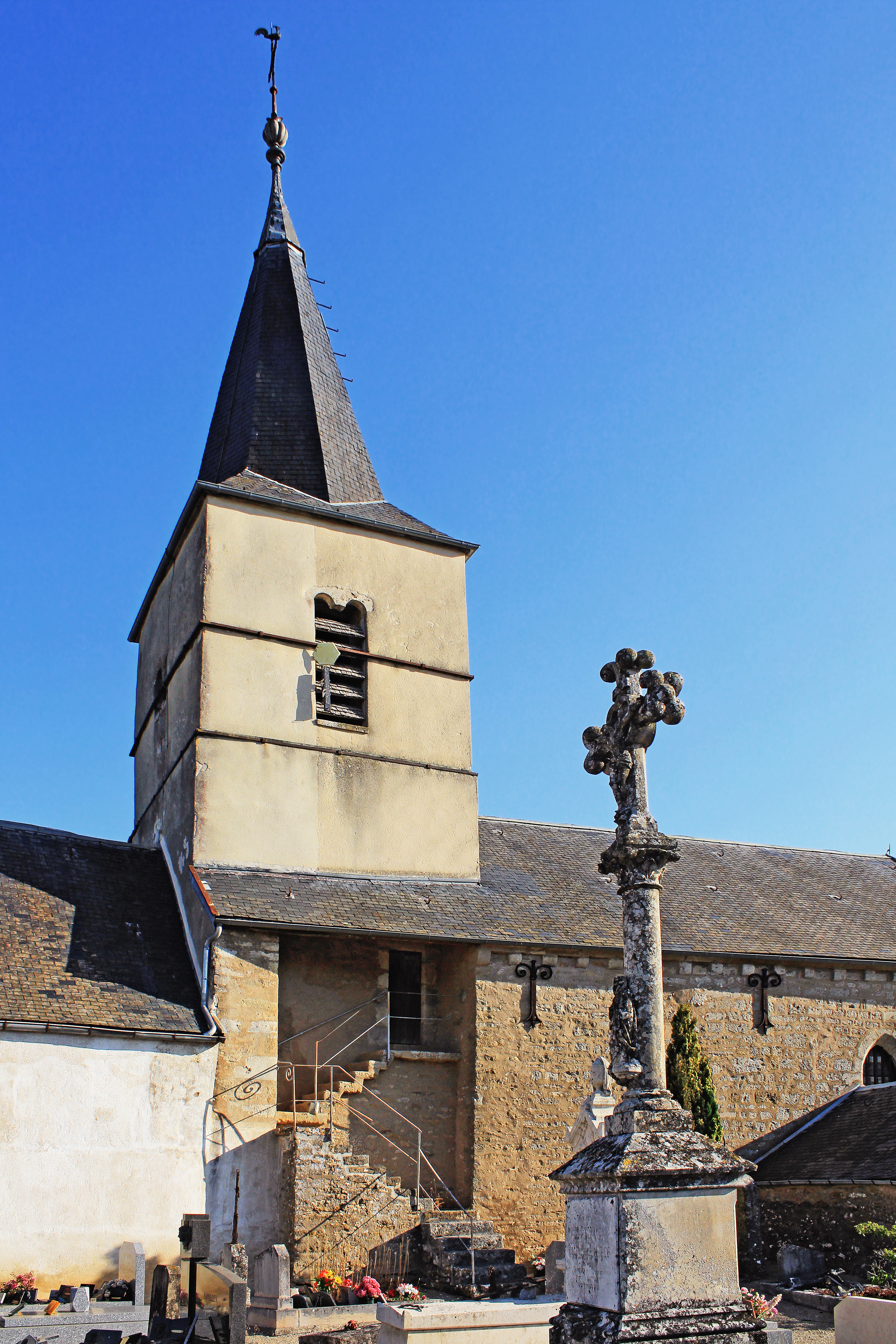
Clocher et croix de cimetière.
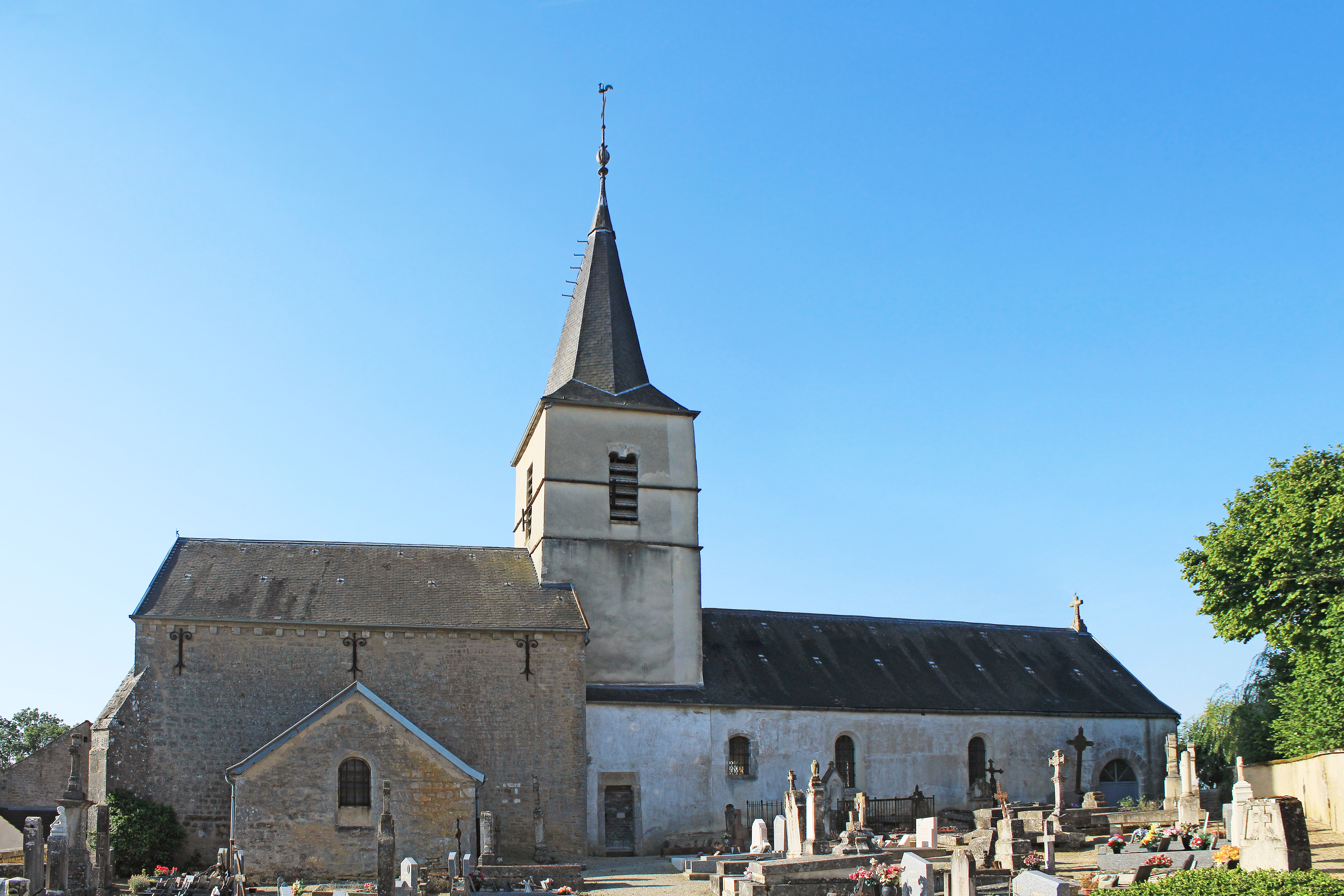
Vue côté nord présentant les deux parties désaxées.
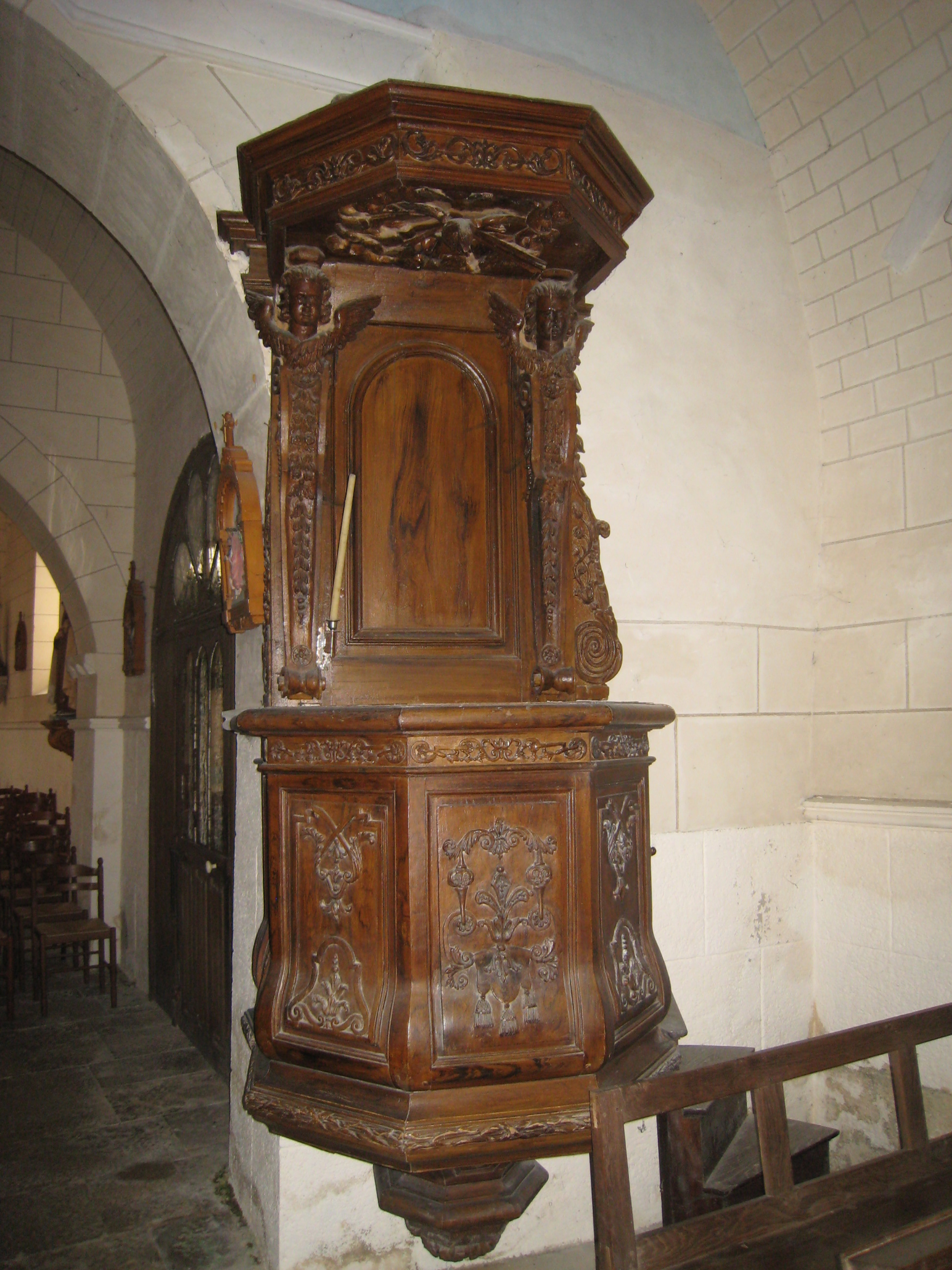
Chaire à prêcher.
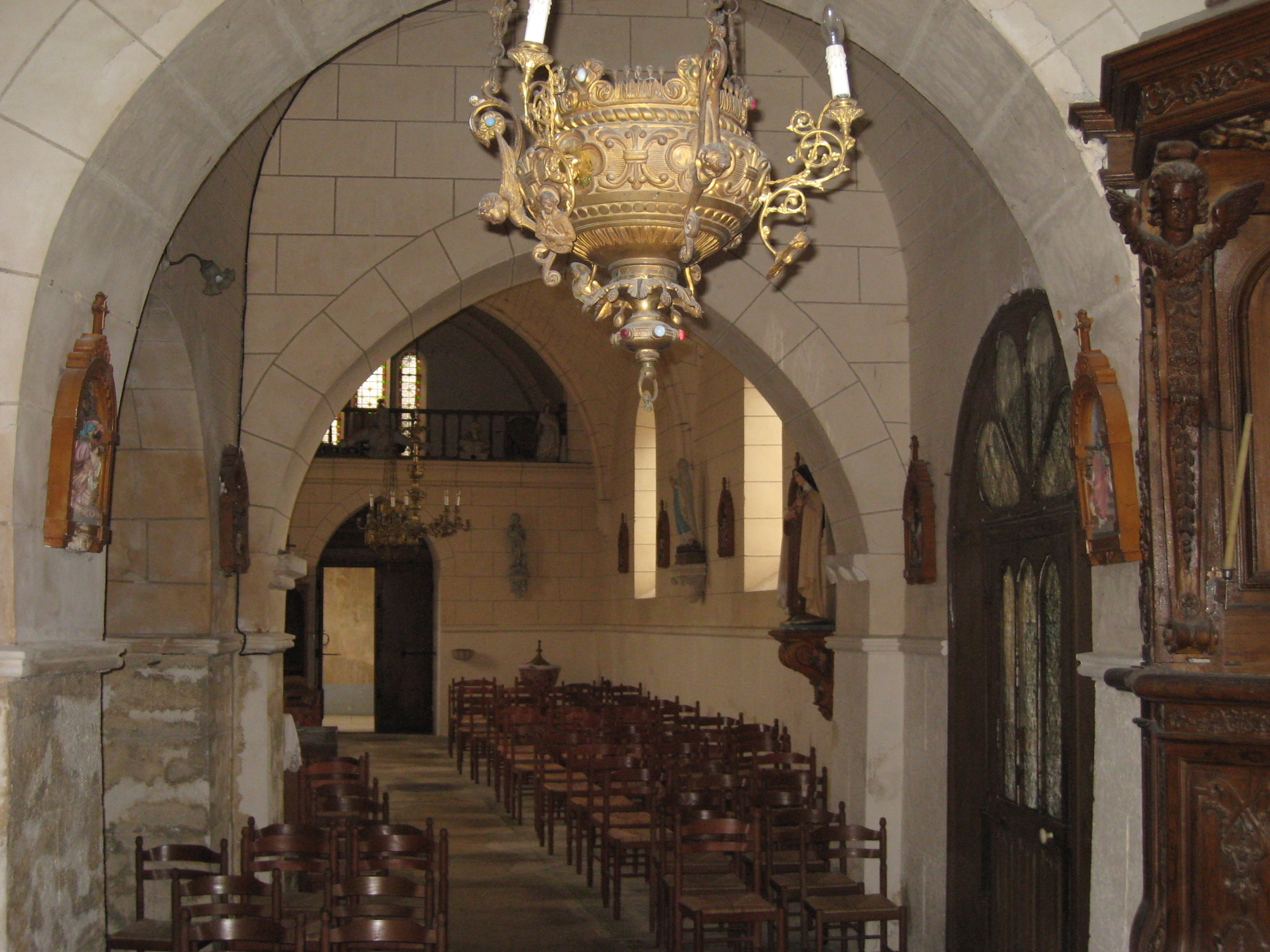
Nef de l'église.

#### Chapelle Saint-Jean
La chapelle Saint-Jean est située dans le hameau de Villiers ; elle date très probablement du XVIIe siècle. De construction simple, elle est constituée d'une seule voûte en plein cintre. À noter son tympan et son clocher ouvert. À l'intérieur, les trois ouvertures au chevet plat rappellent l'ordonnance cistercienne.

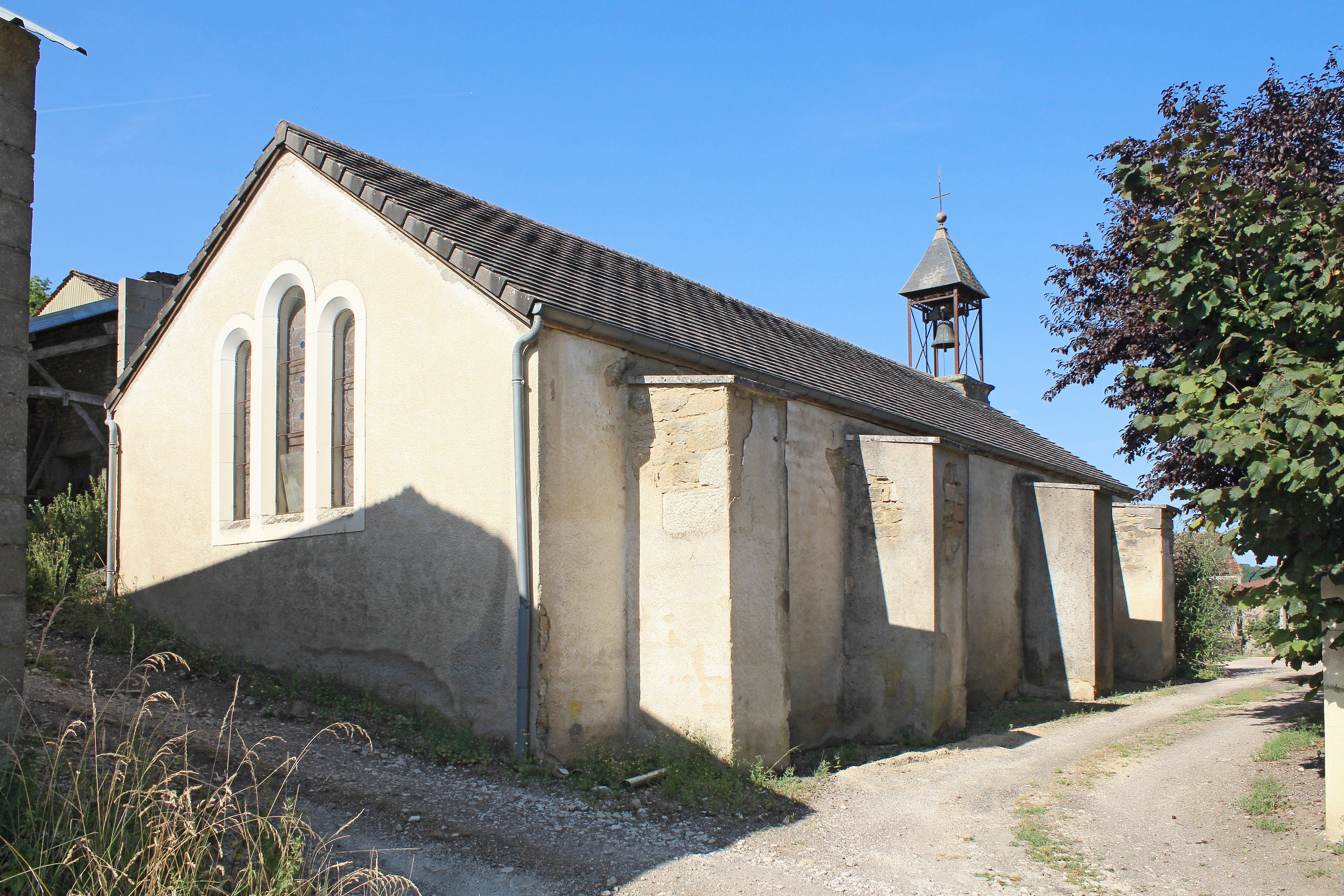
Abside droite et murs à contreforts.
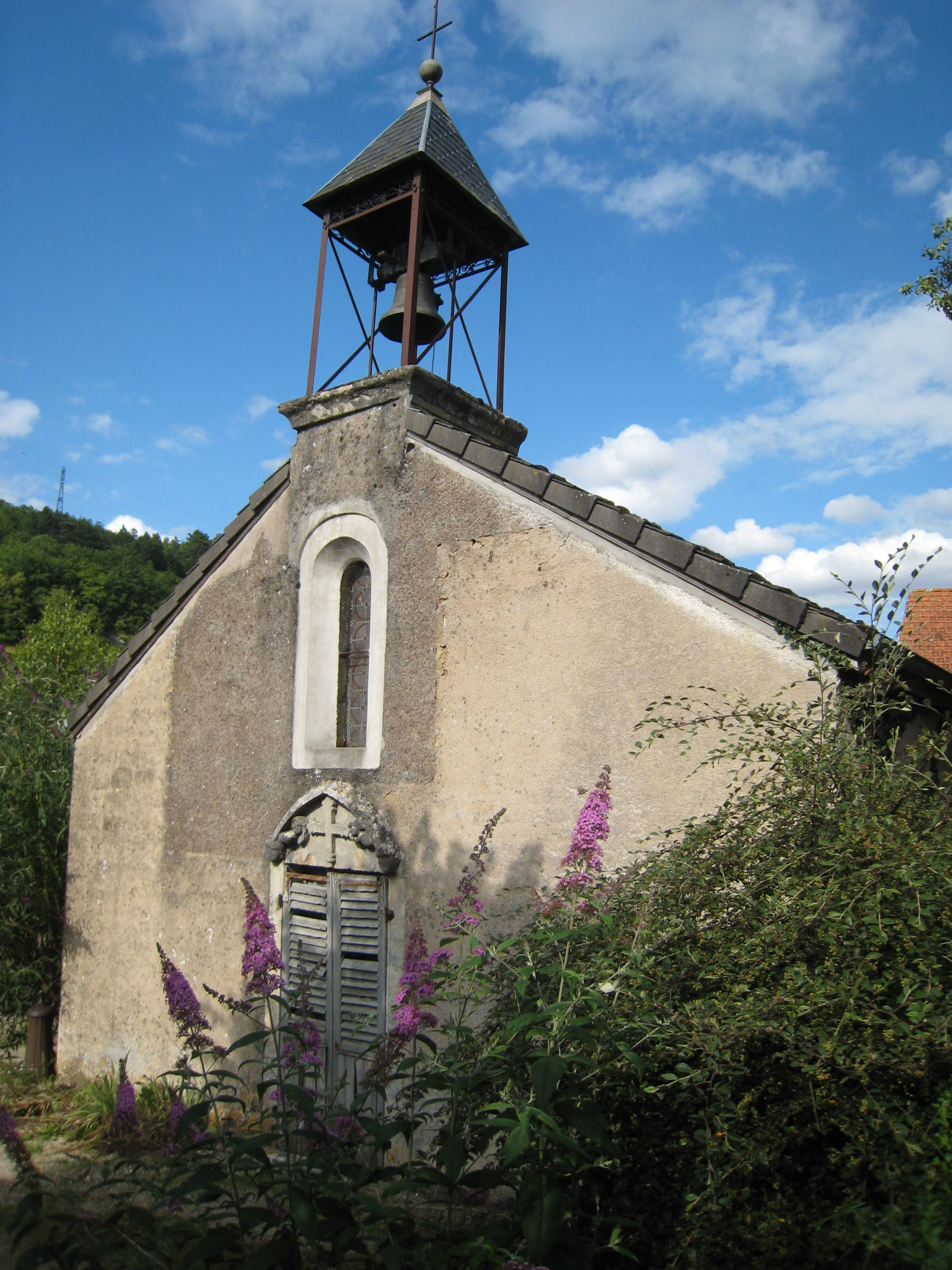
Façade.
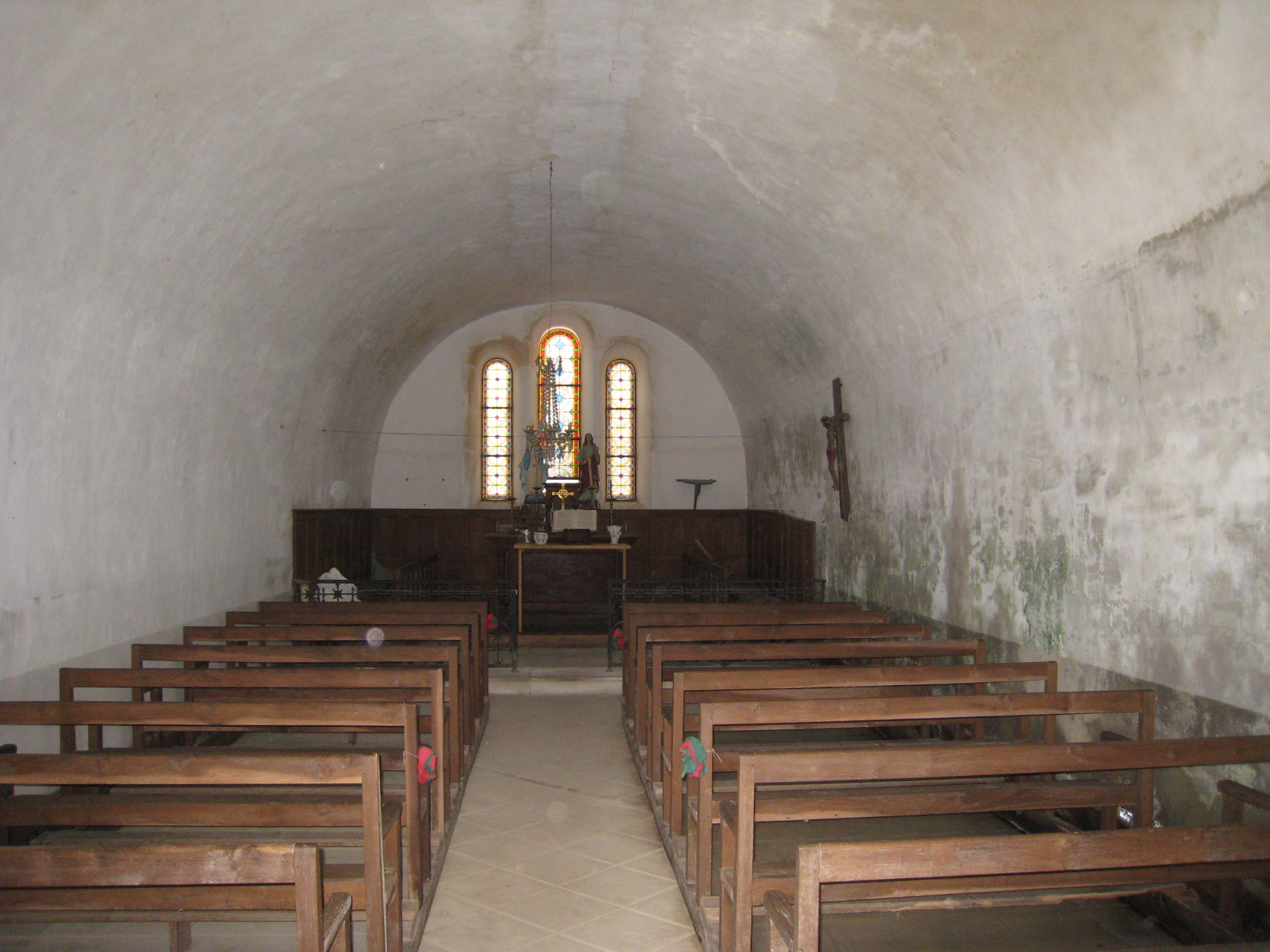
Intérieur.

### Autres éléments patrimoniaux
On peut découvrir aussi à :
- Montfort : deux lavoirs dont un avec source et fontaine de 1890 restauré ; situé en dessous de la chapelle Saint-Denis, on y accède par un escalier.

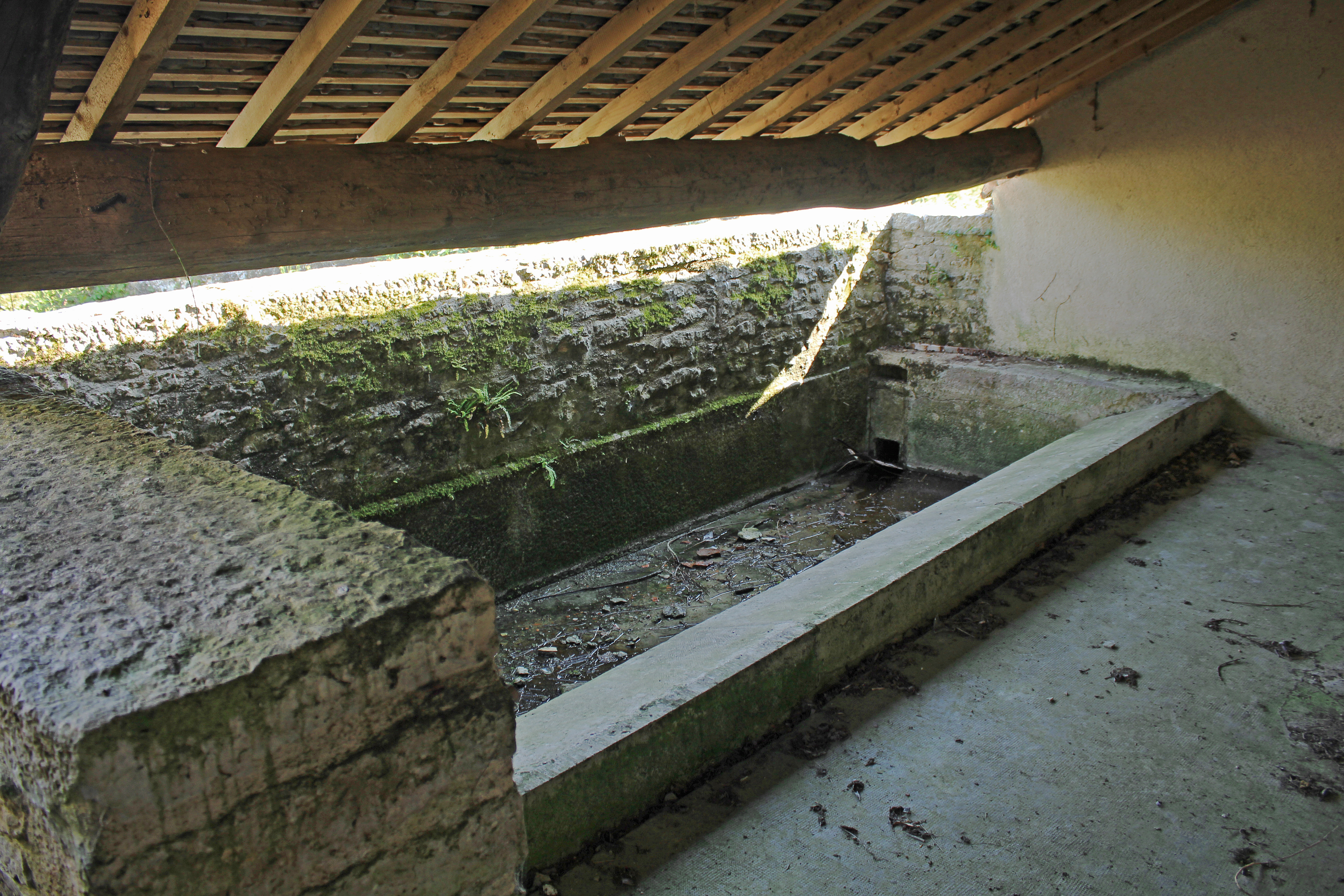
Lavoir de Montfort.
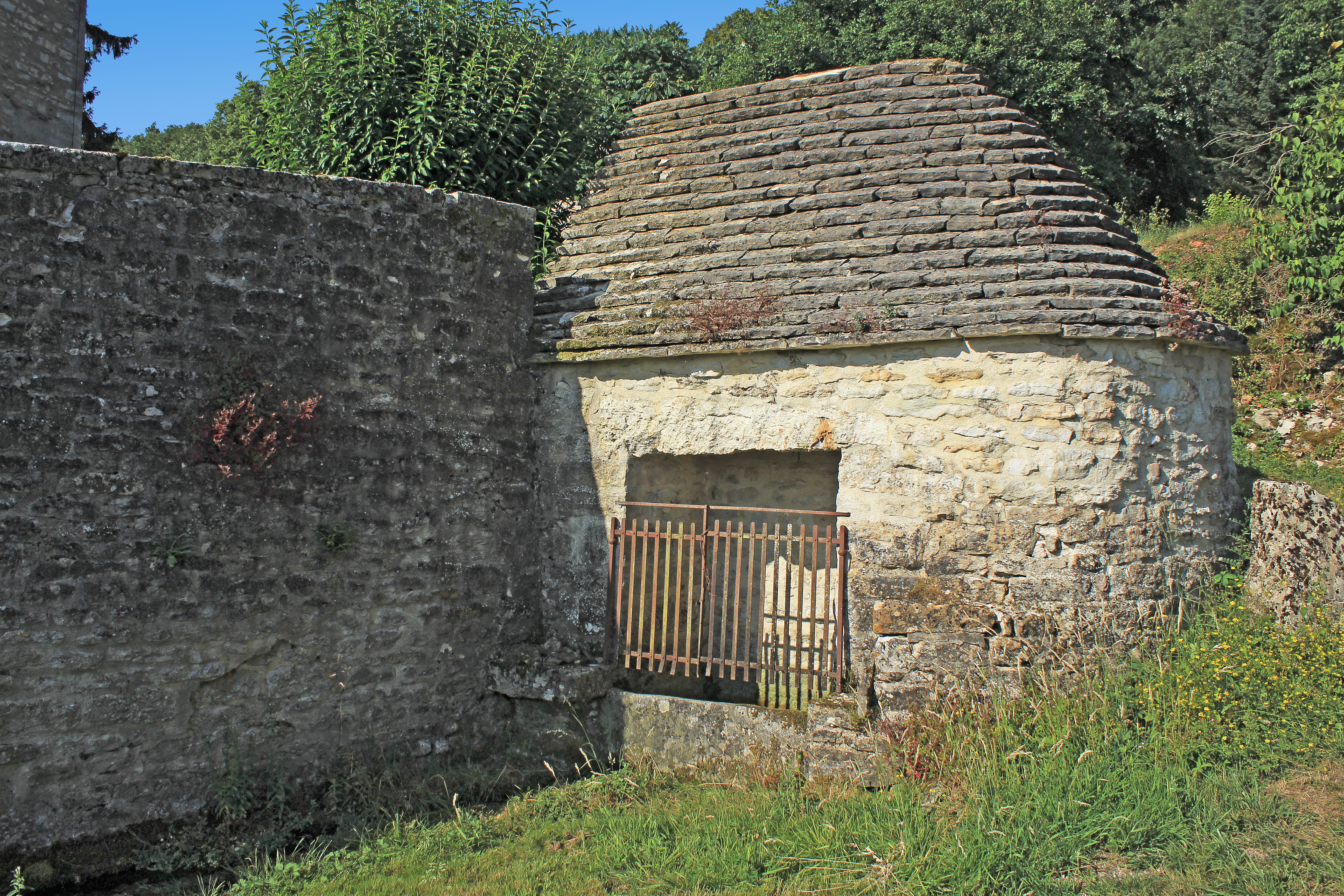
Bâtiment à abside ronde et toit de lave abritant la fontaine.
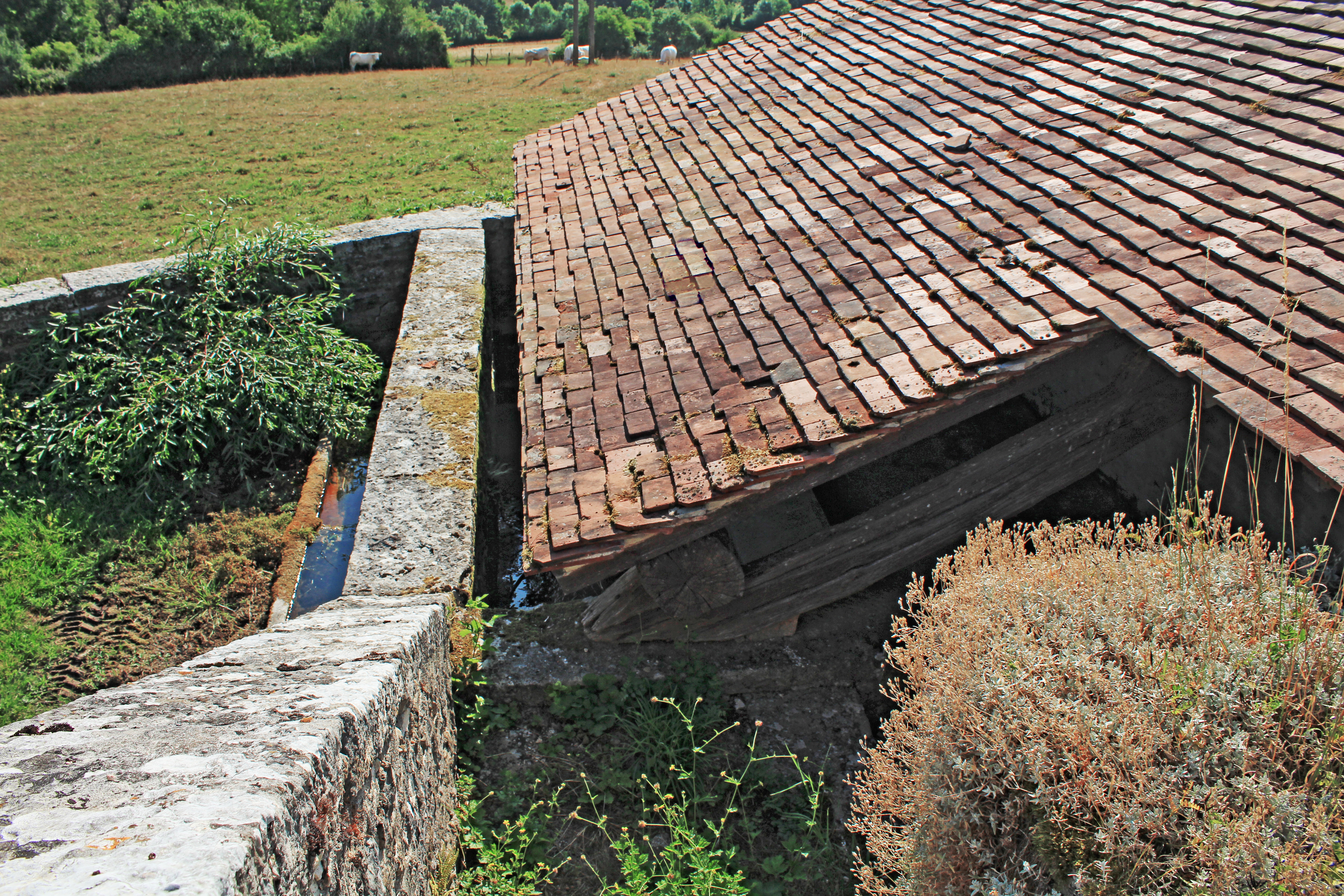
Toit du lavoir et rigole d'amenée.

- Montigny : un bâtiment de ferme daté de 1716 et, au centre, une croix de dévotion à double face de 1731 et deux lavoirs.
- Villiers : deux lavoirs.
- Fatin : une croix calvaire de 1856 restaurée.

À noter que la commune possède un important patrimoine de croix aussi bien de dévotion que de mission (une dizaine).

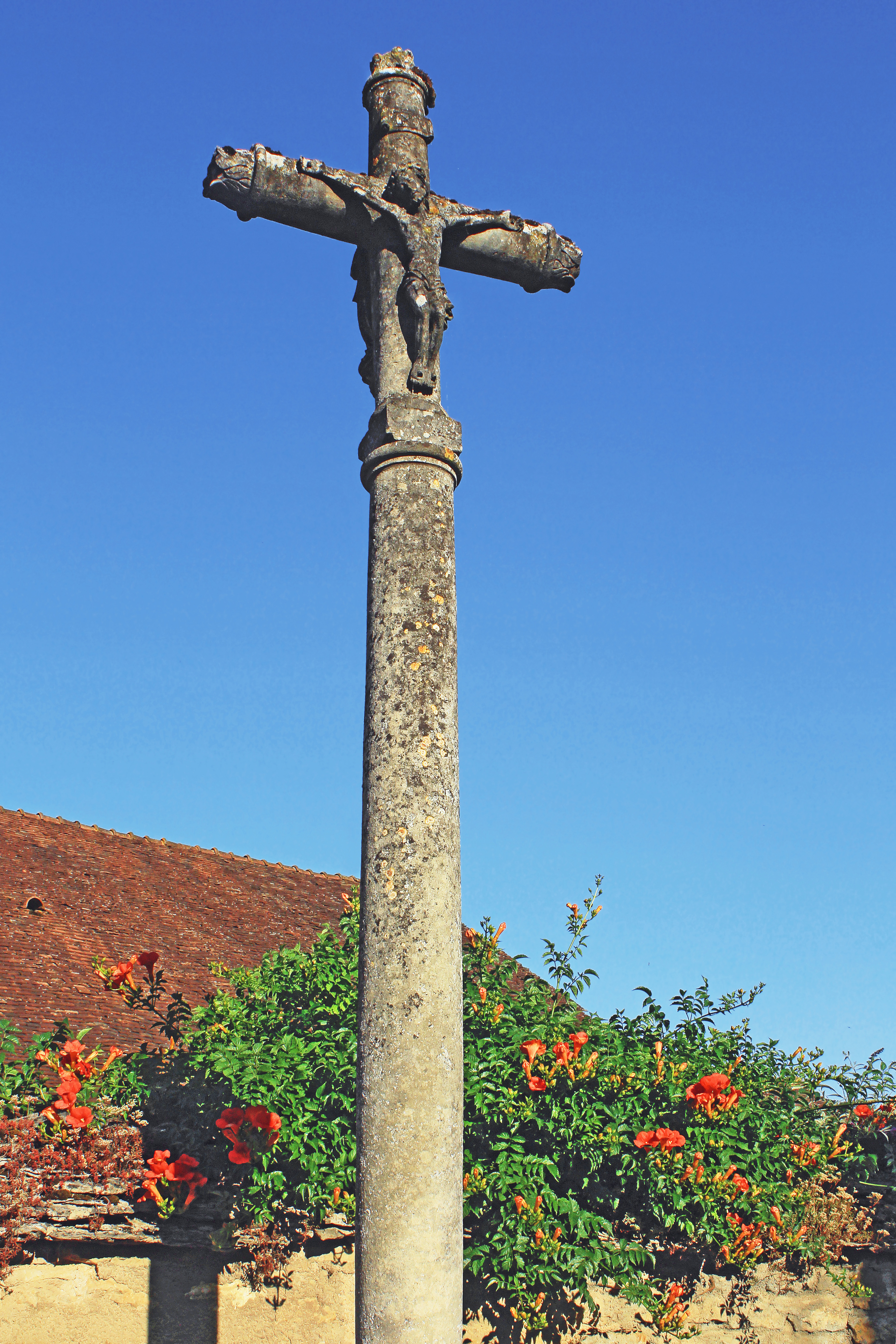
Croix de place à double face près de la mairie.
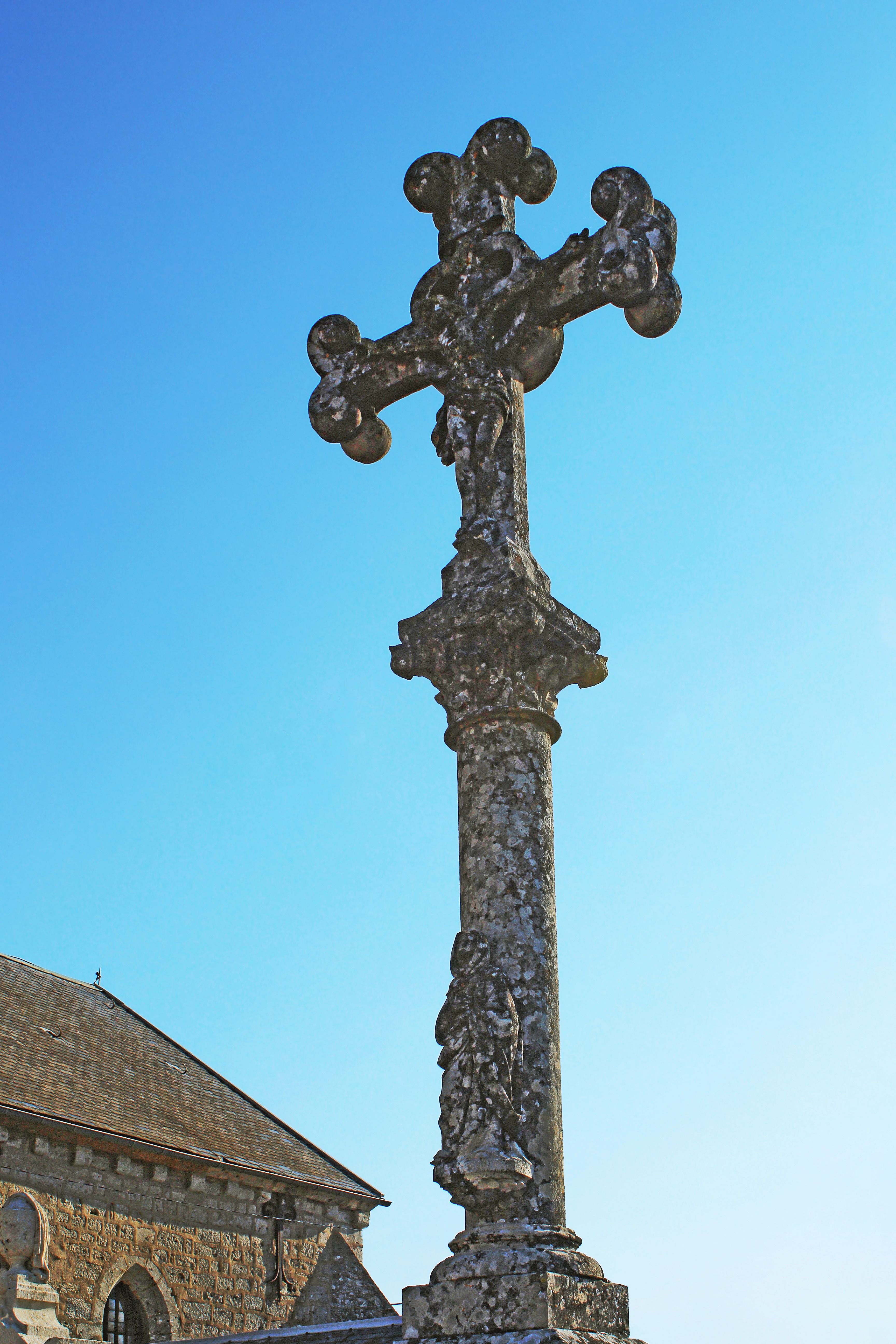
Croix sud du cimetière.
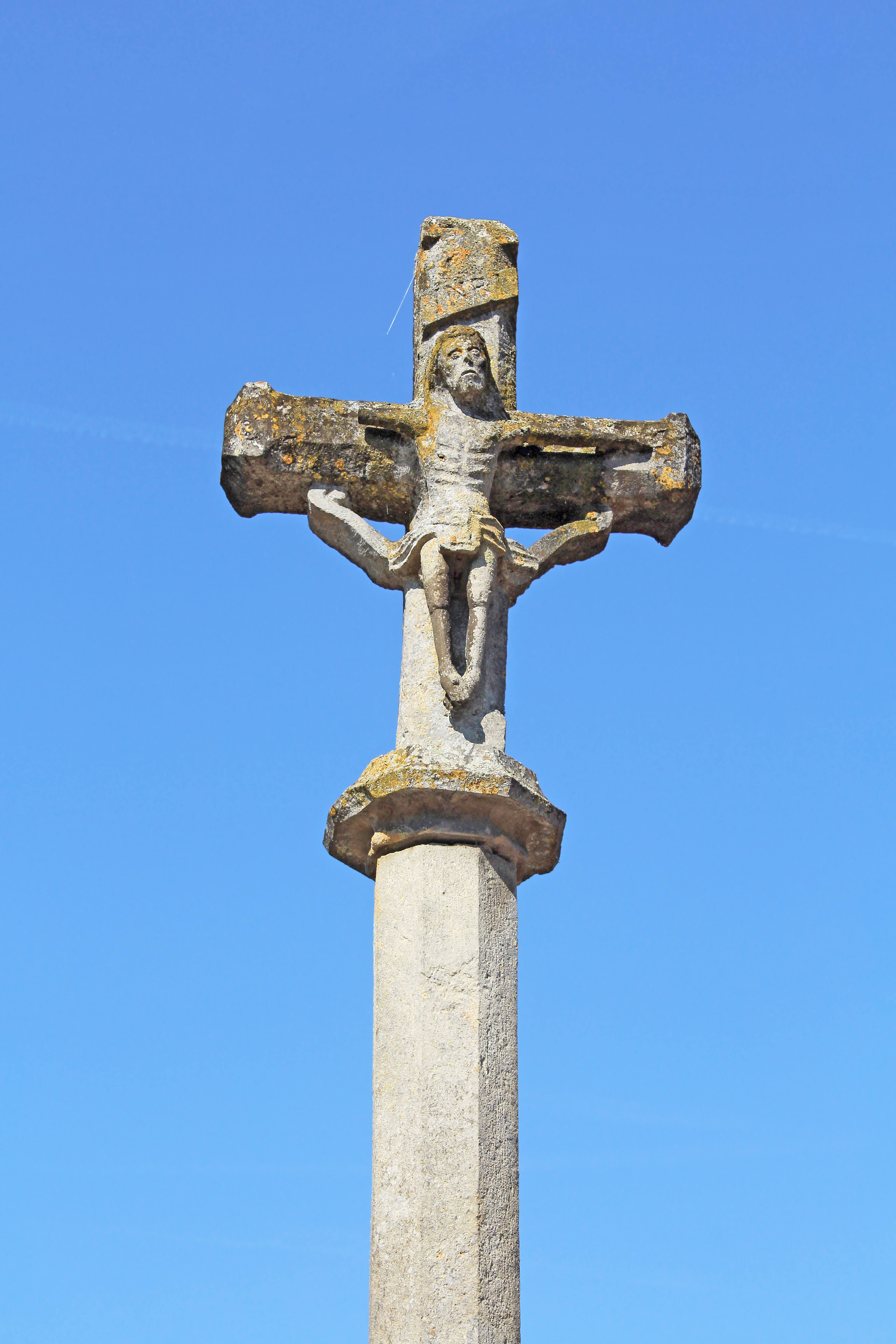
Croix à Villiers.

### Aux environs
- L'abbaye de Fontenay, classée Patrimoine Mondial par l'UNESCO est située sur la commune de Marmagne, à  douze kilomètres au nord-est.
- Les forges de Buffon se trouvent à environ treize kilomètres au nord-ouest, construites par Georges Louis Leclerc, comte de Buffon, en 1768 pour poursuivre ses expériences sur les métaux.
- À quinze kilomètres au sud-est se trouve le site d'Alise-Sainte-Reine, lieu où officiellement se déroula la bataille d'Alésia entre Vercingétorix et Jules César et durant laquelle Vercingétorix fut vaincu.
- La ville médiévale de Semur-en-Auxois à onze kilomètres au sud-ouest.

## Politique et administration

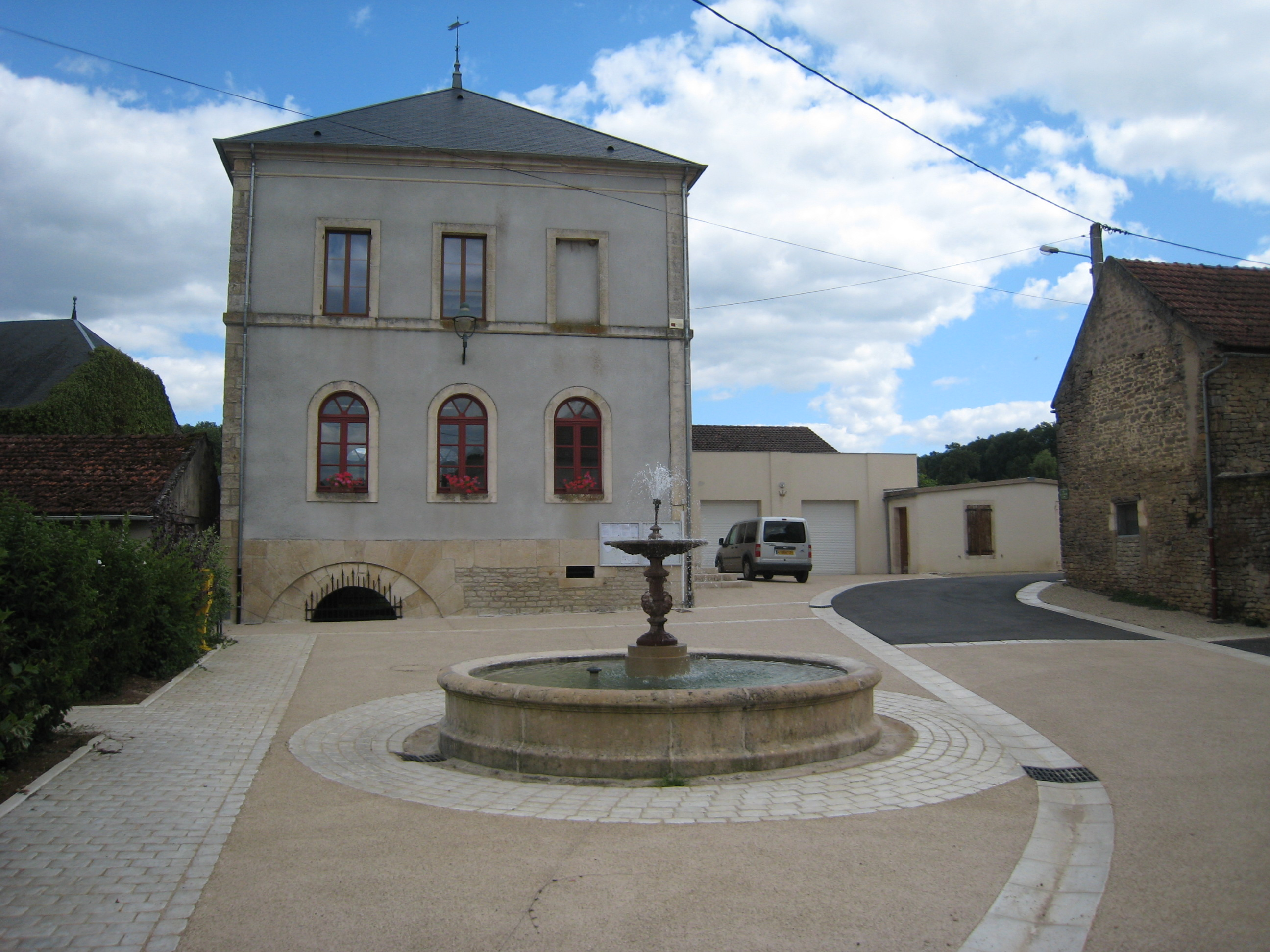
La mairie de Montigny-Montfort.

La commune de Montigny-Montfort fait partie de l’arrondissement de Montbard et du canton de Montbard. Depuis le 1er janvier 2005 la commune fait partie de la communauté de communes du Montbardois, qui reprend les communes faisant partie du canton de Montbard.
| Période   | Période   | Identité             | Étiquette | Qualité |
| --------- | --------- | -------------------- | --------- | --- |
| 1800      | 1815      | Jacques Bartat       | -         | - |
| 1815      | 1816      | Louis Guillier       | -         | - |
| 1816      | 1821      | Claude Guillier      | -         | - |
| 1821      | 1831      | Louis Caillet        | -         | - |
| 1831      | 1850      | Jacques Bartat       | -         | - |
| 1850      | 1852      | M. Cureau-Gueneret   | -         | - |
| 1852      | 1855      | M. L. Caillet-Turpin | -         | - |
| 1855      | 1879      | Auguste Collas       | -         | - |
| 1879      | 1881      | Antoine Simonot      | -         | - |
| 1881      | 1884      | Claude Justin Geste  | -         | - |
| 1884      | 1892      | Antoine Simonot      | -         | - |
| 1892      | 1899      | Charles Bordot       | -         | - |
| 1899      | 1905      | Charles Contour      | -         | - |
| 1905      | 1910      | Charles Bordot       | -         | - |
| 1910      | 1921      | Jean-Baptiste Dampt  | -         | - |
| 1921      | 1925      | Lucien Lefaivre      | -         | - |
| 1925      | 1929      | Henri Fromentin      | -         | - |
| 1929      | 1932      | Charles Bordot       | -         | - |
| 1932      | 1936      | Arnaud Priard        | -         | - |
| 1936      | 1941      | Jean-Baptiste Dampt  | -         | - |
| 1941      | 1944      | Henri Fromentin      | -         | - |
| 1944      | 1947      | Louis Deleglise      |           | |
| 1947      | 1954      | André Bribant        |           | |
| 1954      | 1956      | Philibert Febvre     |           | |
| 1956      | mars 1983 | Raymond Sébillotte   |           | |
| mars 1983 | juin 1995 | Michel Protte        | RPR       | Chef d'entreprise Conseiller régional de Bourgogne (1988 → 1998) Conseiller général de Montbard (1985 → 1998) Maire de Montbard (1995 → 2008) Suppléant du député Gilbert Mathieu (1981 → 1986) |
| juin 1995 | mars 2014 | Philippe Muriot      | SE        | |
| mars 2014 | En cours  | Claude Jacques       | SE        | Ambulancier SMUR Réélu pour le mandat 2020-2026 |

Municipales 2008
Il y eut 83,05 % de participation, une seule liste se présentait aux suffrages des habitants. Le 14 mars les 11 nouveaux membres du conseil municipal ont élu maire, Philippe Muriot pour un troisième mandat, Bruno Duquesne et Claude Jacques ont été élus adjoints,.

### Tendances politiques

#### Présidentielles
À l'élection présidentielle de 2007, le premier tour a vu arriver en tête Nicolas Sarkozy avec 39,23 %, suivi par Ségolène Royal avec 18,66 %, François Bayrou avec 16,75 %, et Jean-Marie Le Pen avec 11,96 %, aucun autre candidat ne dépassant le seuil des 4 %. Le second tour a vu arriver largement en tête Nicolas Sarkozy avec 64,00 % contre 36,00 % pour Ségolène Royal (résultat national : 53,06 % contre 46,94 %).
À l'élection présidentielle de 2002, le premier tour a vu arriver en tête Jacques Chirac avec 20,83 %, suivi de Jean-Marie Le Pen avec 15,63 %, Lionel Jospin avec 10,42 %, puis François Bayrou avec 9,38 %, Jean Saint-Josse avec 9,38 % et Jean-Pierre Chevènement avec 8,33 %, aucun autre candidat ne dépassant le seuil des 5 %. Au second tour, les électeurs ont voté à 82,83 % pour Jacques Chirac contre 17,17 % pour Jean-Marie Le Pen avec un taux d'abstention de 12,94 %, très proche des tendances nationales respectivement de 82,21 % et 17,79 %.

#### Référendum sur l'Europe
Au référendum sur le traité constitutionnel pour l’Europe du 29 mai 2005, les habitants de Montigny-Montfort ont largement rejeté la Constitution Européenne, avec 61,17 % de non contre 38,83 % de oui avec un taux d’abstention de 21,14 %. Ces chiffres sont supérieurs aux résultats de la France entière : non à 54,67 % ; oui à 45,33 %.
- Ces résultats confirment et sont même supérieurs aux résultats du référendum sur le traité de Maastricht du 20 septembre 1992. Pour la commune non : 58,88 % ; oui : 41,12 %[26].

## Économie

### Budget de la commune en 2011
- Opérations de fonctionnement :
  - Produits : 185 000 € + 3,7 % par rapport à 2010
  - Charges : 136 000 € − 21,7 % par rapport à 2010
- Opérations d'investissement :
  - Ressources : 62 000 €
  - Emplois : 40 000 €
- Dettes 2009 : 311 000 €

La dette représente 126 % du budget de la commune (produits + ressources) ; la dette en valeur a diminué de 18 % depuis 2009.

### Taux des taxes locales sur la commune en 2011
- Taxe foncière sur le bâti : 11,71% ; 10,9 % en 2010
- Taxe foncière sur le non bâti : 37,41% ; 33,21 % en 2010
- Taxe d'habitation : 13, 83% ; 5,78 % en 2010

### Autres informations
Les revenus moyens par ménage en 2004 sont de 14 740 €/an.
Le taux de chômage en 2009 était de 8,5 %.

### Services publics
Montigny-Montfort est une petite commune rurale, elle ne possède pas d'école, de bureau de poste, de banque ou d'hôpital.

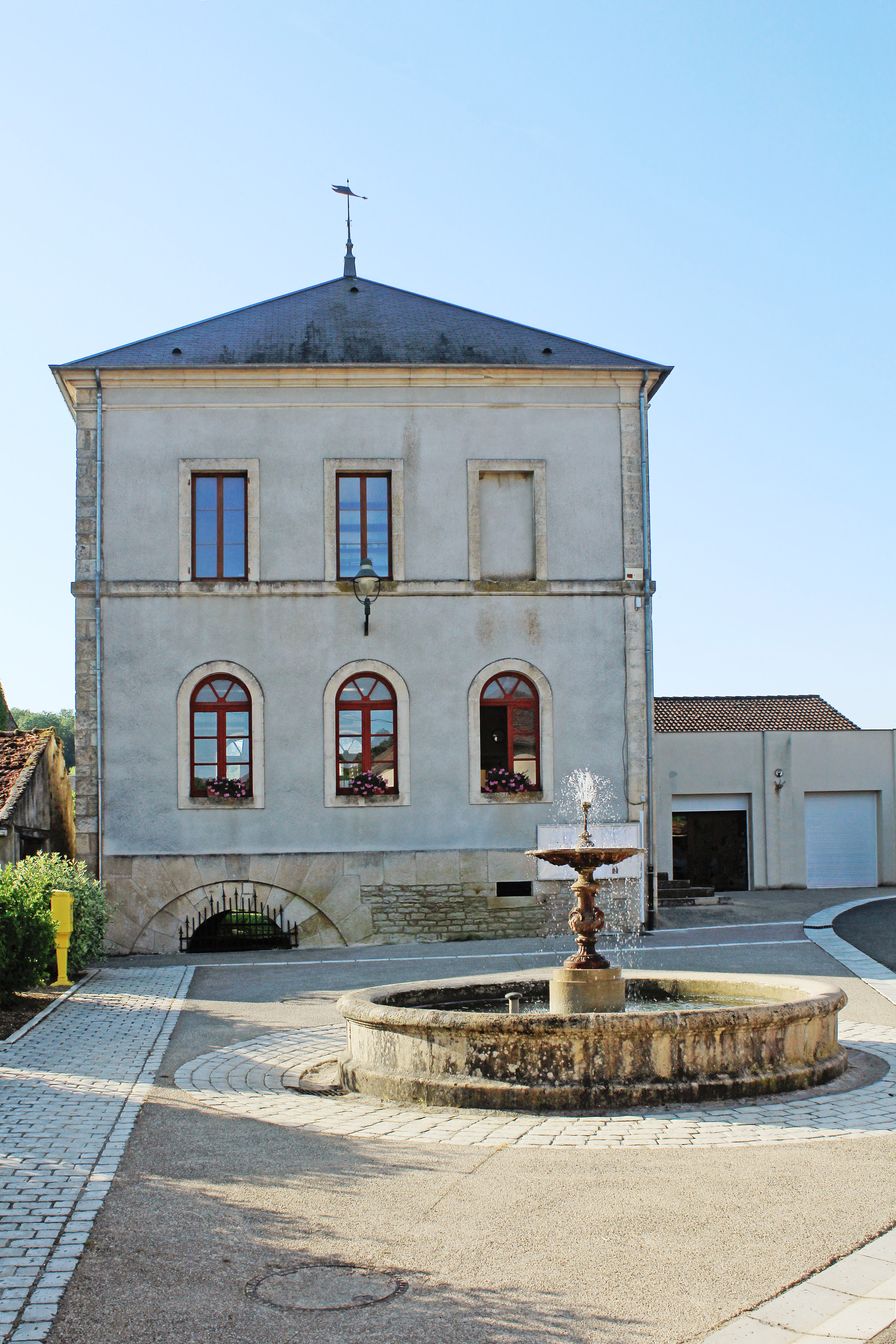
Fontaine et mairie à Montigny.
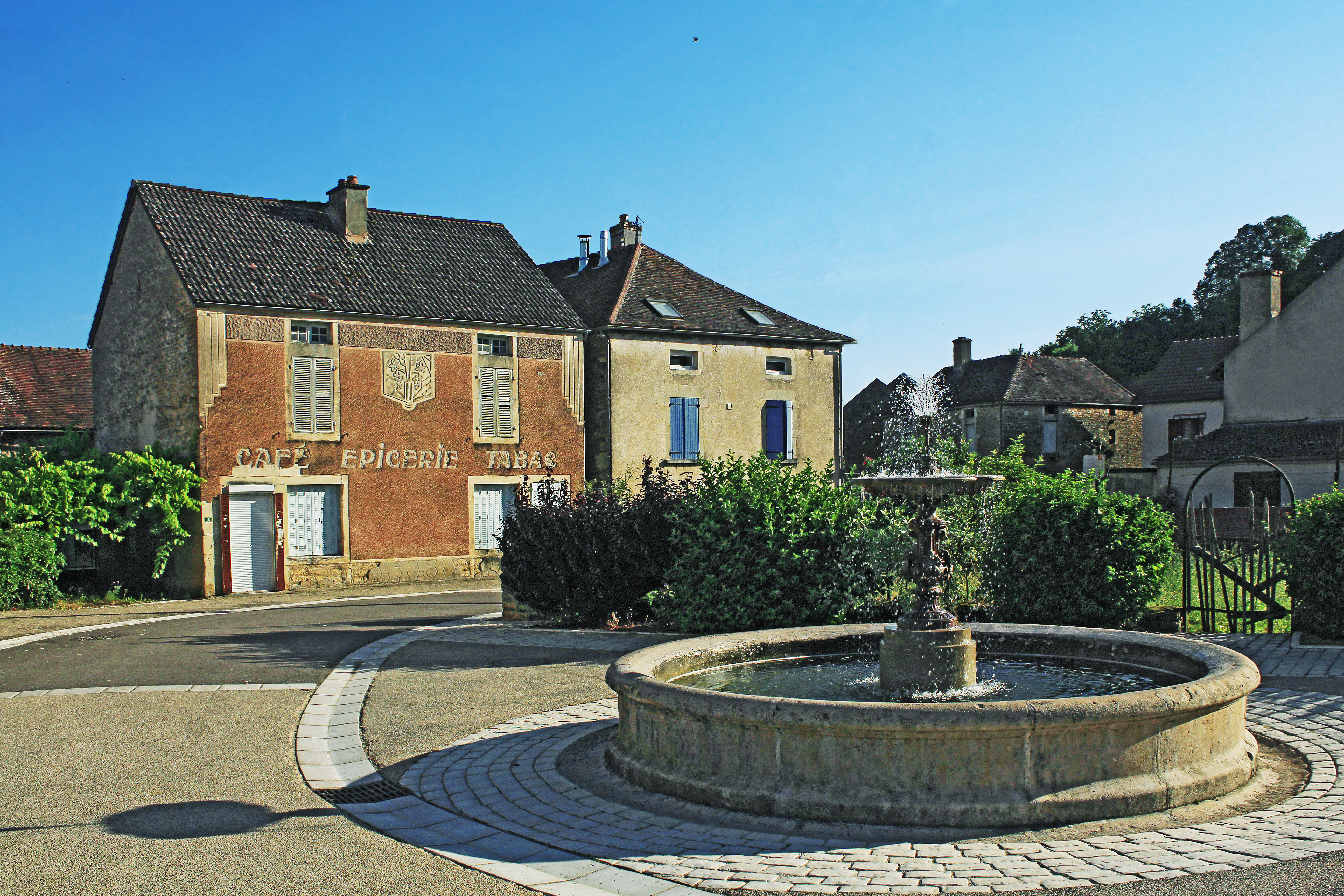
Place de la mairie et ancien café.
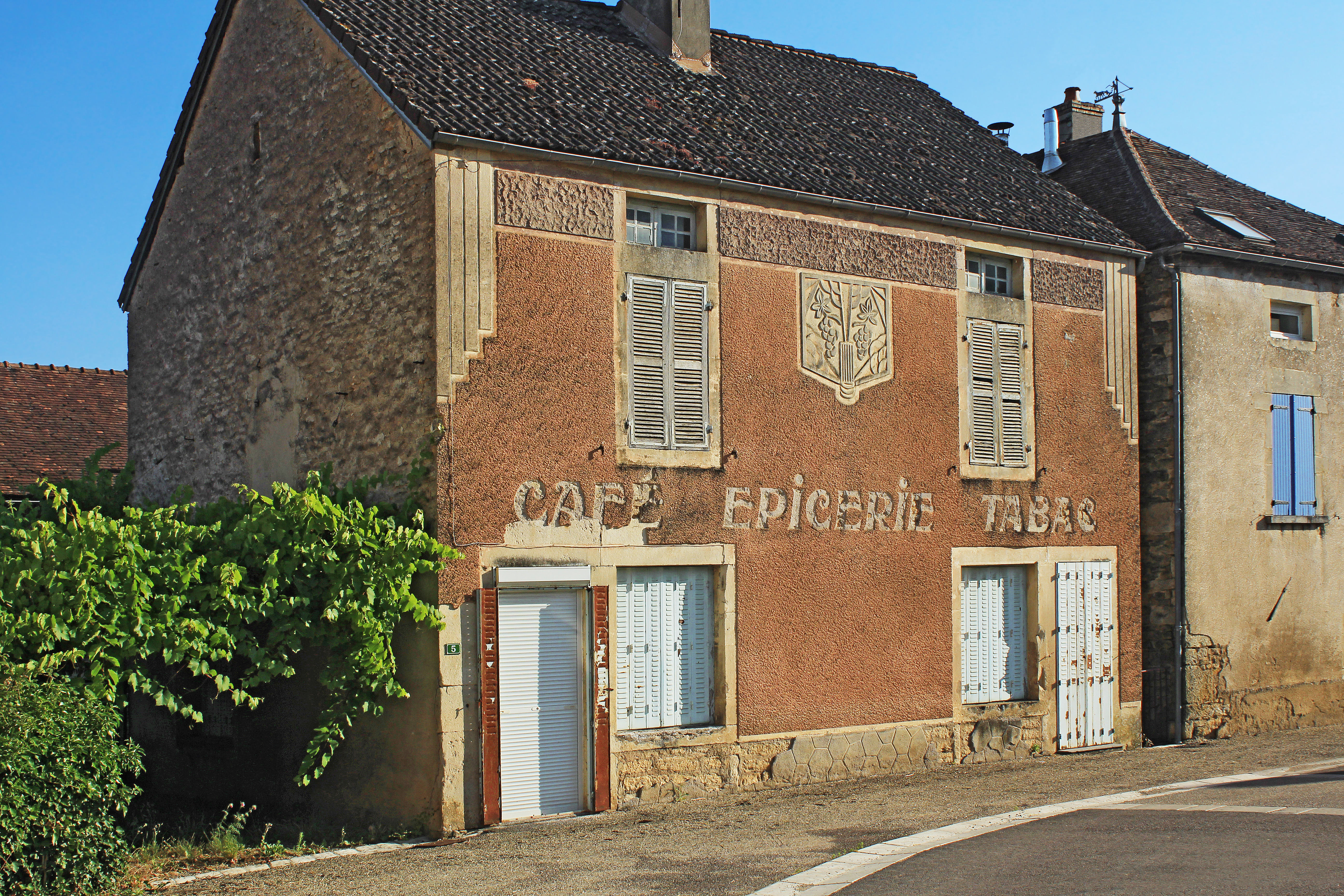
Ancien café-épicerie.
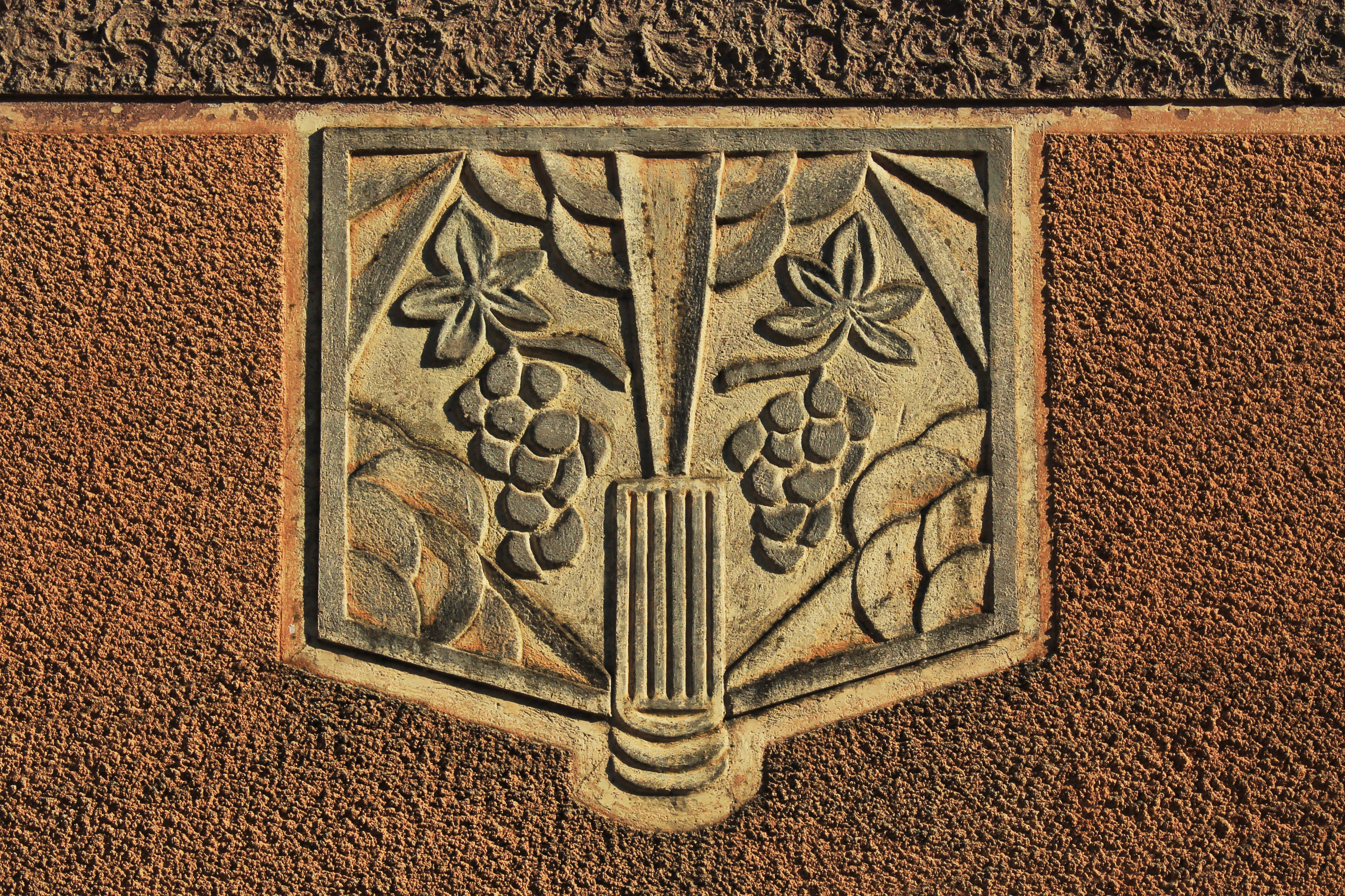
Blason sur l'ancien café représentant la vigne.

#### Les écoles
Jadis la commune possédait deux écoles. Une à Villiers l'autre à Montigny.
L'école de Montigny regroupait aussi la mairie. Le bâtiment a la particularité d'avoir été construit sur le cours du ruisseau du Tantavion. Aujourd'hui mairie à part entière elle se situe sur une place agrémentée d'une fontaine récemment restaurée.
L'école de Villiers a été construite en 1879, elle accueillait aussi les écoliers du hameau de Montfort. Elle ferma ses portes en juin 1981 faute d'effectif suffisant. Aujourd'hui l'école est transformée en deux résidences.

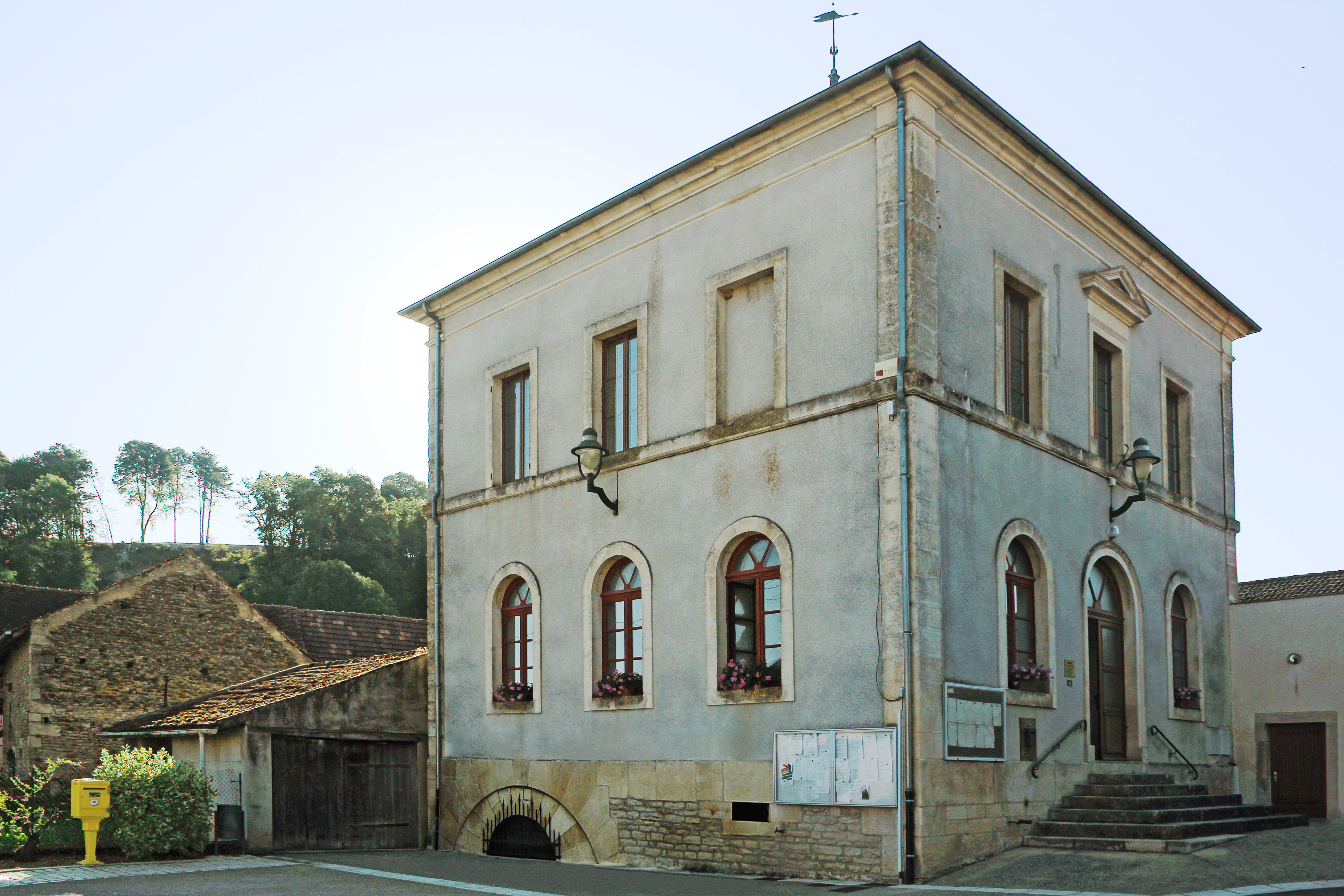
Mairie de Montigny-Montfort.
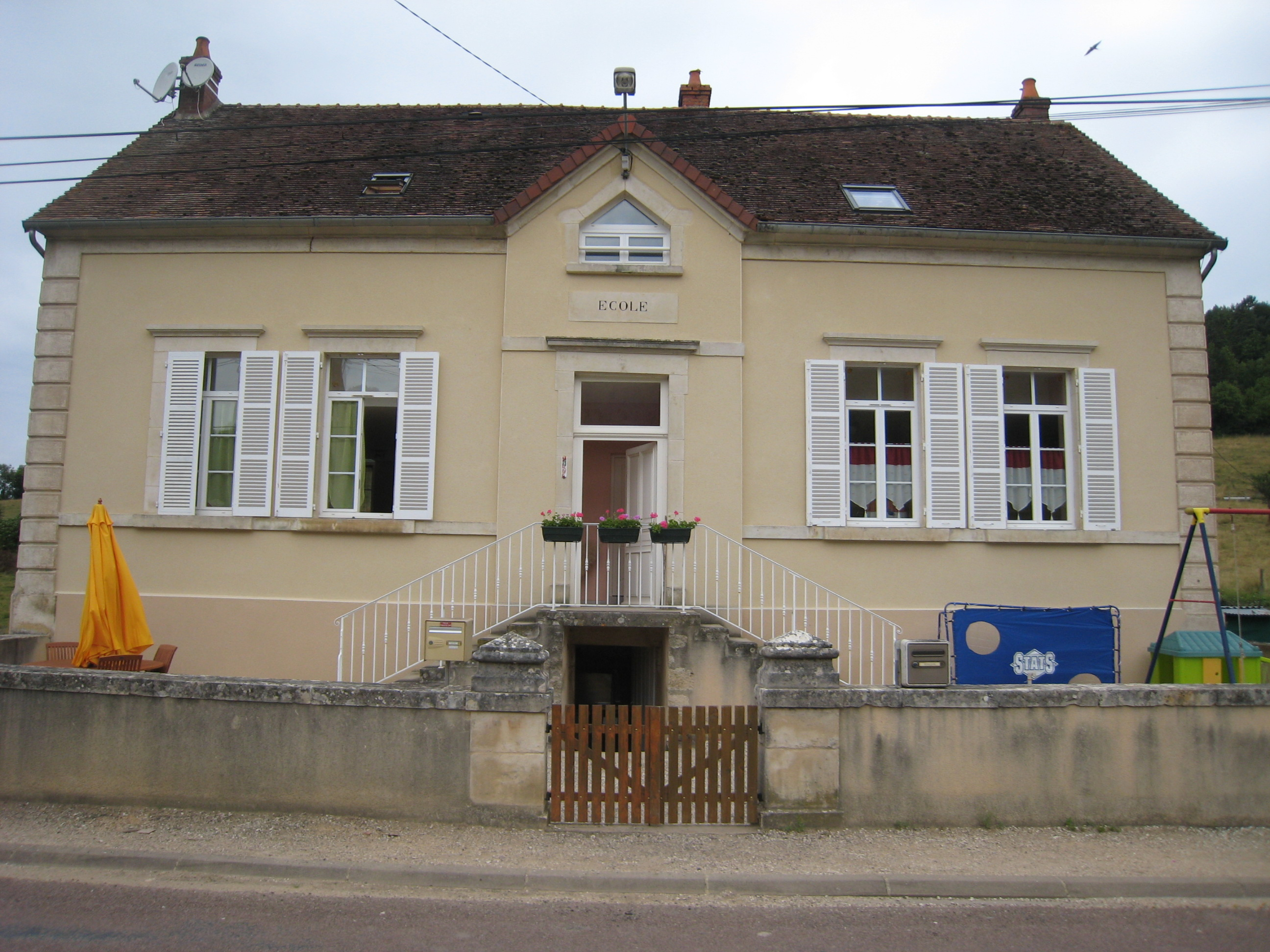
Ancienne école de Villiers.
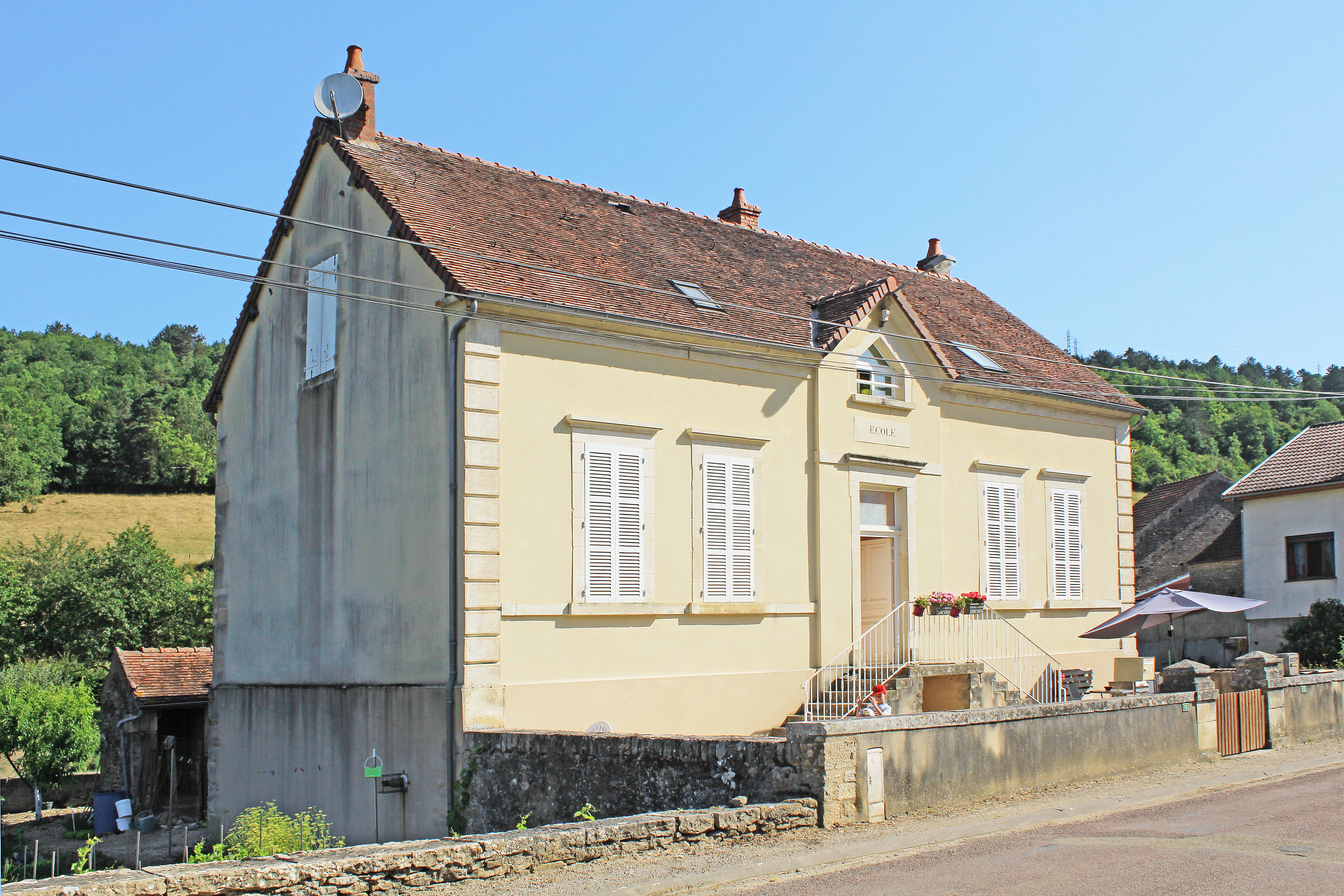

## Démographie

### Évolution démographique
L'évolution du nombre d'habitants est connue à travers les recensements de la population effectués dans la commune depuis 1793. Pour les communes de moins de 10 000 habitants, une enquête de recensement portant sur toute la population est réalisée tous les cinq ans, les populations de référence des années intermédiaires étant quant à elles estimées par interpolation ou extrapolation. Pour la commune, le premier recensement exhaustif entrant dans le cadre du nouveau dispositif a été réalisé en 2007.

En 2022, la commune comptait 277 habitants, en évolution de −8,28 % par rapport à 2016 (Côte-d'Or : +0,82 %, France hors Mayotte : +2,11 %).
| 1793 | 1800 | 1806 | 1821 | 1836 | 1841 | 1846 | 1851 | 1856 |
| ---- | ---- | ---- | ---- | ---- | ---- | ---- | ---- | ---- |
| 651  | 510  | 557  | 540  | 553  | 538  | 509  | 504  | 483  |

| 1861 | 1866 | 1872 | 1876 | 1881 | 1886 | 1891 | 1896 | 1901 |
| ---- | ---- | ---- | ---- | ---- | ---- | ---- | ---- | ---- |
| 493  | 480  | 474  | 413  | 414  | 405  | 402  | 385  | 376  |

| 1906 | 1911 | 1921 | 1926 | 1931 | 1936 | 1946 | 1954 | 1962 |
| ---- | ---- | ---- | ---- | ---- | ---- | ---- | ---- | ---- |
| 358  | 343  | 329  | 296  | 328  | 266  | 253  | 281  | 286  |

| 1968 | 1975 | 1982 | 1990 | 1999 | 2006 | 2007 | 2012 | 2017 |
| ---- | ---- | ---- | ---- | ---- | ---- | ---- | ---- | ---- |
| 289  | 309  | 328  | 318  | 290  | 291  | 291  | 299  | 300  |

| 2022 | - | - | - | - | - | - | - | - |
| ---- | - | - | - | - | - | - | - | - |
| 277  | - | - | - | - | - | - | - | - |

Comme toutes les communes rurales Montigny-Montfort a été touchée par la désertification au profit de grandes villes comme Montbard ou Semur-en-Auxois. Toutefois depuis l’après-guerre la population de la commune reste relativement stable, aujourd'hui autour de 290 habitants.

### Pyramide des âges
La population de la commune est relativement âgée.
En 2018, le taux de personnes d'un âge inférieur à 30 ans s'élève à 28,4 %, soit en dessous de la moyenne départementale (35,6 %). À l'inverse, le taux de personnes d'âge supérieur à 60 ans est de 36,0 % la même année, alors qu'il est de 27,1 % au niveau départemental.
En 2018, la commune comptait 156 hommes pour 142 femmes, soit un taux de 52,35 % d'hommes, largement supérieur au taux départemental (48,25 %).
Les pyramides des âges de la commune et du département s'établissent comme suit.
| Hommes | Classe d’âge | Femmes |
| ------ | ------------ | ------ |
| 1,3    | 90 ou +      | 1,4    |
| 5,2    | 75-89 ans    | 8,5    |
| 26,4   | 60-74 ans    | 29,6   |
| 22,9   | 45-59 ans    | 21,0   |
| 12,0   | 30-44 ans    | 15,2   |
| 16,5   | 15-29 ans    | 12,5   |
| 15,7   | 0-14 ans     | 11,7   |

| Hommes | Classe d’âge | Femmes |
| ------ | ------------ | ------ |
| 0,9    | 90 ou +      | 2,2    |
| 7,4    | 75-89 ans    | 9,9    |
| 17,2   | 60-74 ans    | 18,1   |
| 19,6   | 45-59 ans    | 19     |
| 17,9   | 30-44 ans    | 17,2   |
| 20,1   | 15-29 ans    | 18,6   |
| 16,9   | 0-14 ans     | 15     |

### Logement
En 2007, Montigny-Montfort avait 152 logements (+5,6 % par rapport à 1999) dont 125 étaient des résidences principales soit 82 % du parc et 17 des résidences secondaires soit 11,2 % du parc, 10 étaient vacants. Les montignois sont très largement propriétaires à 89,6 % et 5,6 % locataires.
Le parc immobilier de la commune est composé de maisons assez anciennes, 48,6 % des maisons ont été construites avant 1915, 52 % avant 1949. Toutefois 10 % des résidences principales ont été construites entre 1999 et 2007,.